# Bruyères
Pour les articles homonymes, voir Bruyère (homonymie).
Bruyères ([bʁyjɛːʁ] , en patois vosgien de la montagne [bʁuɛːʁ]) est une commune française située dans le département des Vosges, en région Grand Est.

## Géographie

### Localisation

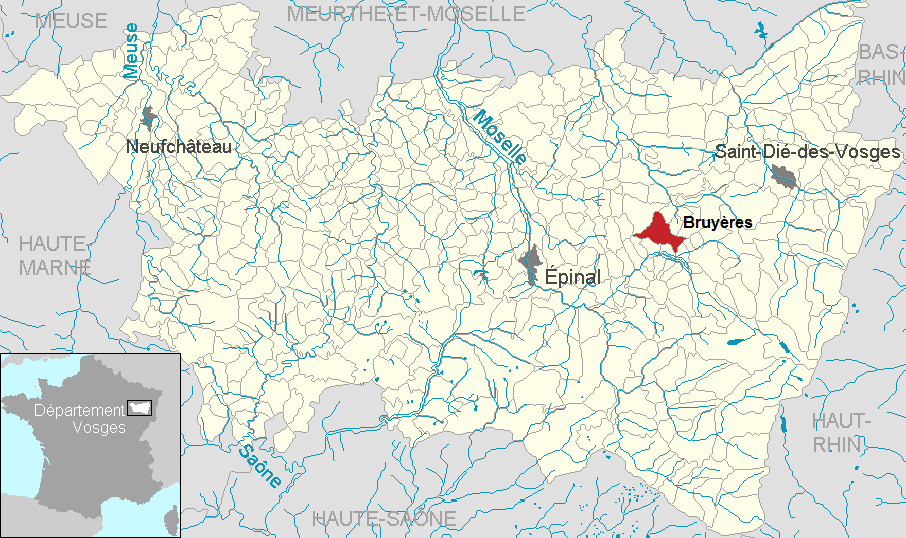
Localisation dans le département.

Bruyères est située dans le massif vosgien à 20,4 kilomètres à vol d'oiseau à l'est d'Épinal, à 19,1 km au sud-ouest de Saint-Dié-des-Vosges et à 19,0 km au nord-ouest de Gérardmer.

### Communes limitrophes
Le territoire de la commune est limitrophe de ceux de dix autres communes.
| Grandvillers | Grandvillers Brouvelieures Vervezelle | Belmont-sur-Buttant         |
| Viménil      | Bruyères                              | La Chapelle-devant-Bruyères |
| Fays         | Laval-sur-Vologne Champ-le-Duc        | Laveline-devant-Bruyères    |

### Géologie et relief
La commune se compose de 151,98 hectares de territoires artificialisés (9,49 %), 410,32 hectares de territoires agricoles (25,63 %) et 1 038,84 hectares de forêts et milieux semi-naturels (64,89 %).

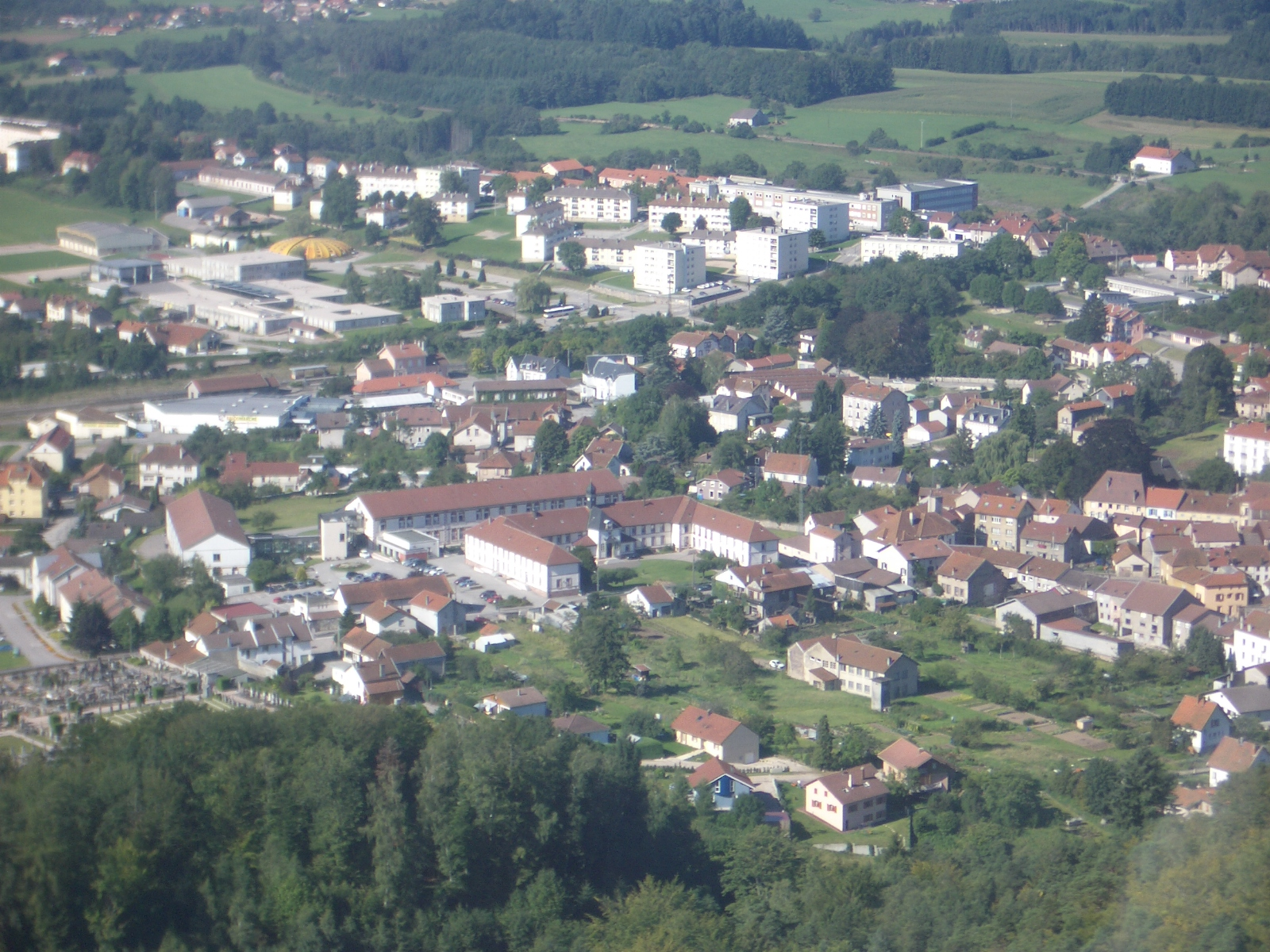
Vue aérienne en 2005.

Le territoire de la commune occupe un plateau qui fait office de col entre les vallées de la Vologne au sud et de la Mortagne au nord. Elle est dominée à l'est par une première éminence du massif vosgien, l'Avison, qui lui sert parfois de symbole.
D’un point géologique, la carte d’identité [Quoi ?] de la commune de Bruyères est clairement triasique et gréseuse. Les formations stéphano-permiennes et le buntsandstein sont visibles à l’œil nu à chaque promenade en forêt. Grès permien et grès bigarré forment un croissant épais autour d’alluvions du pléistocène dans la partie basse du territoire communal en direction de Laval ou de Champ-le-Duc. Il s’agit pour ces dernières de formations superficielles émergées issues des périodes glaciaires, notamment du Mindel. Les effets de l’érosion périglaciaire ont également remodelé le paysage en surface.
En résumé, le territoire communal de Bruyères se définit par la configuration lithostratigraphique suivante, du plus ancien au plus récent :
- (Nord-est) Le grès permien de la formation dite de Saint-Dié est la roche sédimentaire la plus ancienne qui affleure dans le secteur bruyérois puisqu’elle remonte à la fin de l’ère primaire. Le grès permien sur Bruyères est la limite d’un bassin plus épais sur Saint-Dié qui atteint les 120 m d’épaisseur. Néanmoins, en raison d’une sédimentation peu achevée[Note 1], cette roche très friable de teinte rose pâlotte qu’on peut presque déliter avec ses doigts n’apparaît pas beaucoup en surface, mais plus en lambeaux dans quelques secteurs dispersés du massif (Orbey, Senones, Albé, Frapelle par exemple)[5] ;
- (Nord) Un épais manteau de grès bigarré (environ 80 m, soit la plus petite couche du massif au regard des 320 m des Vosges du Nord) du buntsandstein moyen rouge foncé à rose qui prend fréquemment un aspect conglomératique[4] forme la dernière côte du Bassin parisien[5] et la barrière gréseuse faisant office de clôture du Plateau lorrain et de porte d’entrée vers les Vosges granitiques. Au-dessus du grès vosgien, il reste sur les croupes sommitales des monts bruyérois des blocs de conglomérat principal constitué de quartz et de quartzite[6] comme on peut en trouver dans toutes les Vosges gréseuses jusqu’à la forêt palatine en Allemagne ou comme encore sous la forme de couronne tabulaire dans la partie cristalline du massif avant les crêtes entre Bruyères et Gérardmer ;
- (Sud-ouest) Des alluvions du pléistocène moyen et supérieur sont très proches du territoire communal en se rendant vers la vallée de la Vologne[4]. Il s’agit d’une érosion fluvioglaciaire en provenance des grès bigarrés et partiellement seulement des granites[6] ;
- (Sud/Sud-ouest) Également datés du pléistocène moyen et supérieur, on trouve en contrebas du versant qui mène à la vallée de la Vologne des cônes alluviaux[4]. Ces cônes sont en bordure du territoire communal à l'extérieur ;
- Les moraines de Mindel sont des formes superficielles ; du point de vue stratigraphique il s’agit du pléistocène moyen et supérieur et d’un point de vue lithologique, on constat des moraines blocs de roche sédimentaire, mais aussi des blocs erratiques de granite qui reposent aux sommets des buttes de grès vosgien[4].

### Paysages et végétation
La végétation climacique de la commune de Bruyères correspond à l'influence des premières pentes des Vosges,. D'un point de vue général et pour toutes les communes dans la région de transition entre le Plateau lorrain et le massif vosgien partie gréseuse, la forêt mixte avec étagements en altitude et le passage entre les feuillus et les conifères caractérisent cette zone. On peut distinguer deux étages principaux :
- autour de 400  et   500 mètres, on trouve la basse montagne où la hêtraie domine presque totalement. La forêt de Faîte au nord-ouest de la ville illustre bien cet étagement. Sur le plan géomorphologique, il s’agit en fait moins d’une montagne que de la dernière cuesta du plateau lorrain en grès bigarré ;
- de 450  à   800 mètres, le deuxième étage dit montagnard moyen se caractérise par une végétation différente suivant l'exposition au vent, à l'humidité et au soleil ;
  - le versant à l'ouest et au nord plus humide se définit par ses sols bruns acides où règne la sapinière-hêtraie,
  - les versants face au sud et sud-est sont plus pentus, rocheux et mieux exposés au soleil. On y trouve des sols podzoliques où poussent des pins sylvestres endémiques à Bruyères.

Le sous-bois du deuxième étage est caractérisé par une présence accrue de myrtilles, mousses et fougères. La fête des brimbelles célébrée à Bruyères depuis des décennies illustre ce lien particulier qu'ont les habitants avec un fruit sauvage symbolique de leur ville. La callune est également très répandue sur le versant sud-est et sud-ouest, donc en l'emplacement même de la ville, ce qui correspond au clin d’œil toponymique du nom de Bruyères dans le sens de lande, terre riche en callunes.
Bien que proche et visible depuis la tour panoramique de la Grande Avison, il n'y a pas de troisième étage ou étage montagnard supérieur à Bruyères car le territoire communal n’excède pas 703 m à son point culminant au Borémont.
Le premier étage est très peu représenté sur le territoire communal bruyérois en dehors d'une mince bande forestière au nord-nord-ouest où se situe le point le plus bas dans le vallon de l’Arentèle à 395 m. La limite communale s’arrête en effet juste avant les pentes de la côte gréseuse entre 438  et   566 mètres au-dessus des reins de la Moulure et du Chêne et des basses de la Vierge, du Gravier, d’Hutranfosse et de l'Âne. La face bruyéroise se caractérise par les rochers tabulaires en grès conglomératique et des pentes plus abruptes (entre 30 et 40 % de dénivelé) que du côté nord-ouest où la pente est progressive. Les pins sylvestres apprécient ces pans rocheux car ils sont à la recherche de davantage de lumière par rapport aux sapins dominants dans le secteur.
Par conséquent, la commune de Bruyères se situe majoritairement dans l'étage montagnard moyen. La partie fortement défrichée depuis des siècles en direction de la vallée de la Vologne moyenne se rattache à la végétation habituelle des fonds de vallée humides avec bouleaux, hêtres et végétation des terres fangeuses que l'on nomme davantage feigne dans le langage local. Le paysage et le type de végétation dans lequel grandissent les Bruyérois font qu'ils se sentent dans un environnement connu et familier dans la plupart des régions d'Europe centrale voire orientale qui partagent les moyennes montagnes, les sapinières avec callune et myrtille. Les Vosges moyennes s'apparentent clairement au faciès germanique et est-européen dont elles forment l'extrême limite occidentale.

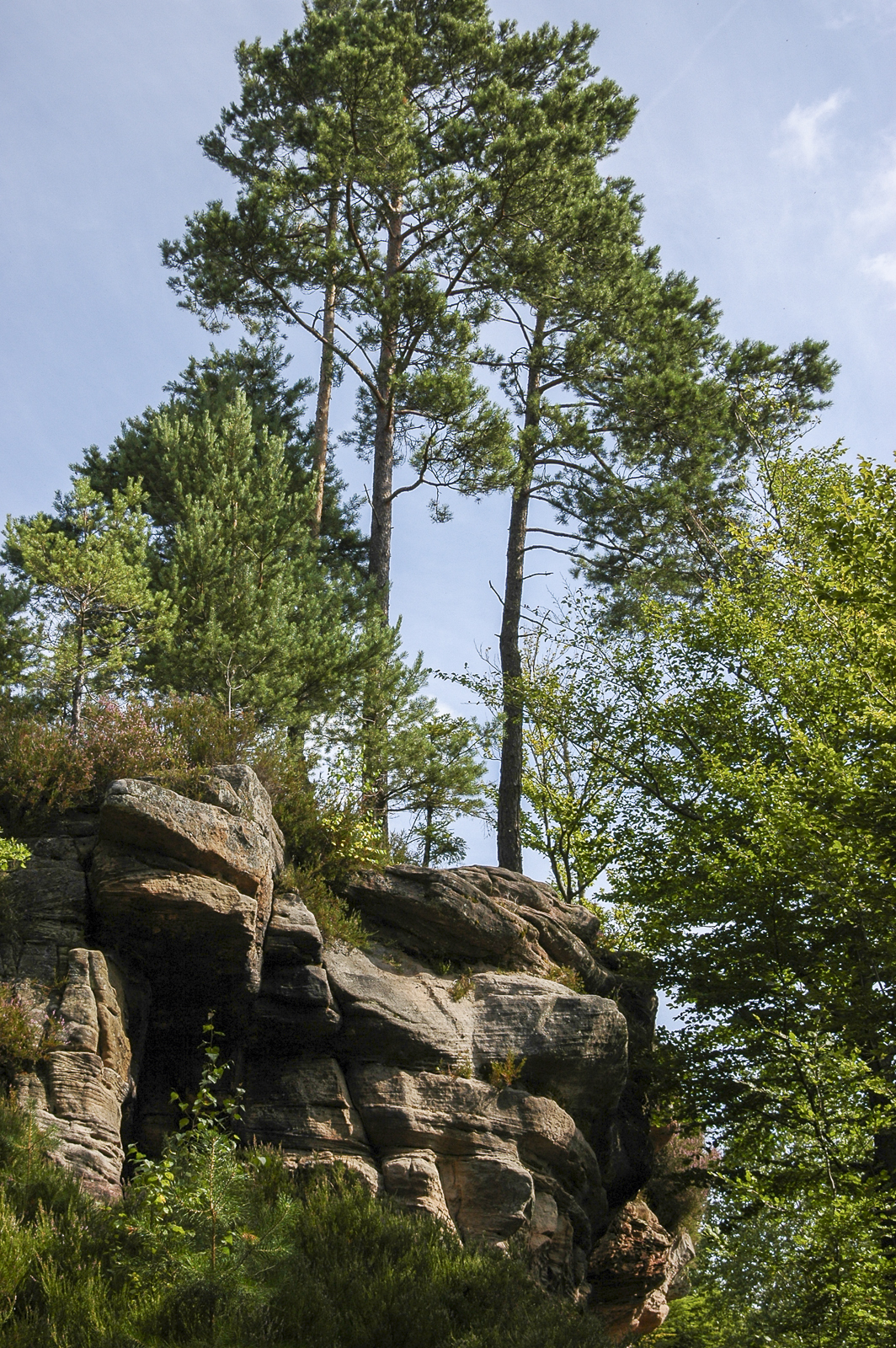
Roche de Pointhaie, Bruyères, pins sylvestres, une espèce est endémique à Bruyères.
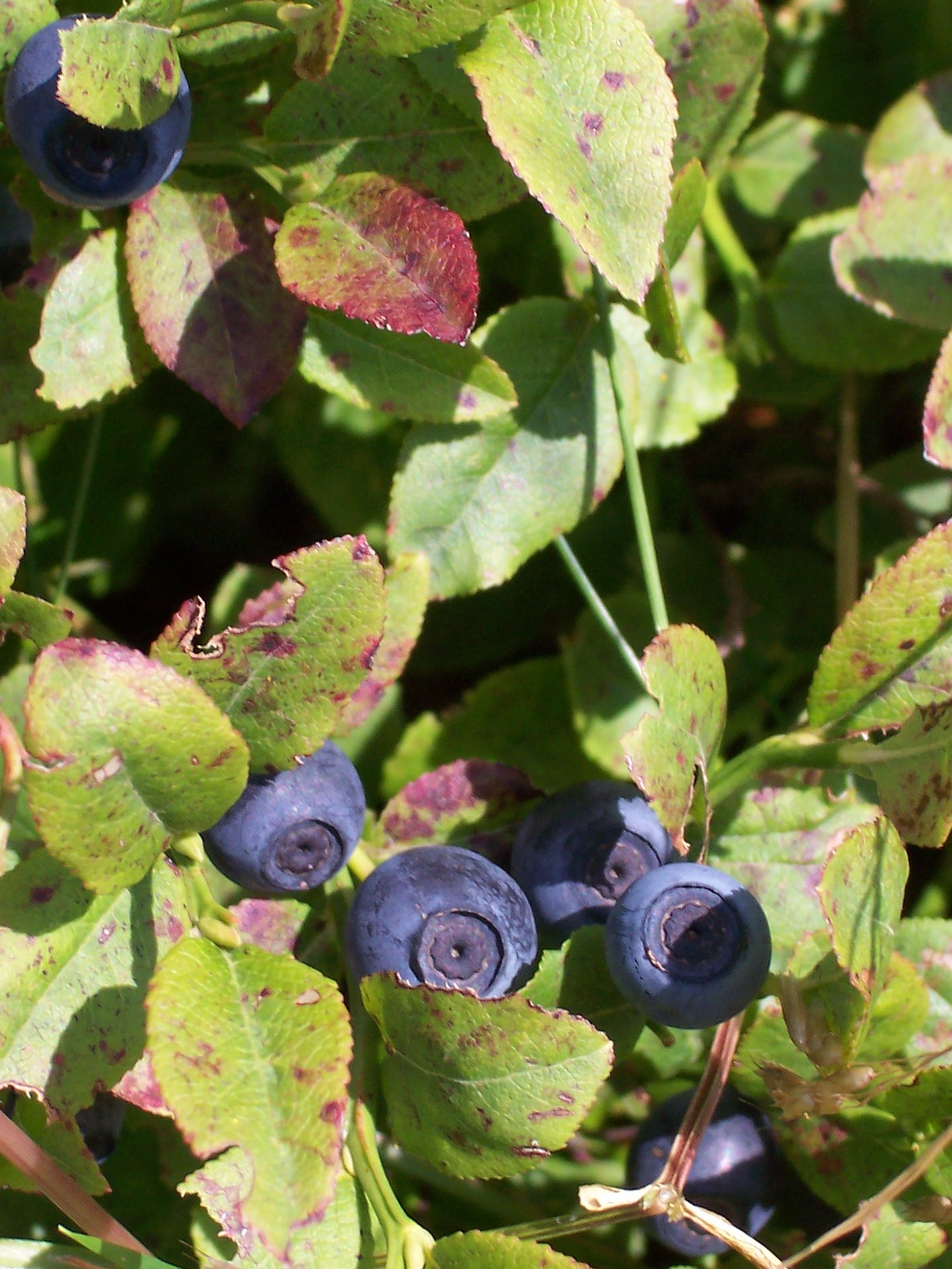
Myrtille type Vaccinium myrtillus, localement nommée brimbelle.
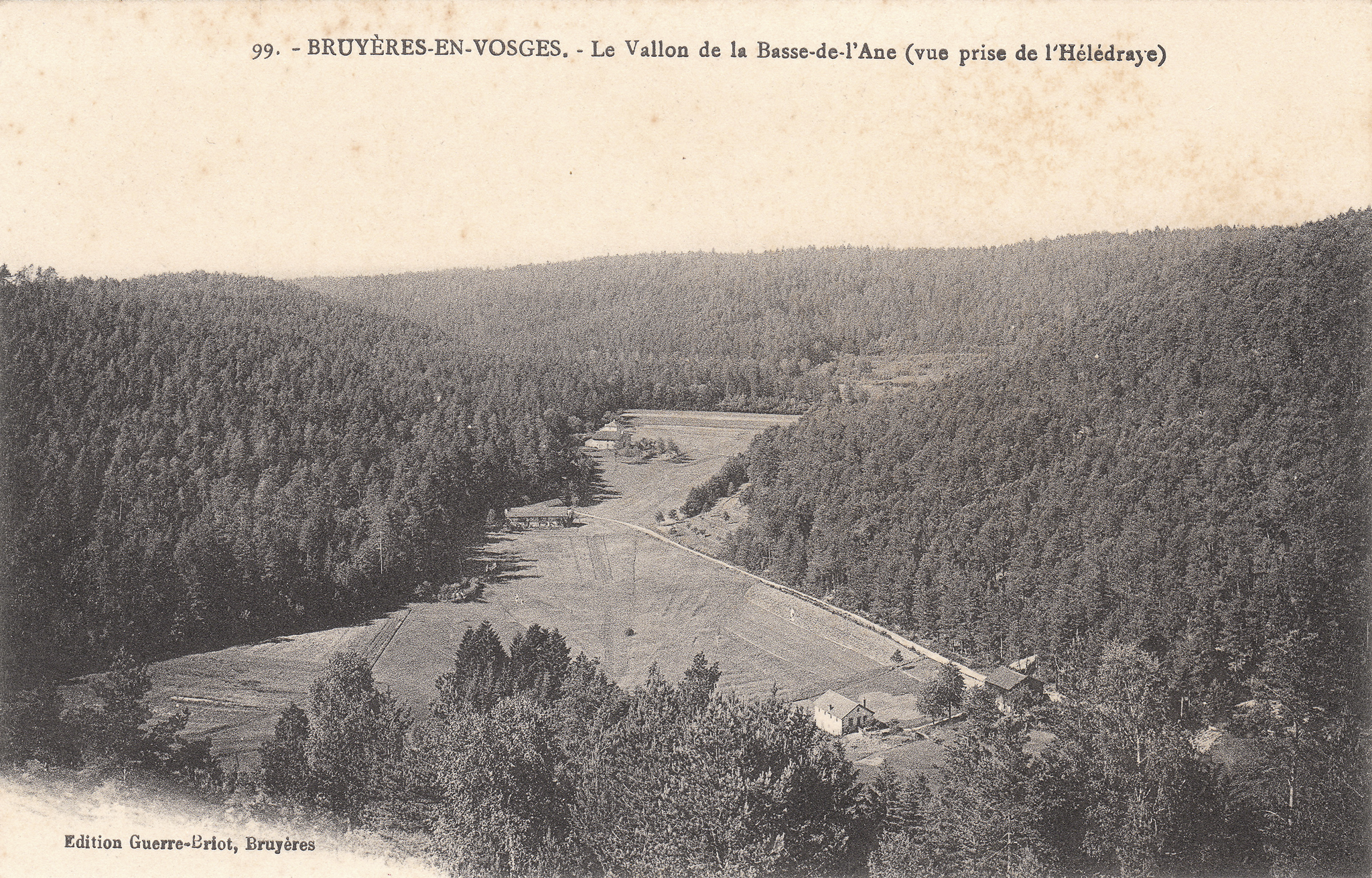
Basse de l'Âne à Bruyères, 1er étage, basse montagne.
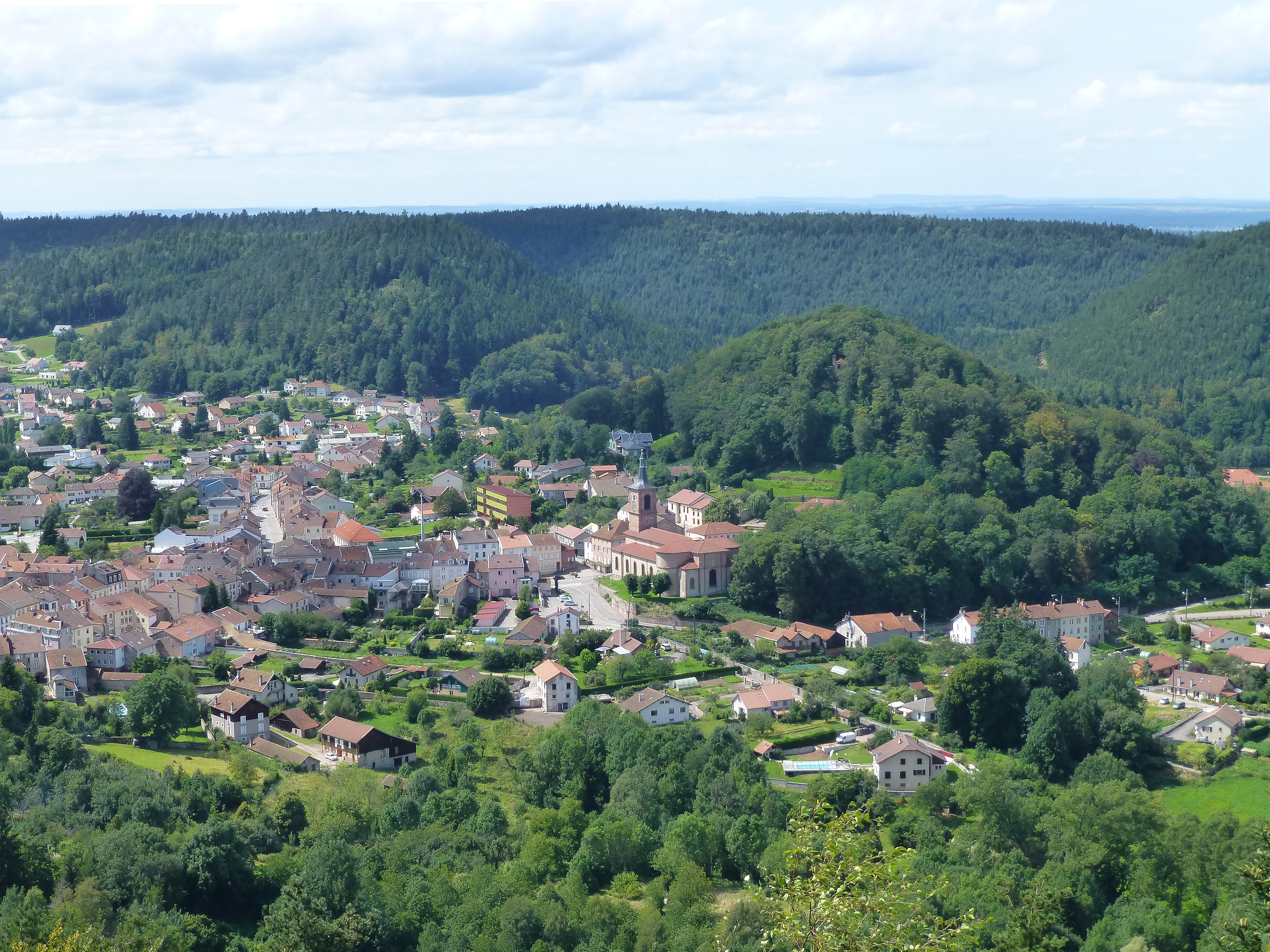
Vue sur Bruyères, en arrière-plan les hêtraies-sapinières de la forêt de Faîte autour de 500 m d'altitude.
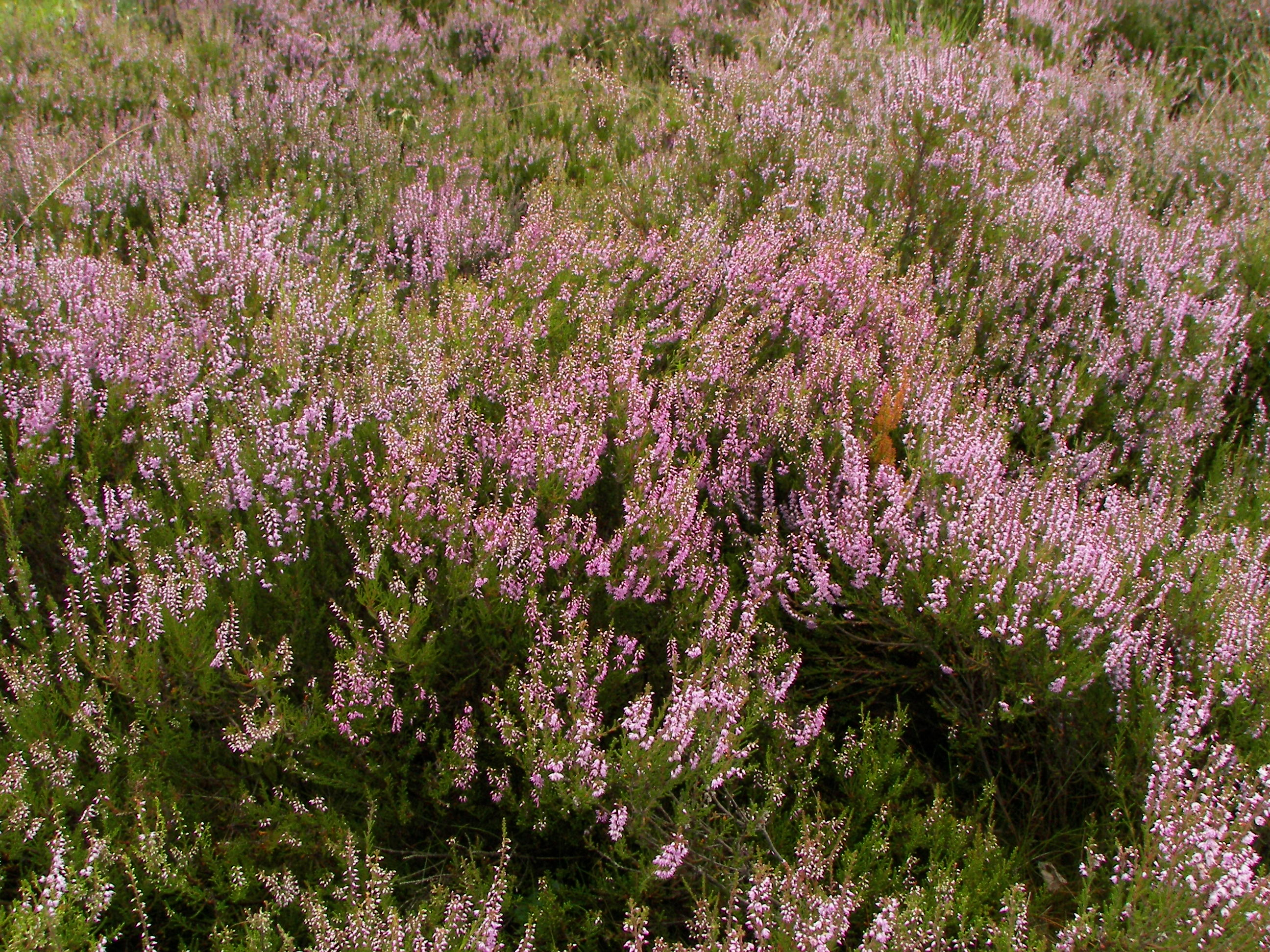
La bruyère type Calluna vulgaris envahit les sous-sol de l'étage montagnard à Bruyères.
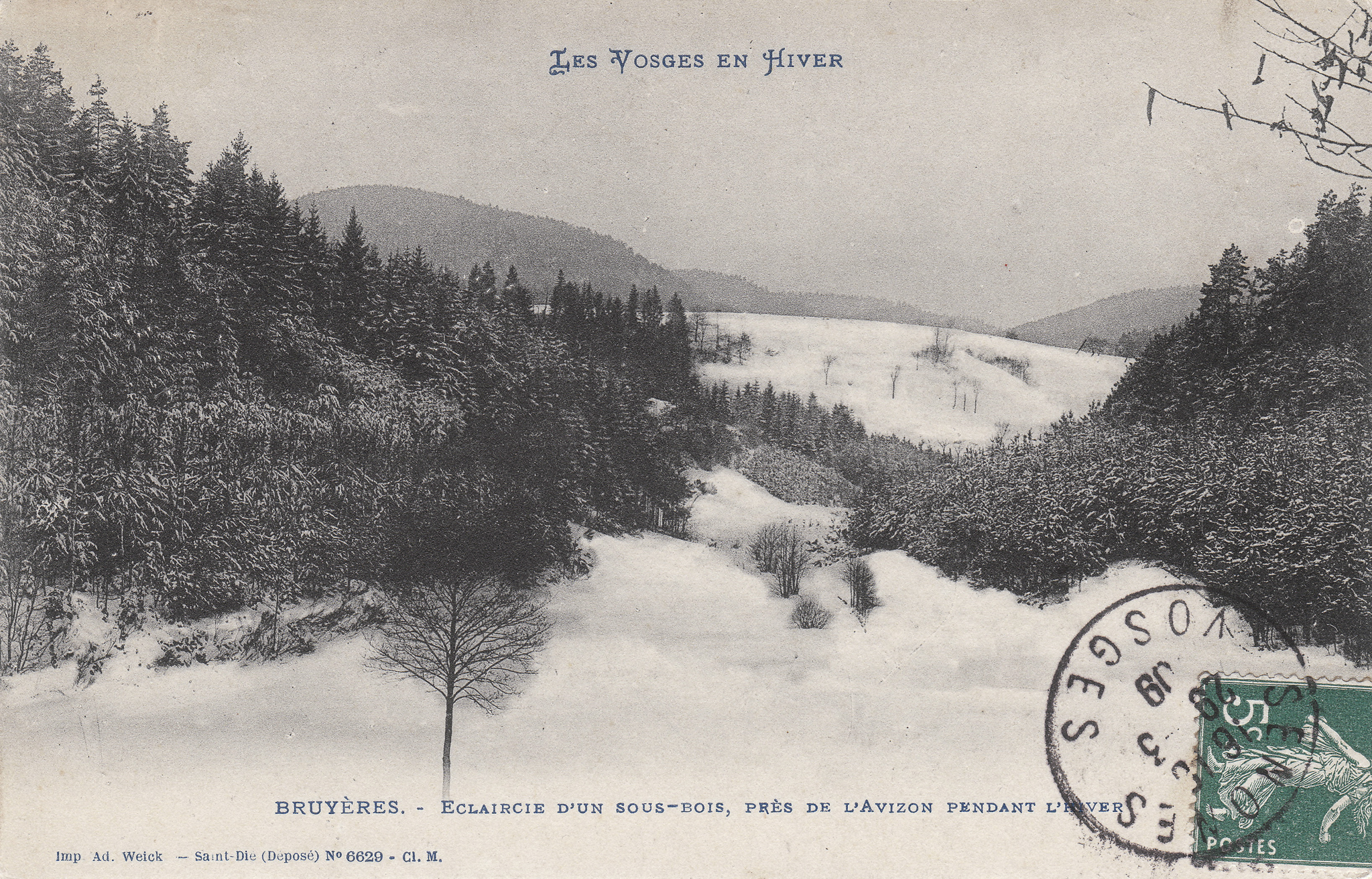
Paysage hivernal avec sapinière à Bruyères, Vosges.
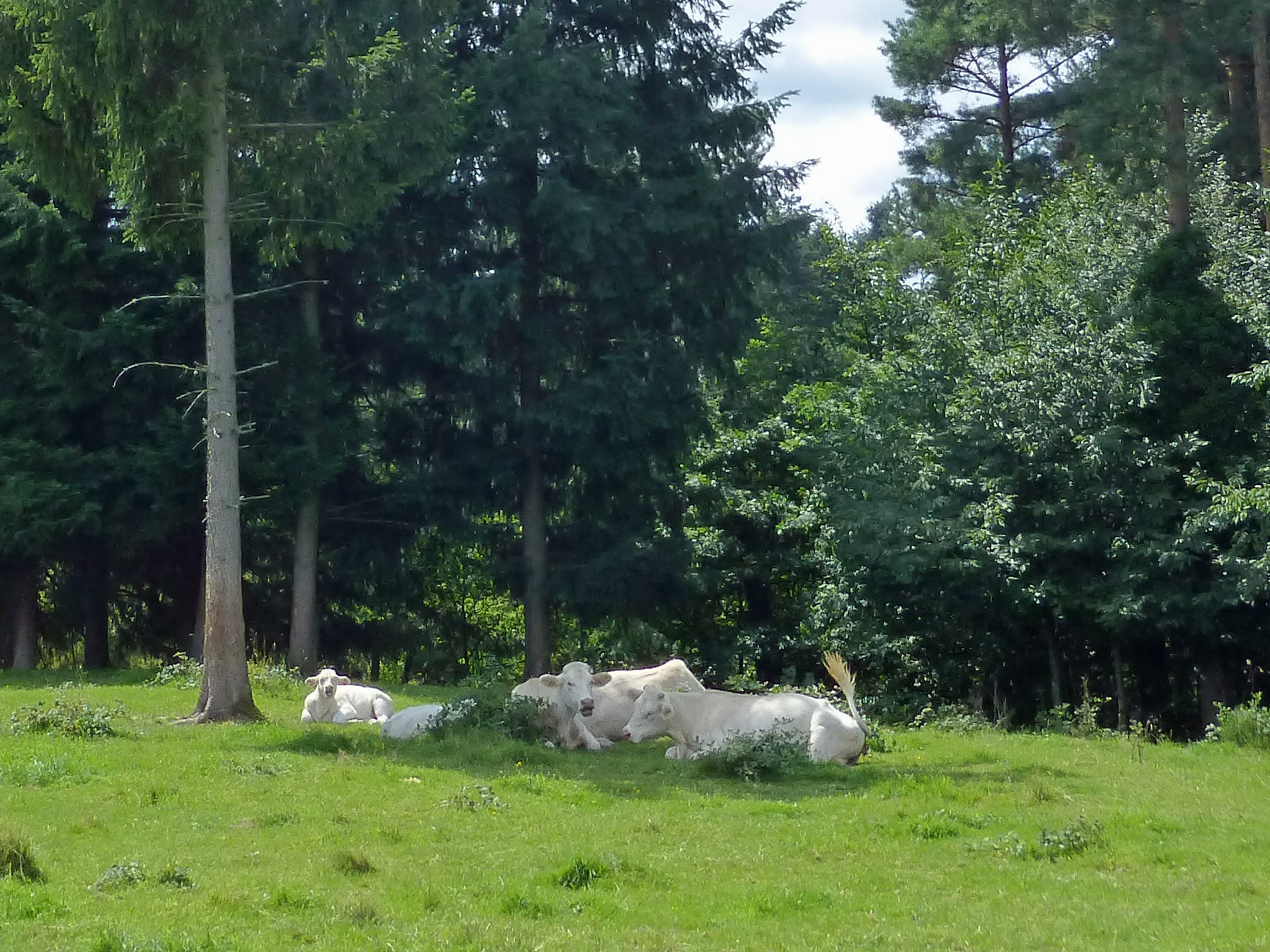
Forêt mixte au mont Avison à Bruyères.
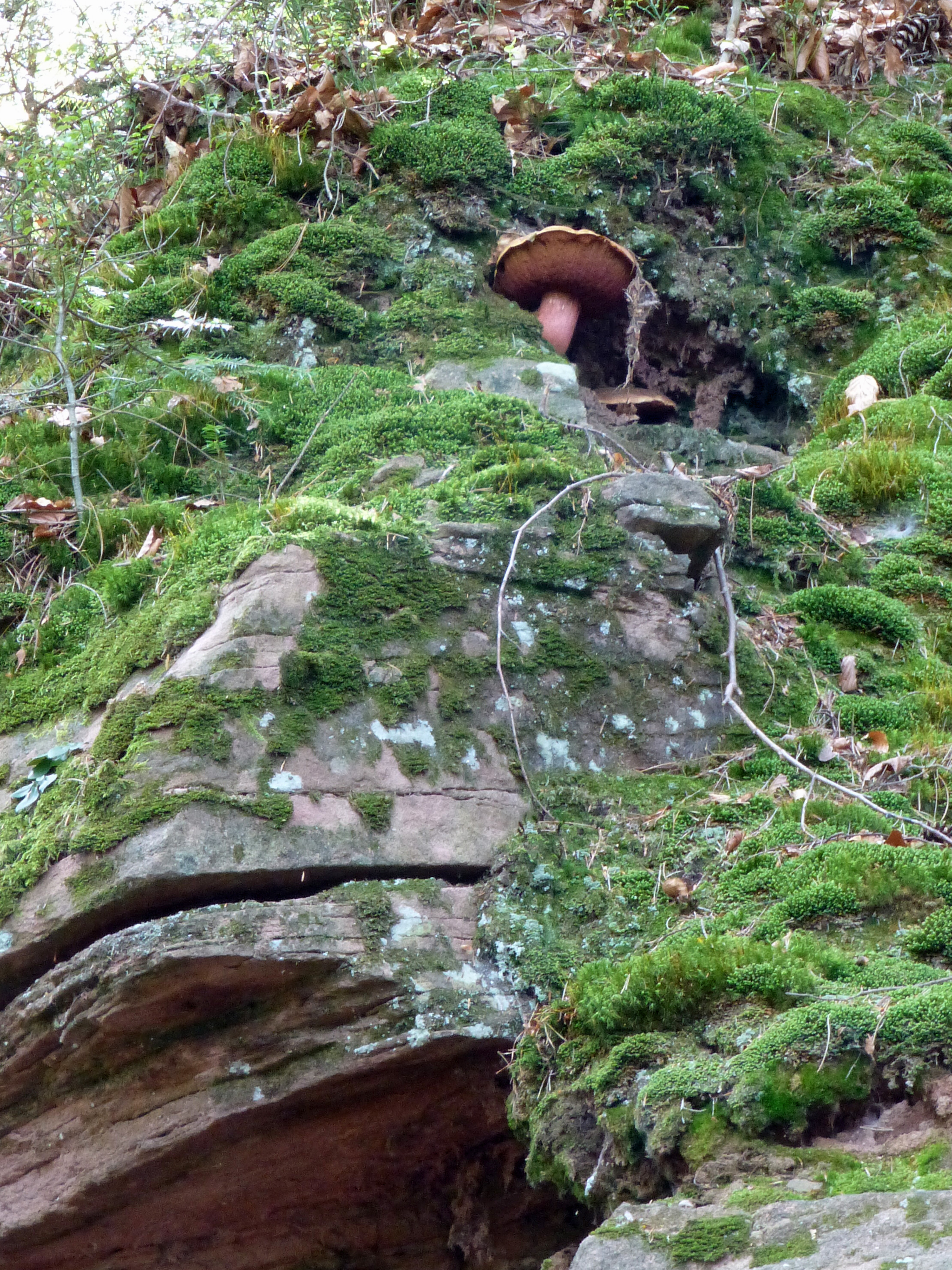
Mousse sur rochers de grès conglomératique au mont Avison.
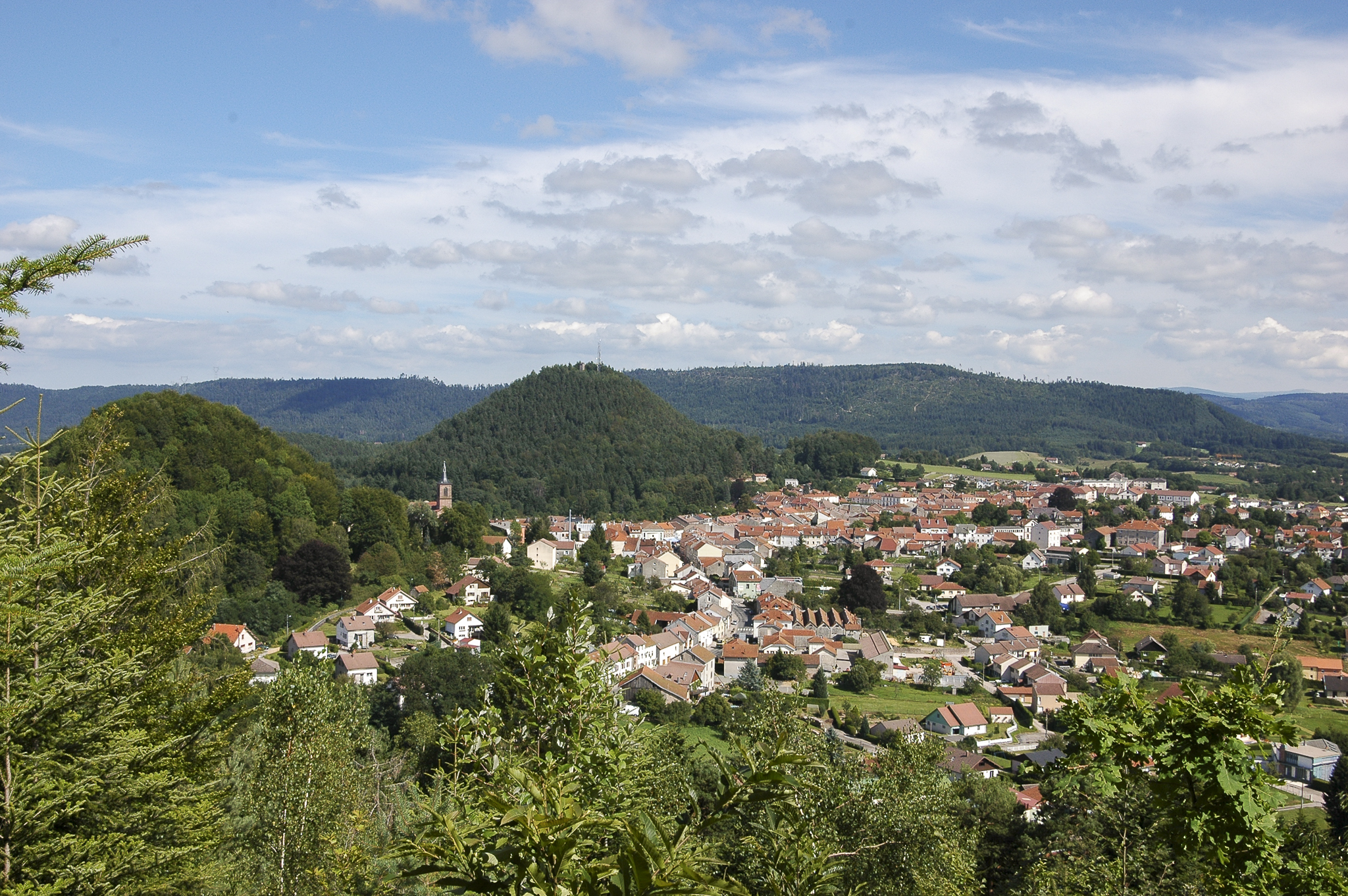
Vue sur Bruyères avec en arrière-plan le point culminant du Borémont.

### Hydrographie et les eaux souterraines
Hydrogéologie et climatologie : Système d’information pour la gestion des eaux souterraines du bassin Rhin-Meuse :
Territoire communal : Occupation du sol (Corinne Land Cover); Cours d'eau (BD Carthage),
Géologie : Carte géologique; Coupes géologiques et techniques,
 Hydrogéologie : Masses d'eau souterraine; BD Lisa; Cartes piézométriques.
La commune est située dans le bassin versant du Rhin au sein du bassin Rhin-Meuse. Elle est drainée par l'ruisseau l'Arentele, le ruisseau du Menil, le ruisseau de l'Avison, le ruisseau de Maxeme et le ruisseau la Lizenne,.
L'Arentèle, d'une longueur totale de 21,1 km, prend sa source dans la commune  et se jette en rive gauche dans la Mortagne à Saint-Gorgon, après avoir traversé cinq communes. L'Arentèle approvisionne plusieurs étangs le long de son cours, notamment l'étang de Pointhaie et l'étang de Monplaisir.

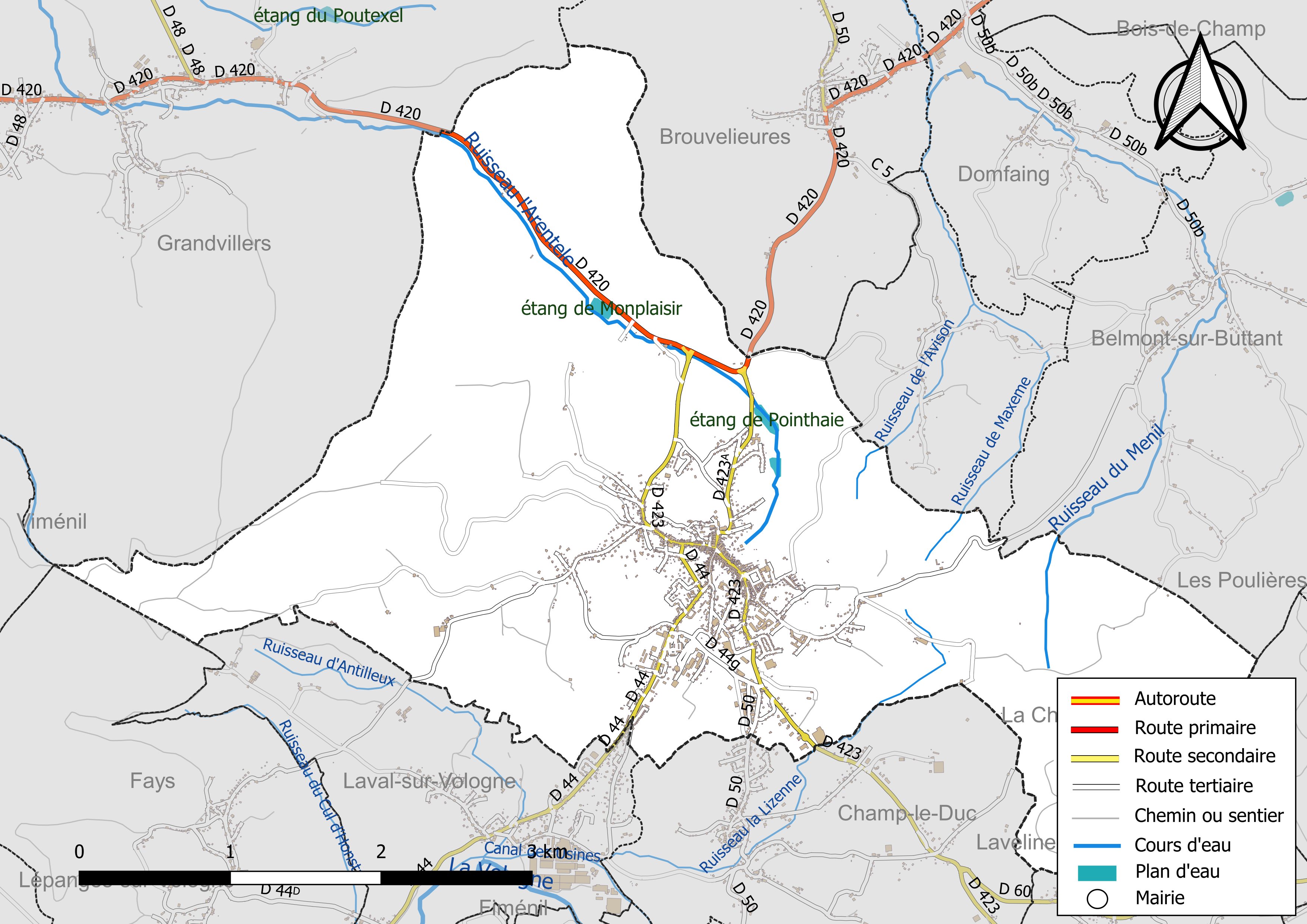
Réseaux hydrographique et routier de Bruyères.

### Climat
Pour des articles plus généraux, voir Climat du Grand Est et Climat des Vosges.
En 2010, le climat de la commune est de type climat de montagne, selon une étude du Centre national de la recherche scientifique s'appuyant sur une série de données couvrant la période 1971-2000. En 2020, Météo-France publie une typologie des climats de la France métropolitaine dans laquelle la commune est exposée à un climat semi-continental et est dans la région climatique Vosges, caractérisée par une pluviométrie très élevée (1 500 à 2 000 mm/an) en toutes saisons et un hiver rude (moins de 1 °C).
Pour la période 1971-2000, la température annuelle moyenne est de 8,9 °C, avec une amplitude thermique annuelle de 16,6 °C. Le cumul annuel moyen de précipitations est de 1 198 mm, avec 14 jours de précipitations en janvier et 10,9 jours en juillet. Pour la période 1991-2020, la température moyenne annuelle observée sur la station météorologique de Météo-France la plus proche, « Le Roulier_sapc », sur la commune du Roulier à 9 km à vol d'oiseau, est de 10,2 °C et le cumul annuel moyen de précipitations est de 1 000,2 mm. 
La température maximale relevée sur cette station est de 38,1 °C, atteinte le 25 juillet 2019 ; la température minimale est de −18,3 °C, atteinte le 20 décembre 2009,,.
Les paramètres climatiques de la commune ont été estimés pour le milieu du siècle (2041-2070) selon différents scénarios d'émission de gaz à effet de serre à partir des nouvelles projections climatiques de référence DRIAS-2020. Ils sont consultables sur un site dédié publié par Météo-France en novembre 2022.

### Voies de communication et transports

#### Voies routières

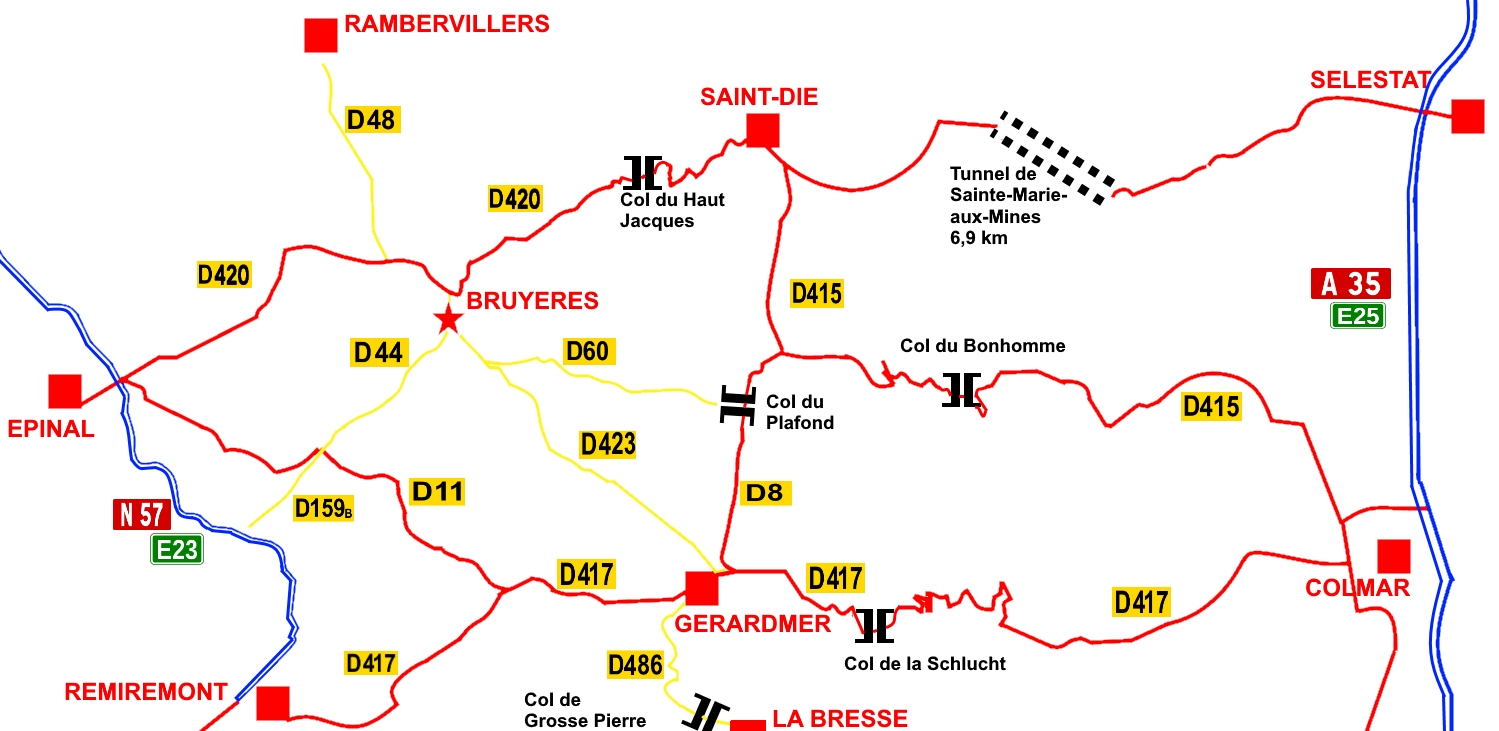
Réseau routier de Bruyères.

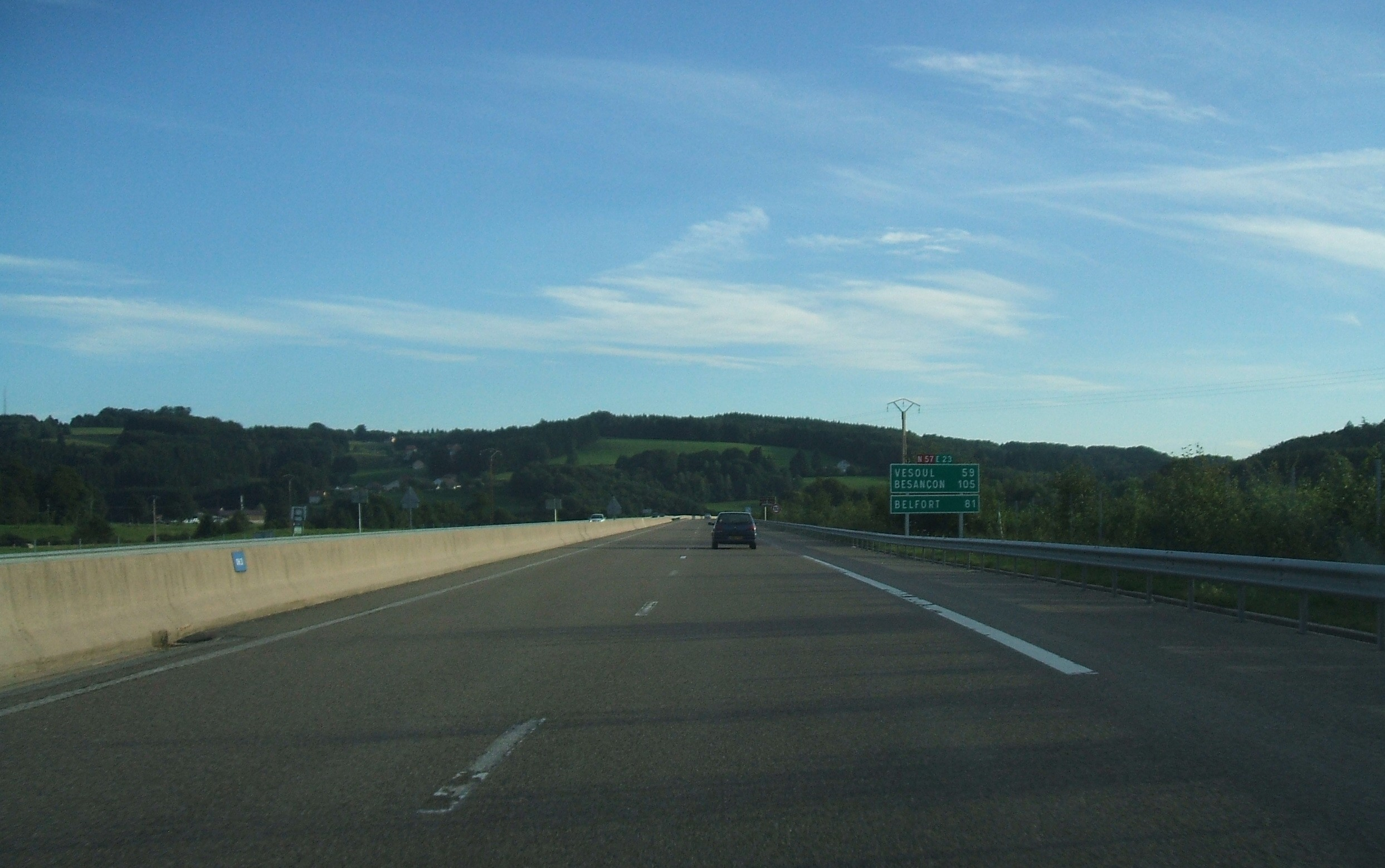
N 57 et E 23 au sud d'Épinal rejointe à partir de Bruyères par la D 420.

Bruyères n’est traversée par aucune route nationale ; elle n’est pas placée sur un axe majeur. Son réseau est départemental. Pour rejoindre une route nationale à l’ouest, il faut descendre la vallée de la Vologne vers Jarménil ou bien par la plaine sous-vosgienne vers Épinal où on rattrape la N 57 qui est l’axe Metz – Besançon par Nancy et Vesoul. Pour rejoindre l’autre nationale à l’est, il faut partir en direction de Saint-Dié par le col du Haut Jacques pour arriver sur l’axe secondaire Lunéville – Sélestat par la N 59. Les choses ont en réalité beaucoup changé depuis le dernier quart du XXe siècle où les habitants du plateau lorrain allaient à Gérardmer en passant par Bruyères et le vallée de la Haute-Vologne. La circulation dans la grand-rue de Bruyères était toujours plus intense les week-ends et en période de vacances. De nos jours, la circulation vers les centres touristiques vosgiens s’est intensifiée sur la N 59 ou la N 57 (aussi E 23) qui sont souvent en 2 × 2 voies.
À l'échelle départementale, Bruyères forme une étoile de distribution vers la montagne et la plaine sous-vosgienne en empruntant les vallées de l’Arentèle, de la Mortagne, de la Vologne ou du Neuné pour rejoindre les hautes vallées de la Moselle (Épinal, Remiremont) et de la Meurthe (Saint-Dié-des-Vosges). La grosse transformation à l’œil nu pour les Bruyérois depuis un demi-siècle est l’amélioration et l’élargissement de la route qui passe en contrebas des Roches de Fouchon et de Pointhaie ; il s’agit de la D 420 qui relie Épinal à Saint-Dié-des-Vosges. Cette route passe néanmoins par un col, celui du Haut Jacques. Vers le nord, on emprunte la même voie pour se rendre vers Rambervillers par la D 48 à partir de Grandvillers.
Vers le sud et la montagne, les trois branches de la D 44, la D 423 et la D 60 correspondent en fait à des axes régionaux très anciens pour Bruyères, essentiellement pour des raisons historiques. Soit on descend la Vologne vers Docelles et Jarménil, soit on la remonte vers Granges-sur-Vologne et Gérardmer, soit on suit son affluent droit, le Neuné, vers Corcieux et le col du Plafond pour rejoindre la vallée de la Haute-Meurthe.

#### Voie ferroviaire

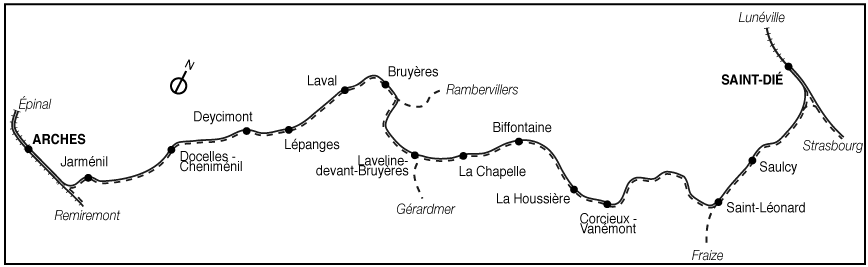
Ligne ferroviaire no 062 0001 du RFN Arches - Saint-Dié-des-Vosges.

La ligne d'Arches à Saint-Dié est la seule qui passe par Bruyères dans un axe sud-ouest nord-est. Faisant la jonction avec la ligne de Strasbourg-Ville à Saint-Dié, elle permet de se rendre à Strasbourg et en Alsace. La ligne construite à l'origine à voie unique d’Arches à Bruyères le 3 novembre 1869 était gérée par la Société anonyme du chemin de fer de la Vologne, plus tard par la Compagnie des chemins de fer de l'Est, puis la SNCF, puis le Réseau Ferré de France et de nouveau la SNCF depuis 2015. Le dédoublement de la ligne a été réalisé le 27 juin 1892 après avoir tiré les enseignements stratégiques et logistiques de la défaite de la Guerre de 1870. Après la Seconde Guerre mondiale, la ligne a été remise à voie unique. Elle l’est encore : la gare de Bruyères servait de gare de croisement des circulations de sens inverses.
Avant d'arriver à la gare Bruyères se trouve un tunnel sous de la route D 44 vers Jarménil – Arches. En fait, il y en a deux (voie 1 : un tunnel de 146,37 m, la voie : un tunnel de 142,96 m). À l’époque des doubles voies, une voie avait son propre tunnel. Depuis, le train utilise le tunnel de la voie 2.
Le 6 juillet 2018, arguant la vétusté des infrastructures, la SNCF indique que le trafic ferroviaire entre Arches et Saint-Dié-des-Vosges sera suspendu à compter du 22 décembre de la même année. En effet, depuis cette date, les voyageurs disposent d'un service d'autocars comme substitution malgré des pétitions envoyées aux décideurs politiques régionaux,.
Parmi les lignes de chemin de fer aujourd'hui disparues, toutes deux fermées en 1988, on peut citer :
- la ligne de Mont-sur-Meurthe à Bruyères, qui, à Mont-sur-Meurthe, se raccordait à la ligne Paris-Strasbourg. Elle assurait la liaison entre Lunéville et Bruyères en desservant la vallée de la Mortagne et passait par Rambervillers ;
- la ligne de Laveline-devant-Bruyères à Gérardmer qui avait son origine en aval de la gare de Laveline-devant-Bruyères située sur la ligne Arches - Saint-Dié-des-Vosges. Les trains en provenance de la capitale acheminaient ainsi les citadins amateurs du grand air dans les Hautes-Vosges depuis le XIXe siècle, en passant par Nancy, Épinal et Bruyères. De jour, circulait un train Paris-Gérardmer. De nuit, les voitures de queue du train pour Strasbourg étaient décrochées à Nancy pour former un train en direction de Gérardmer.

## Toponymie

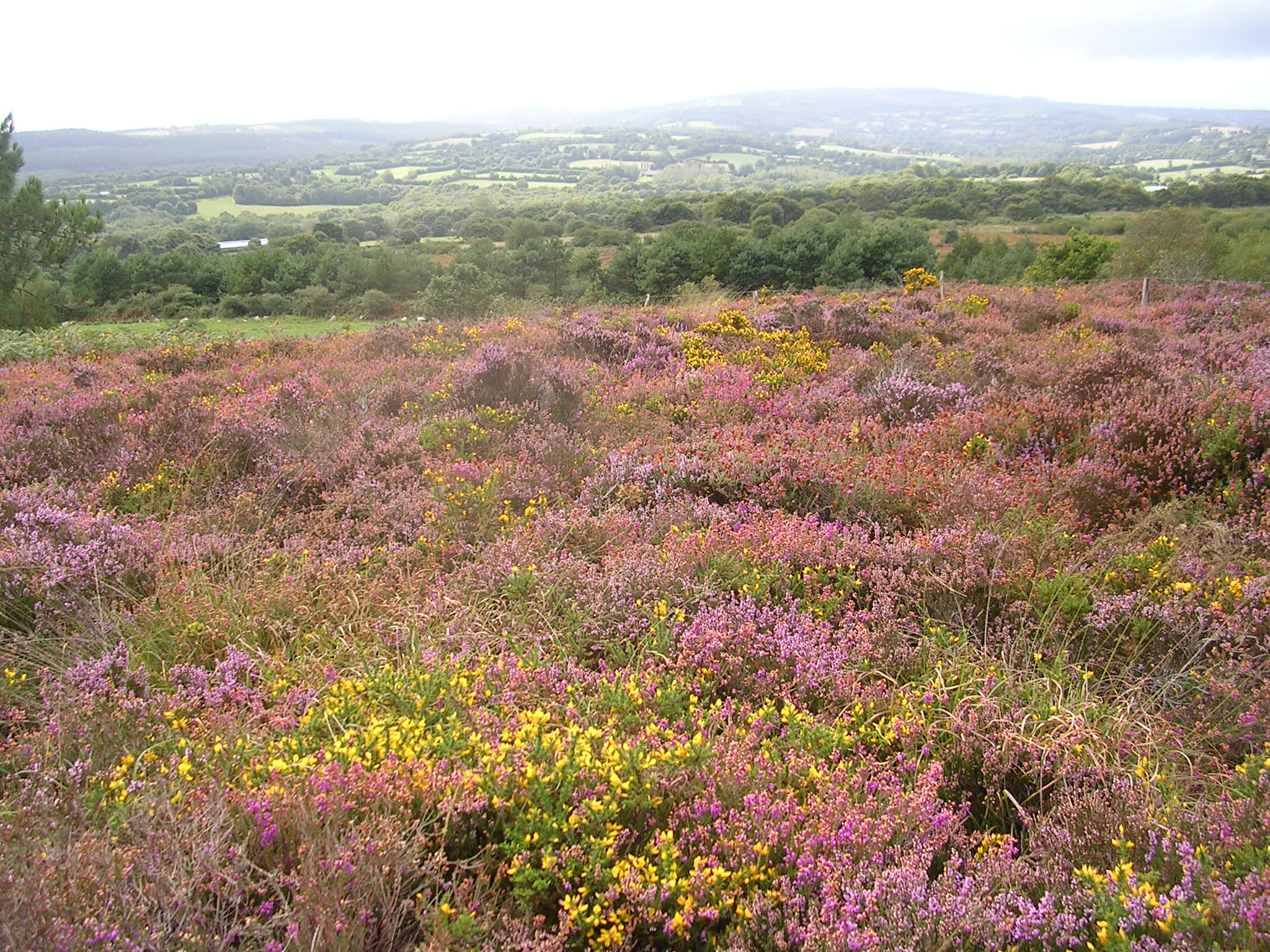
Exemple de lande à bruyères et à ajoncs.

Le nom de la localité est attesté sous les formes Advocatus de Brueris (1138) ; G. de Bruyeris (1144) ; G. de Brueriis (1150) ; Advocatus de Bruieres (1150) ; Advocatus de Bruerriis (1164) ; G. de Brueres (1174) ; Apud Bruwiras (1196) ; Apud Bruerias (1215 ?) ; Brueria (1228) ; Brueires (1255) ; Brueres (1255) ; Brueyres (1295) ; Bruiere (XIIIe siècle) ; Bruhiere (1302) ; Brueirez (1380) ; Bruierez (1385) ; ? La vente de Brouere (1401) ; Broieres (1429) ; Browiere (1457) ; Brouyers (1464) ; Brouyeres (1473) ; Bruierers (1481) ; Brouyeres, Broueres (1505) ; Bruier (1570) ; Bruierium (1768).

Le toponyme Brueyres attesté en 1295 indiquerait classiquement une brugariae en latin médiéval, soit une contrée de landes, un paysage vaste de landes et de petits bosquets à éricacées ou bruyères à l'époque gallo-romaine. 
Une seconde hypothèse pour cette ancienne zone stratégique de circulation à doubles cols de la montagne vosgienne peut être proposée avec le radical brig, au sens de forteresse de surveillance. Le mot gallo-romain, conservant cette racine typique de langues indo-européennes anciennes, serait brigiarea soit « l'aire ou l'endroit des forteresses ».
La première étymologie se rapportant à une brande est néanmoins plus que logique puisque le toponyme Bruyères apparaît plusieurs fois dans le massif vosgien dans le même cas de figure c'est-à-dire plutôt en hauteur et en pente surmontant la vallée sans qu'il y ait la moindre présence de château ou de fortification. On trouve « des Bruyères » au pluriel dans les communes de Bussang, Golbey, Remiremont, Uriménil ou Viménil. Surplombant la vallée de Mandray, on trouve également « la Bruyère » et dans d'autres secteurs des Hautes-Vosges. L'autre argument objectif est la récurrence du suffixe [-aria] dans le même secteur. La syntaxe « nom de plante et suffixe latin [-aria] » d’origine romane est très répandu dans les Vosges orientales : il désigne un endroit où une plante prédomine. Le même schéma existe aussi avec les animaux. Le diminutif du suffixe [-aria] est [-eriola]. Donc la racine gallo-romaine « brug » pour désigner la bruyères donne le toponyme brugaria (bruyère, terrain couvert de bruyères) ou brueroles (qui a donné le toponyme Brouvelieures à côté de Bruyères) de la même manière qu’il existe la Rozière (du roseau), Bouvières (du buis), la Houssière (du houx) ou encore Provenchères-sur-Fave (Pervincaria).
De plus, cette pratique toponymique correspond à des traditions ancrées dans la plupart des régions de France dans le langage local pour désigner des brandes ou terres médiocres, pierreuses et couvertes de la végétation typique des bruyères. Dans la même famille que « Bruyères », on peut citer la Berrouère (Bruée, Breu, Bérieuse) du Centre de la France, la Brière de Normandie, la Brièra du Briançonnais, la Broussièro du Limousin ou Provence, la Brouca (Bruchaga, Brouquère) de Gascogne ou enfin le Brugek (Brugennou) de Bretagne. Force est de constater par cette multitude de termes toponymiques provenant de la même racine latine que les populations locales ont tous eu le même réflexe de désigner un terrain plutôt inculte, souvent réservé au pacage, d'origine naturelle ou anthropique (après défrichage) par la plante dominante. Dans d'autres régions, la pratique est identique à la différence près qu'elles utilisent d'autres termes comme la Scopa de Corse, la Freuche du Morvan, le Chan des Savoyards, le Gât des Poitevins ou la Touya des Hautes-Pyrénées. Tous désignent des mauvais prés plein de rochers où s'étend la bruyère.

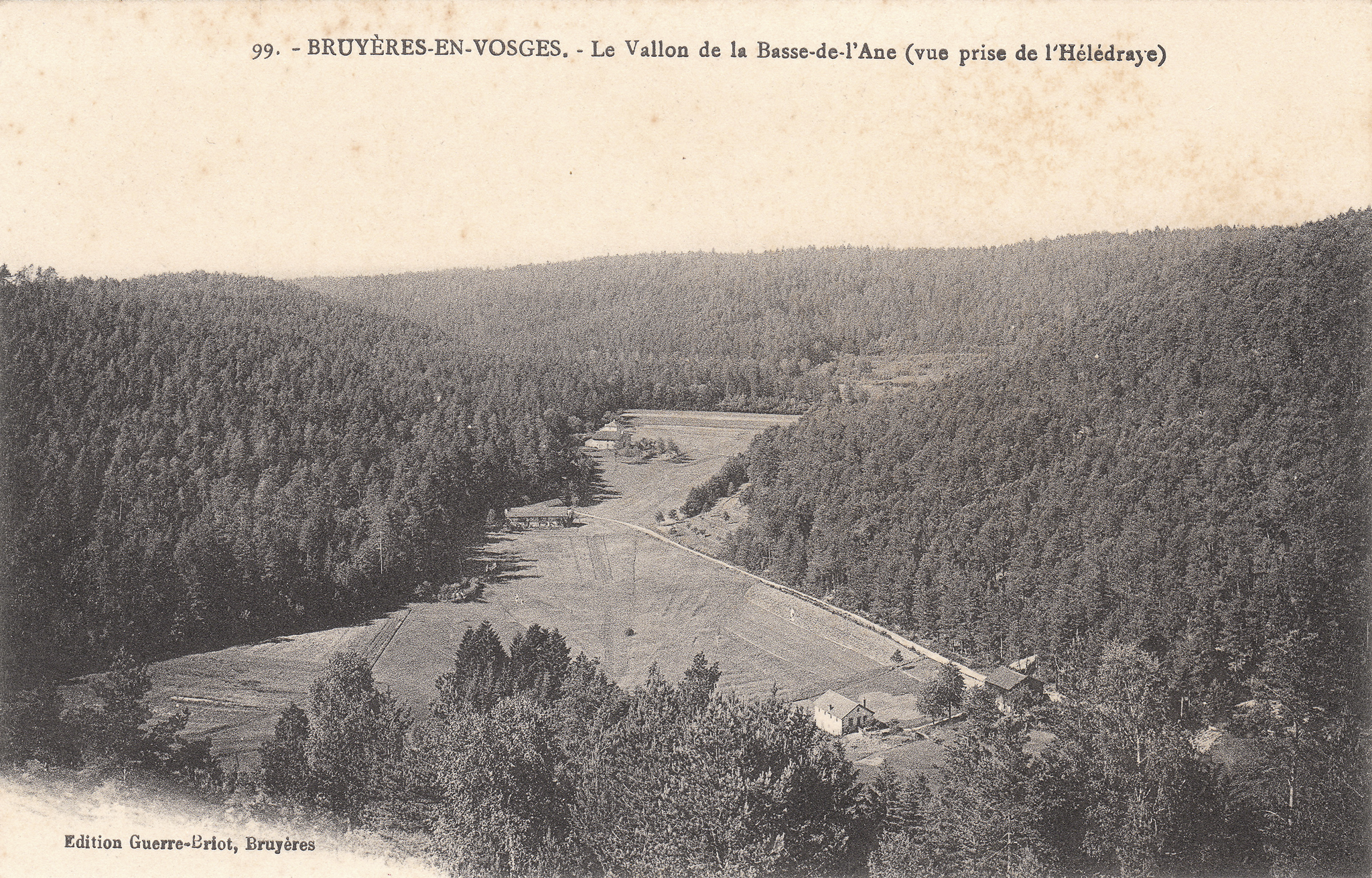
Habitat dispersé dans une basse, ici basse de l'Âne à Bruyères.

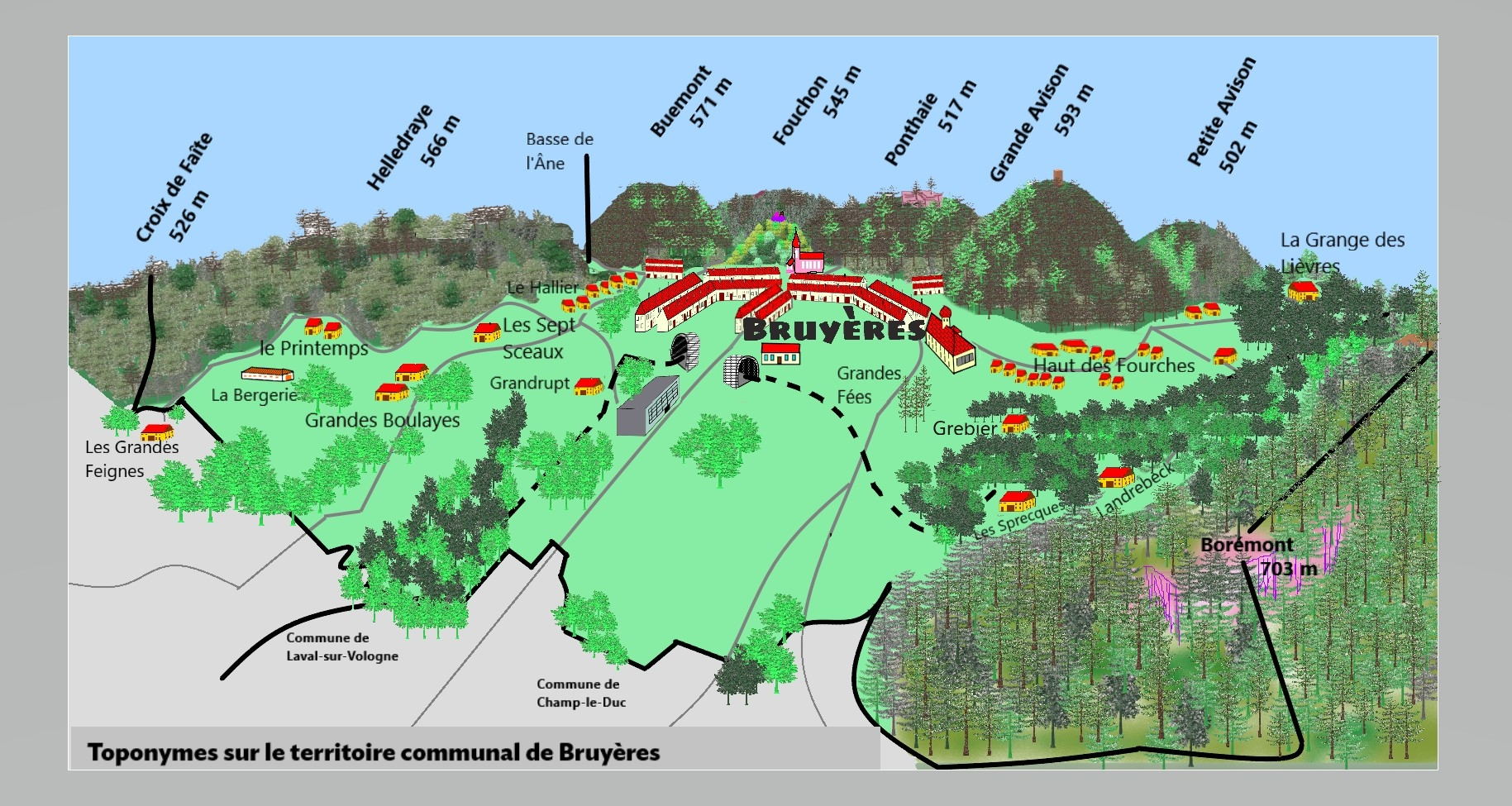
Dessin simplifié du territoire communal de Bruyères avec ses toponymes.

L'analyse des autres toponymes de la commune de Bruyères tels qu'ils apparaissaient encore à la fin du XIXe siècle apporte un deuxième éclairage intéressant. L'habitat dispersé y est très représenté et la dominante agro-sylvo-pastorale dans le mode de vie des habitants a davantage favorisé une toponymie du lieu-dit et de la ferme à l'écart très pratiquée dans les parties plus élevées en altitude du massif. La toponymie a en réalité conservé les traces d'une ancienne forme d'habitat qui ne correspond plus au visuel d'aujourd'hui. D'ailleurs, une grande partie des fermes isolées sont aujourd'hui en ruines enfouies dans les bois qui ont reconquis les terres autrefois défrichées. Par sa toponymie, Bruyères est clairement rattaché à la montagne avec laquelle elle partage quelques toponymes récurrents. Jusqu'au milieu du XXe siècle, jeunes et moins jeunes pratiquaient encore la tradition de nommer une famille non pas par leur nom patronymique, mais bien par le lieu-dit de leur ferme à défaut d'utiliser un sobriquet également très fréquent.
Parmi les toponymes de lieux-dits que Bruyères partagent avec d'autres communes vosgiennes, on peut citer entre autres :
- les Grandes Feignes[Note 3] (Jadis orthographiées aussi Grands Faings) qui vient d'un toponyme usuel dans les Vosges « faing »[29] ;
- les vallons avec l'appellatif basse répandu sur toutes les Vosges moyennes et gréseuses[30]. À Bruyères, la plus proche est la basse de l'Âne qui est maintenant intégrée au bâti continu de la commune ;
- les Baraques[Note 4] ;
- les Roches avec articles au pluriel mais aussi avec d'autres formes[Note 5] ;
- les Capucins qui va au-delà du massif jusqu'à Neufchâteau[Note 6] ;
- l'appellatif haut est généralisé à tout le massif[30], on le retrouve sur le territoire de Bruyères Haut des Fourches, Hauts de Fouchon par exemple ;
- l'appellatif rain également très répandu dans le massif[26] s'écrit dans le secteur bruyérois plutôt « rein ». On les trouve dans les pentes de la forêt de Faîte faisant la jonction avec Grandvillers ;
- l'appellatif rupt est dans sa zone d'extension normale pour désigner le rupt ou ruisseau[26].

| Écart | Lieux-dits | Ferme isolée | Cense                                | Site de travail                                                   | Hydronyme                                                                                         | Oronyme |
| --- | --- | --- | ------------------------------------ | ----------------------------------------------------------------- | ------------------------------------------------------------------------------------------------- | --- |
| les Baraques les Capucins les Droites Grandes-Feignes les Grandes Boulayes le Lavoir le Chêne-Marqué Haut des Fourches le Hallier | le Champ-de-l’Écorcherie le Château l’Étang-le-Boziel Grebier le Beheue les Crottes de Chèvre Grandes Fées L’Écrevisse La Bouillante | Landrebec, Landrebeck la Bergerie la Bellefontaine le Saulceau le Spreck, les Sprecques Faing-le-Prêtre la-Croix-de-Champ Basse de l’Âne la Basse-de-la-Chouette la Basse-des-Sauts le Saulceau Grandrupt les Sept Sceaux le Printemps la Grange des Lièvres | les Eaux les Fourmis le Champ-Masson | les Eaux (moulin) le Coucheux (tannerie) Carrière de l’Helledraye | Lac de Pointhaie Ruisseau de l’Avison Ruisseau Lizerne Ruisseau de l’Arentèle Étang de Monplaisir | Helledraye, Hélédraye Croix de Faîte Buemont Borémont Grande Avison Petite Avison Pointhaie Roches de Fouchon |

L’explication des noms de lieux-dits n’est pas aisée en l’absence de traces écrites. De plus, l’historiographie ne se penche pas particulièrement sur les toponymes de fermes dispersées et d’écarts insignifiants. A priori un lieu-dit porte un nom très lié aux premiers résidents et à la perception qu’ils ont de leur environnement naturel. Les événements spécifiques qui s’y sont produits peuvent également expliquer certains noms étonnants. Dans la catégorie des microtoponymes puisant dans la flore et les paysages naturels, la commune de Bruyères comporte de nombreux noms qui sont également présents ailleurs, ce qui permet de déduire qu’il s’agit ici de toponymes usuels ayant la même explication indépendamment de la région. Au pire, c’est la forme dialectale qui varie d’un secteur à un autre.
Concernant le toponyme « la Bouillante », la similitude avec les « bouilles » ou les « bouillères » du Centre ou de la Normandie est frappante : il s’agit pour les deux derniers mots de fond de vallée humides, de bourbiers ou de marécages. À Bruyères, l’écart de la Bouillante est le lieu-dit le plus bas du territoire communal coincé au fond du vallon de l’Arentèle dans des terres inondables et humides. Ce rapprochement est plus logique que le terme « bouillant » qui en patois lorrain peut vouloir dire « affairé, pressé ou bosseur »
Dans la façade orientale de la France jusqu’aux Alpes maritimes, le toponyme « Barraques » (barraca, barraco, barracon) désigne au-delà de la cabane rudimentaire également des granges ou bâtiments généralement destinés à l'élevage comme des vacheries ou des bergeries. À Bruyères, il existe aussi des Barraques (en patois Bèrèques) et elles sont étonnamment voisines du toponyme transparent « la Bergerie ».
Dans le lieu-dit des « Grandes Boulayes », la première tentation est de penser à des boulaies. Ce n’est pas si sûr car le terrain gréseux de ce secteur n’est pas le plus adapté à cette essence d’arbre. En patois lorrain, une « boulaye » peut être un éboulement, du blé battu non vanné ou une bande de gosses agités. La première signification est plausible vu que ces « boulayes » sont au pied de la côte de grès vosgien.
L’écart dénommé « Hallier » rappelle un nom commun répandu en France pour désigner des broussailles. Il faudrait y ajouter le sens patoisant qui désigne une forêt claire et basse à aspect de taillis. Il n’est pas incongru de penser que le hallier fait ici la transition entre la forêt de la côte de Faîte et la brande de bruyères. Un « hallé » en patois peut aussi désigner un monticule ou un hangar ; cela donne du sens.
L'écart du « Haut des Fourches » renvoie de prime abord aux mots de nombreuses régions collinéennes et montagnardes où une fourche prend le sens de bifurcation, d'embranchement de deux ou plusieurs chemins comme en Savoie, le Morvan mais aussi la Normandie). Cette signification s’accommode bien avec la location du Haut des Fourches au pied de la Grande Avison à la croisée des chemins vers Bruyères, les fermes en contrebas du Borémont et la commune voisine de Belmont-sur-Buttant en passant par le haut de la Volée.

## Urbanisme

### Typologie
Au 1er janvier 2024, Bruyères est catégorisée bourg rural, selon la nouvelle grille communale de densité à sept niveaux définie par l'Insee en 2022.
Elle appartient à l'unité urbaine de Bruyères, une agglomération intra-départementale regroupant trois  communes, dont elle est ville-centre,,. Par ailleurs la commune fait partie de l'aire d'attraction de Bruyères, dont elle est la commune-centre,. Cette aire, qui regroupe 8 communes, est catégorisée dans les aires de moins de 50 000 habitants,.

### Occupation des sols
L'occupation des sols de la commune, telle qu'elle ressort de la base de données européenne d’occupation biophysique des sols Corine Land Cover (CLC), est marquée par l'importance des forêts et milieux semi-naturels (64,8 % en 2018), une proportion identique à celle de 1990 (64,8 %). La répartition détaillée en 2018 est la suivante :
forêts (64,8 %), prairies (14,2 %), zones agricoles hétérogènes (11,6 %), zones urbanisées (9,5 %). L'évolution de l’occupation des sols de la commune et de ses infrastructures peut être observée sur les différentes représentations cartographiques du territoire : la carte de Cassini (XVIIIe siècle), la carte d'état-major (1820-1866) et les cartes ou photos aériennes de l'IGN pour la période actuelle (1950 à aujourd'hui).

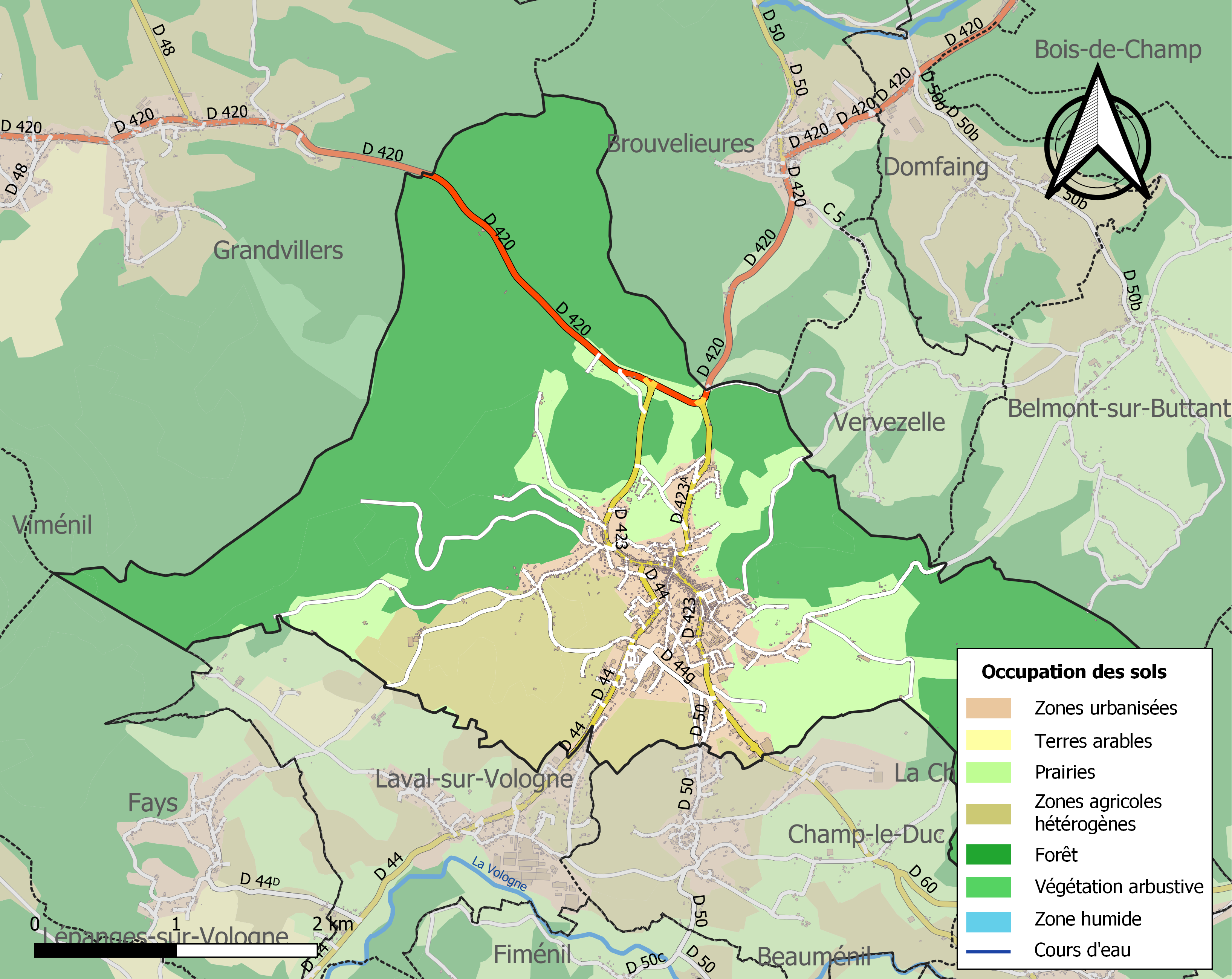
Carte des infrastructures et de l'occupation des sols de la commune en 2018 (CLC).

### Morphologie urbaine et logement

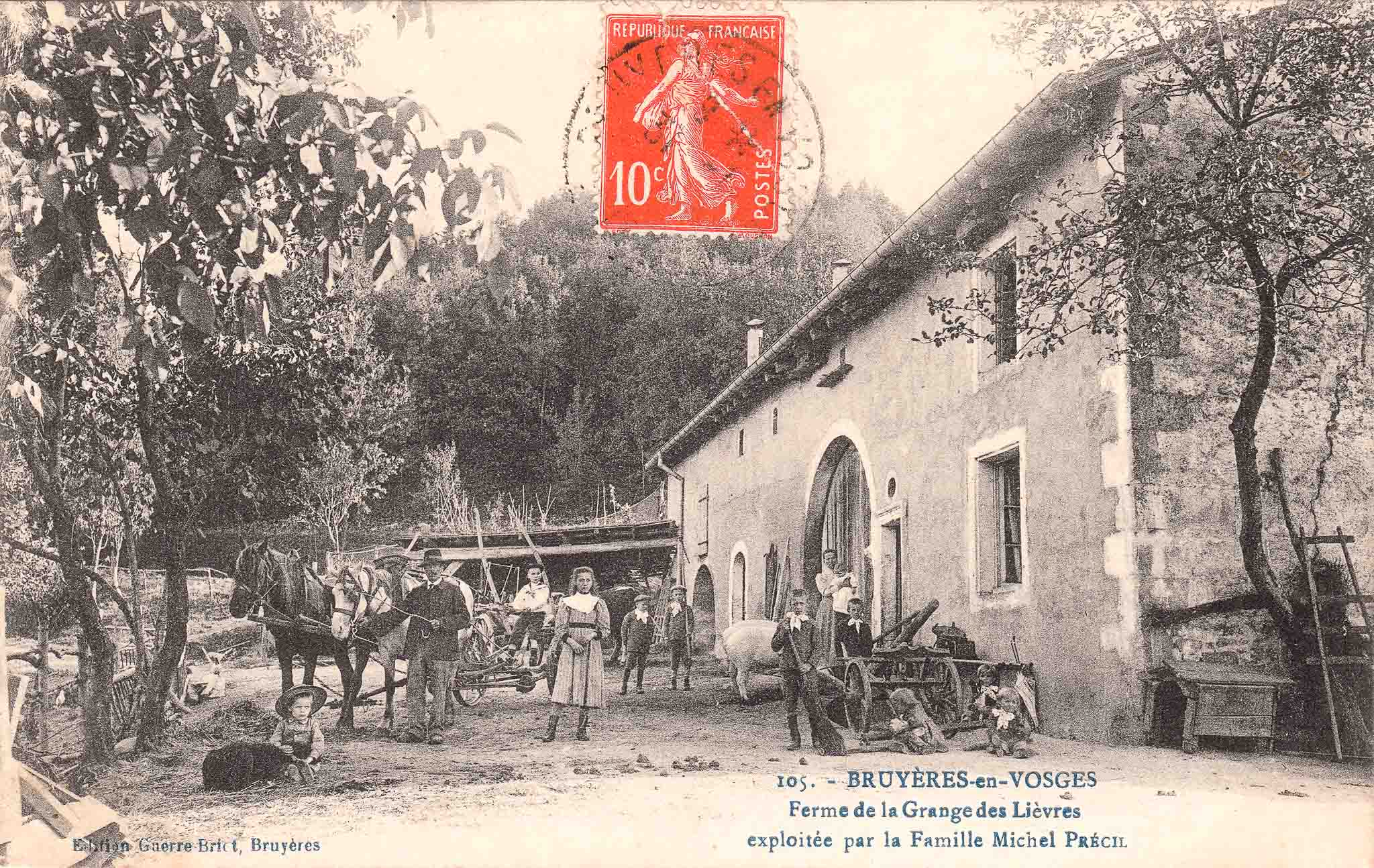
Ferme de la Grange des Lièvres, commune de Bruyères.

La commune de Bruyères, plutôt à vocation marchande et plus tard militaire, comporte néanmoins quelques fermes isolées sur son territoire dont certaines sont en ruines depuis des décennies. La forêt a reconquis une partie des terres défrichées pendant les trois siècles précédents. Du XVIe au XVIIIe siècle, une vague de défrichement fit en effet reculer la forêt dans toute la montagne vosgienne et engendra un habitat rural très dispersé à l’origine d’une pratique agraire individuelle. De ce fait, les usages communautaires en vogue dans les villages de la plaine sous-vosgienne et le plateau lorrain n’ont pas cours dans cette partie du département. L’activité pastorale très marquée au départ se développera progressivement vers une pluriactivité inévitable. Au XIXe siècle, le paysan pluriactif vosgien devient paysan-forestier ou paysan-ouvrier. Les familles des environs de Bruyères sont passées en trois générations d’une famille complètement paysanne à des structures familiales qui éclatent entre les enfants et petits-enfants qui travaillent partiellement ou totalement dans les usines. Le phénomène s’est accentué par le nombre d’enfants moyen par famille : tout le monde ne pouvait pas travailler à la ferme.
Due à sa position intermédiaire entre les sommets gréseux et la montagne cristalline, la ferme bruyéroise n’est ni complètement typique des zones gréseuses, ni totalement caractéristique du modèle des pentes des hautes vallées vosgiennes ; mais elle tend majoritairement vers ce second type pour plusieurs aspects. Dans tous les cas, elle correspond au schéma de la ferme lorraine traditionnelle organisée en travées ou « rains ». Le secteur bruyérois n’avait pas une agriculture aussi importante que dans la large vallée de la Meurthe. C’est pourquoi, les maisons-blocs avec toit en demi-croupe (on dit aussi rabattue ou bédane) parfois gigantesques de cette vallée sont rares à Bruyères. Le toit à demi-croupe typique des régions alémaniques ou comtoises qu’on rencontre beaucoup aussi dans le secteur de Saint-Dié ou du pays de Dabo en Moselle, est en effet minoritaire sur la commune même de Bruyères. Il est visible sur les très grosses fermes installées sur les pentes et plateaux au-dessus de la vallée de la Vologne, comme celle de Grandrupt. Le mélange des deux modèles propres aux Vosges gréseuses ou cristallines se manifeste aussi dans la vallée toute proche du Neuné ou son affluent gauche le B’Heumey où le modèle montagnard est blotti dans les forêts comme à La Feigneulle au pied du Moyennel Mont et le modèle des Vosges gréseuses jalonne la route vers Corcieux. Cette cohabitation s’avère normal dans le sillon vosgien et dépend de l’implantation de la ferme et du degré de pluriactivité des propriétaires.
Dans le secteur de Bruyères, la part de l’activité forestière est plus importante de la Basse de l’Âne au pied du Borémont. Les fermes en bordure de forêt, dans les basses ou dans les clairières des bois se rapprochent davantage du modèle montagnard avec deux longs pans à pente moyenne, plus forte que sur le plateau lorrain. La transition se remarque par le fait que l’orientation des rains est le plus souvent toujours perpendiculaire au mur gouttereau comme sur le plateau lorrain, mais un des deux murs pignons comporte des ouvertures (baies et porte) pendant que l’autre est couvert d’essentes ou de planches pour protéger le mur des intempéries, donc pour les Vosges tout ce qui vient de l’ouest ou du sud-ouest. La mitoyenneté des fermes a disparu dans le secteur bruyérois, mais elle est très proche puisqu’elle démarre déjà dans le village de Grandvillers de l’autre côté de la côte gréseuse. Dans les secteurs très forestiers vers le Borémont, le modèle des Hautes-Vosges apparaît avec ses travées parallèles à la pente et surtout la présence d’un charru.
C’est donc en résumé une maison-bloc isolée qui présente un plan rectangulaire en largeur sur son terrain avec des dépendances comme un atelier, un abri pour le bassin par exemple. Fidèle à la tradition, la plupart des maisons se composent de trois rains : habitation, grange et étable,. Le mur gouttereau reconnaissable à son schéma structuré et composé d’une porte piétonne de logis, d’une porte charretière et d’une porte d’écurie fait face à la cour latérale et non à la rue ou au chemin vicinal.
À la Grange de Lièvres par exemple, c’est le mur pignon sans baies qui est orienté vers le chemin et la façade antérieure est percée de trois portes cintrées, dont une charretière, ce qui laisse penser que le bâtiment, très isolé sur le territoire communal aux confins de la commune de Belmont-sur-Buttant, comporte même quatre rains, probablement deux granges et une étable. Cette capacité d’engrangement laisse supposer une forte activité de polyculture avec quelques cultures céréalières secondaires comme le méteil autrefois très répandu dans le secteur élargi de Bruyères.
Dans la Basse de l’Âne, les corps de ferme sont très allongés et semblent indiquer que la pluriactivité y est importante comme ailleurs dans le sillon vosgien. La présence d’un atelier dans les fermes est plausible. La plupart des corps de bâtiment du secteur bruyérois sont à étage pour la travée habitation. La pierre de taille en grès rose sert de décoration pour les encadrements des baies et sa toiture est à l’origine en bardeaux, plus tard en tuiles mécaniques.
En observant les cartes postales anciennes de la commune de Bruyères qui couvrent la fin du XIXe au début du XXe siècles, la ramée est omniprésente pour protéger le mur agressé par la pluie et le vent, elle est donc le plus souvent aveugle et sans baies. Les bardeaux en essentes, nommés localement « ehhins », sont encore visibles pour la ramée, mais aussi pour la couverture du toit dans certains cas. Le passage à la tuile mécanique s’est donc fait au début du siècle.

### Risques naturels et technologiques
Diagnostic état des risques et pollution (ERP).

## Histoire

Canton de Bruyères en 2015.

L’histoire de Bruyères a été plus riche en événements pendant l’Ancien Régime du fait de son statut de chef-lieu, successivement d’une mairie,, d’une prévôté, d’un siège bailliager et d’un bailliage,. Par ailleurs, Bruyères était le chef-lieu d’une vaste gruerie jusqu’en 1747 dont les archives municipales conservent de nombreux documents riches en informations diverses. La présence des représentants politiques et judiciaires des divers souverains était à la source d’une attractivité centripète et cumulative depuis la montagne vers le chef-lieu. À ceci s’ajoute le facteur non négligeable des voies de communication et des routes commerciales qui se sont progressivement déplacées à partir du XVIIIe siècle en délaissant les anciennes vallées secondaires. Avec la redistribution des centres politiques et administratifs pendant la période révolutionnaire, Bruyères comme Remiremont ou encore Mirecourt, (cette dernière ville étant l’ancien siège du bailliage de Vôge) se limite à une influence plus locale qu’auparavant, en l'occurrence désormais réduite à ses limites cantonales. a l'époque contemporaine Bruyères réapparait dans l’historiographie vosgienne au regard de son statut de ville-garnison et de la proximité des âpres combats qui se déroulent dans les Vosges tant durant la guerre de 1870 que lors des deux derniers conflits mondiaux.

### Histoire administrative et politique
Au fil des siècles, le statut administratif de la ville de Bruyères n’a pas évolué de manière linéaire et ascendante. Elle a gagné en importance régionale pendant l’Ancien Régime aussi bien lorrain que français. Mais la Révolution française a redistribué les cartes et elle a enclenché un processus de réduction territoriale en limitant Bruyères au seul rôle de chef-lieu de canton dans l’arrondissement d'Épinal. Auparavant, l’ancienne châtellenie servant de résidence au représentant de l’avoué du chapitre canonial de Remiremont, le duc de Lorraine, a progressivement gagné en importance sur le plan administratif et judiciaire. Bruyères devient le siège d’une vaste prévôté qui débute avec la plaine sous-vosgienne au sud de Rambervillers et se termine aux crêtes du massif vosgien, à hauteur de Xonrupt-Longemer. Cette prévôté dirigée par un capitaine prévôt s’est transformée en siège bailliager puis en bailliage (de 1698 à 1790) conduit par un lieutenant bailliager, deux conseillers, un procureur, un gruyer, un commissaire aux saisies réelles, un curateur en titre et un huissier audiencier.
Le terme « mairie de Bruyères » porte à confusion car il ne se recoupe pas avec l’actuel territoire communal de Bruyères. Il se composait de nombreux villages environnants où le duc de Lorraine partageait ou non la haute, moyenne et basse justice avec d’autres coseigneurs ou le prévôt du chapitre de Remiremont.

### Au spirituel

#### Limites diocésaines et paroissiales

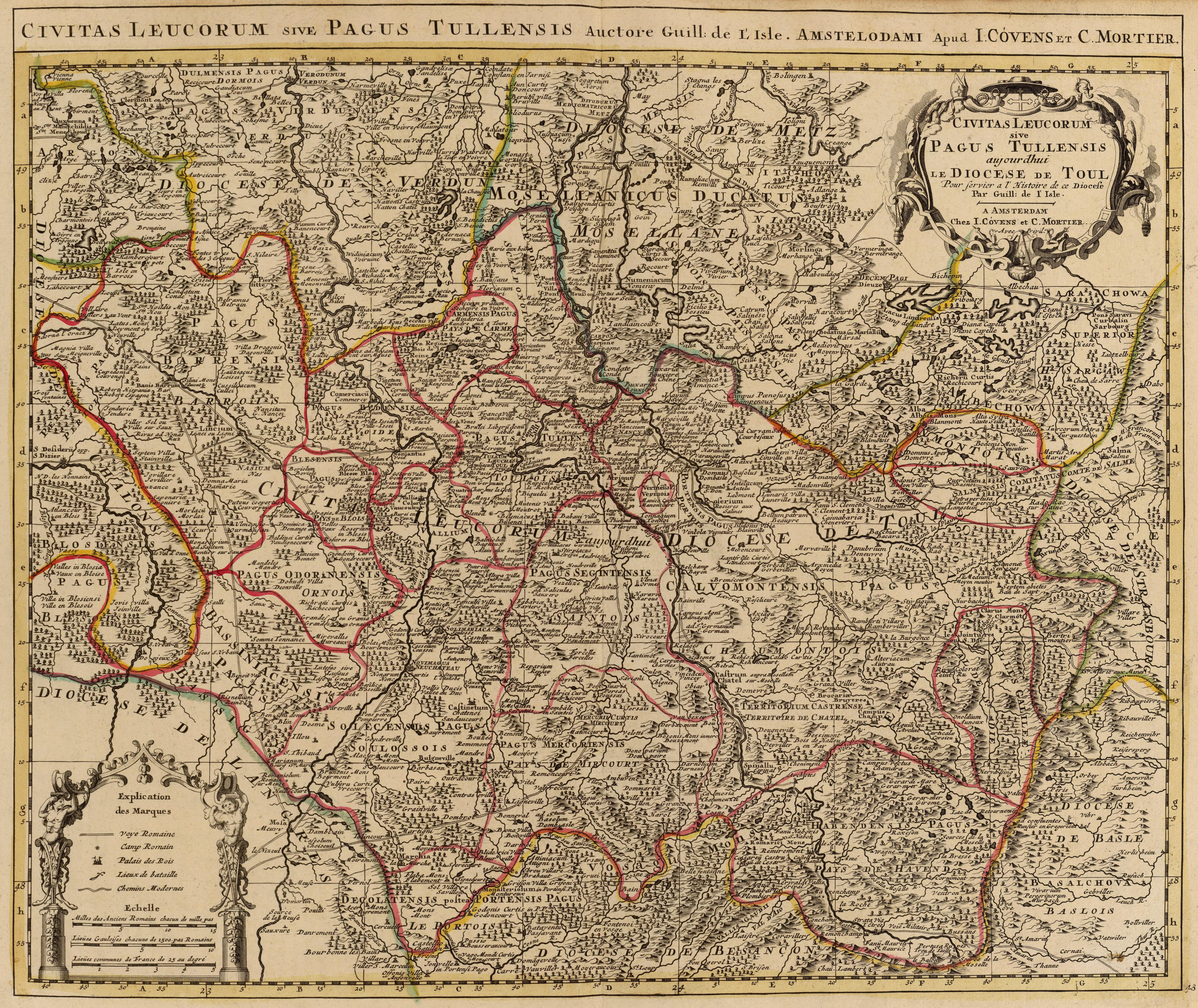
Carte du Diocèse de Toul par R.P. Benoit, Gardien des Capucins de Toul en 1707.

Initialement, Bruyères n’avait pas d'église paroissiale car la cure se trouvait depuis le haut Moyen Âge à Champ-le-Duc. Le château ayant été bâti sur un col en marge du val de Champ sur les hauteurs, le châtelain disposait certes d'une chapelle mais il fallut attendre l’année 1612  pour que le clos, le bourg et le faubourg de Bruyères obtiennent leur propre église paroissiale.
Bruyères a appartenu jusqu’au XVIIIe siècle au diocèse de Toul suffragant de l’archevêque métropolitain de Trèves en Allemagne. En 1801, Bruyères passe dans le diocèse de Nancy auquel a été rattaché le diocèse de Toul. Ce dernier fut rétabli en 1822, mais la fusion avec Nancy est reconduite en 1824.

#### Église protestante
Bruyères se situe dans le territoire du consistoire Vosges-Lorraine qui est la fusion des communautés des départements de Meurthe-et-Moselle, des Vosges, de la Meuse et de la Haute-Marne ; elles appartiennent à l’Église protestante unie de France (EPUF) à ne pas confondre avec l’Union des Églises protestantes d'Alsace et de Lorraine. Au XIXe siècle, les quelques familles protestantes des Vosges voient arriver des coreligionnaires alsaciens ayant opté pour la France en 1871. La communauté protestante s’organise depuis autour du temple d’Épinal. Cette mutualisation des moyens et du personnel complique et alourdit le travail pastoral des ministres du culte.

#### Ancienne communauté juive
La communauté juive de Bruyères s’est développée à partir du XIXe siècle. Elle dépendait du consistoire central de Nancy. Elle passera en 1872 dans le consistoire de l’Est à Colmar, puis Épinal, qui englobe les communautés limitrophes de Lorraine et de Bourgogne. Cela ne signifie pas eu de juifs à Bruyères avant cette date. Étant donné que Bruyères organisait des foires aux bestiaux sur le « pâquis » devenu l’actuelle Place Stanislas, le passage des marchands aux bestiaux juifs est acquis. Mais la création d’une communauté juive exige un minian d’hommes résidant de facto dans la commune concernée. Du fait de la guerre franco-prussienne de 1870, les juifs quittent l’Alsace pour la Lorraine française et la Franche-Comté. Parmi, certains s’installent à Bruyères et permettent la création d’une communauté locale. Les différentes communautés juives de France se sont constituées en associations cultuelles israélites. Regroupées au sein de l'Union des communautés juives de France, les communautés juives changent de statut après la séparation des Églises et de l'État en 1905 en devenant une association cultuelle. Les juifs de Bruyères ni la synagogue n’ont échappé à la Shoah. La synagogue désacralisée fut utilisée comme dépôt privé, puis reconvertie en musée après un travail associatif qui a duré des années.

#### Communauté musulmane
Les musulmans n'ont pas d’organisation territoriale comparable aux diocèses catholiques ou aux consistoires juifs et protestants. Ils peuvent néanmoins s'organiser par la voie associative. Il existe par exemple l'Association culturelle musulmane des Vosges, fondée le 23 septembre 1982 déclarée selon la loi de 1901 à la préfecture des Vosges. Elle gère les affaires courantes de la mosquée, soutient les activités cultuelles, culturelles et sportives, défend les intérêts moraux et matériels des musulmans des Vosges dans le cadre des lois de la république française. Depuis 2012, la plus grande mosquée des Vosges se situe à Épinal. Elle est donc moins de 30 km de Bruyères.

### Préhistoire et Antiquité

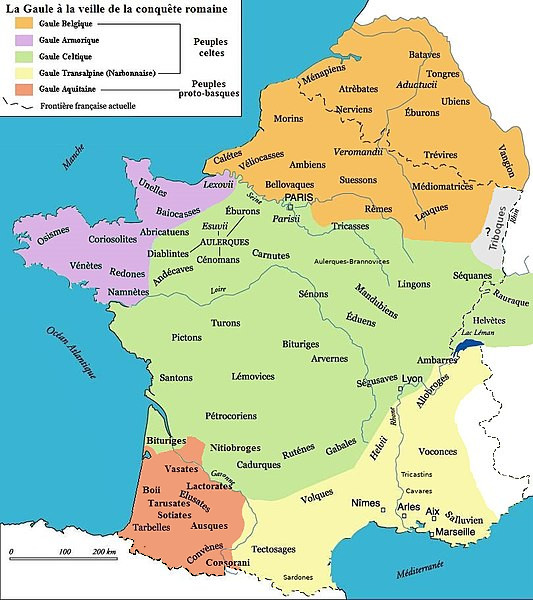
Cités gauloises. Les Leuques sont à l'extrême sud-est de la Gaule Belgique.

Le périmètre de la ville de Bruyères n’est pas directement concerné par les traces de vie humaine ou de sites préhistoriques remontant au paléolithique, mésolithique ou néolithique.
Ceci reste également pour la période romaine et gallo-romaine, le site de Bruyères demeure une région de forêt dense, probablement un avant-poste d'observation depuis les sommets environnants comme chacun peut le faire encore aujourd'hui depuis la tour nommée « le mirador ». Il a connu en effet une occupation sur le sommet de la colline de l'Avison dès le IIe ou IVe siècle à 593 m d'altitude. Non loin de là, une tête barbue en grès vosgien a été trouvée dans la forêt de Fouchon. Les fouilles organisées au sommet de la Grande Avison après avoir trouvé cette tête sur la montagne voisine, ont permis de constater la présence de substructions rudimentaires du IVe siècle apr. J.-C. ; les chercheurs ont en outre trouvé une amulette à l’inscription non déchiffrée. Les interprétations des objets trouvés ne sont pas univoques. La tête barbue pourrait représenter un sylvain puisque le culte des esprits et des sources étaient très répandu dans le massif forestier auquel les Celtes et les Romains ont donné le nom du dieu topique « Vosegus ».
Le site actuel de Bruyères se situait dans la cité des Leuques dans la Gaule Belgique. Au Haut Moyen Âge, l’est de la côte gréseuse est encore désigné de « désert ». Les évangélisateurs et les moines y trouvent des sites isolés propices à leur vie monacale et érémitique. La voie romaine la plus proche longe la côte gréseuse en contrebas à hauteur de Destord en direction de Rambervillers. De plus, il s'agit d'une « via vicinale » très secondaire qui part d'Arches vers le col du Donon, et de là avec la possibilité de rejoindre Argentoratum. Il y a une distance d'environ 6 milles romains, soit environ 8,9 km pour rejoindre cette voie romaine mineure en partant de Bruyères.

### Moyen Âge
La première mention écrite de Brueriis ne remonte pas avant le XIIe siècle. Il semble acquis que la cité naît et gagne en importance avec l’érection d’un château au titre de l’avouerie prise en charge par le duc de Lorraine. Il cherche à contrecarrer la puissance du chapitre de Remiremont, grand propriétaire terrien et maître au spirituel comme au temporel depuis la vallée de la Moselle jusqu’aux crêtes vosgiennes. Les chanoinesses contrôlent en effet le val de Champ auquel fait partie en périphérie le territoire de Bruyères à cette époque. Pendant l’époque mérovingienne, le secteur de Bruyères se situe en Austrasie et pendant le  haut Moyen Âge, il appartient à la Francie médiane puis à la Lotharingie dans un secteur de chasse apprécié des carolingiens  autour de Champ-le-Duc et Remiremont. Au moment de la construction du château, Bruyères se situe dans le duché de Haute-Lorraine, duché vassal du Saint-Empire romain germanique.

#### Érection du château de Bruyères

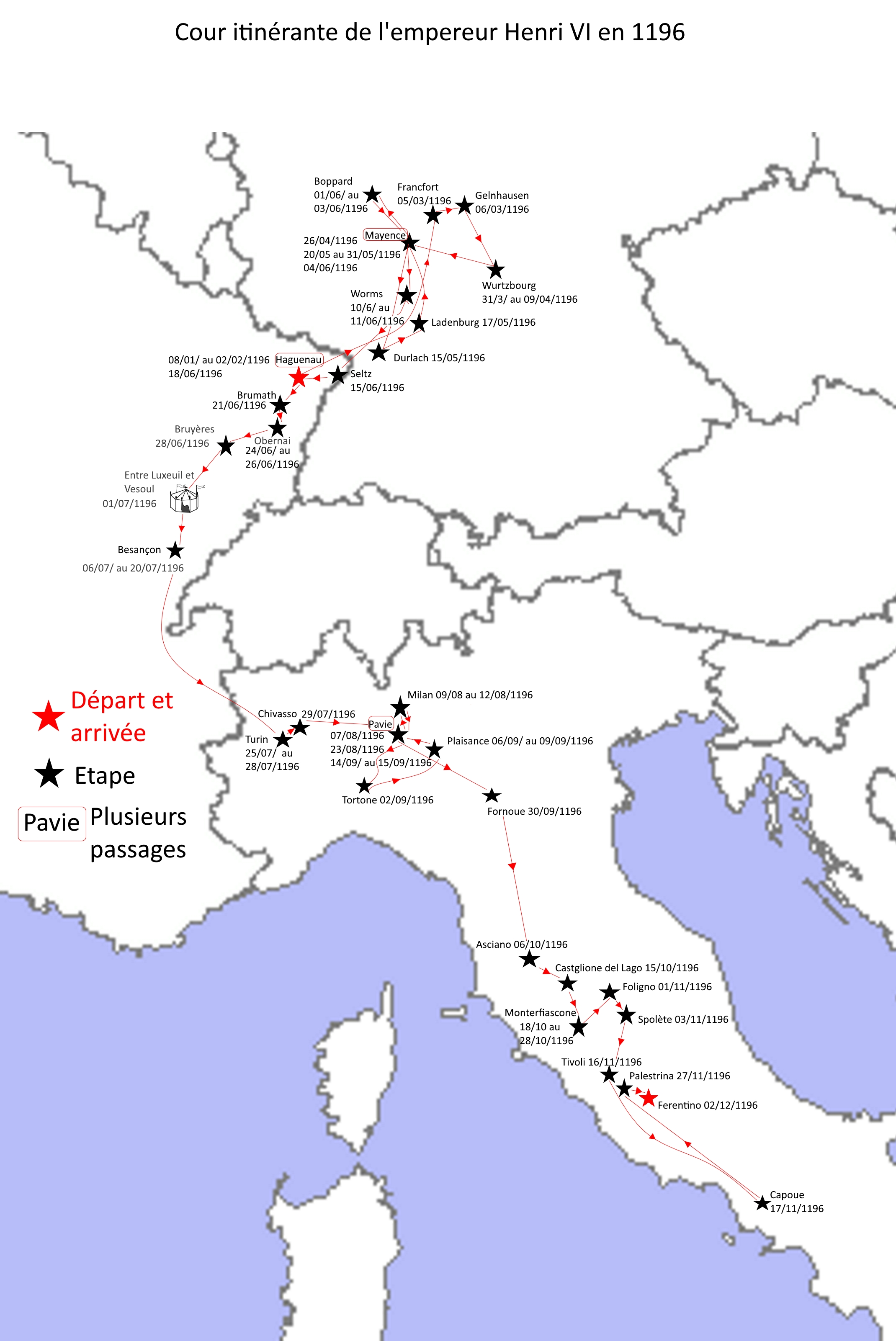
Itinéraire de la cour de l'empereur en 1196.

Le château à enceinte plus rectangulaire qu’elliptique édifié sur un piton rocheux en grès des Vosges comportait généralement pendant le règne des Hohenstaufen un donjon, la demeure seigneuriale, la chapelle castrale et des dépendances éventuelles comme quasiment tous les châteaux-forts en pierre du XIIe siècle dans l’est de la France. Il surplombe un col qui relie la vallée d’Arentèle avec celle de la Vologne et fait face à la Grande Avison. Les châteaux-forts du Moyen Âge du Saint-Empire étaient traditionnellement construits aux lieux de passage, sur les cols ou les sommets contrôlant l’entrée des hautes vallées menant à un col ou vers un autre territoire seigneurial laïc ou ecclésiastique. Le château de Bruyères s’intègre totalement dans ce cadre général sous le règne de l’empereur Frédéric Barberousse et son beau-frère, le duc de Lorraine Mathieu Ier.
La colline du château-fort se recouvre progressivement de maisons et de dépendances pour finalement former le bourg appelé localement le « clos » entouré d’une muraille jusqu’au XVIIe siècle. La porte d’entrée se situait à hauteur de l’église actuelle. Le faubourg se développe avec l’essor des marchés locaux et surtout les passages de la route commerciale qui aboutit à un péage ou tonlieu à la sortie du territoire communal. Néanmoins, il n’est pas situé sur une voie de communication majeure. Il s’agit plutôt d’une route d’Alsace secondaire pour les voyageurs de la Lorraine méridionale qui veulent rejoindre l’Alsace centrale (Sélestat, Colmar) par les cols de Saales, du Bonhomme ou de Sainte-Marie-aux-Mines en passant d’abord par le col du Plafond et après avoir longé la vallée du Neuné.
Les quelques rares sources iconographiques ne permettent pas de reconstituer en détail l’allure du château-fort de Bruyères de sa création à sa démolition en 1633-1635.

#### Cour itinérante impériale à Bruyères
Bruyères se situe au XIIe siècle dans le Saint-Empire romain germanique duquel fait partie le duché de Lorraine. Il s'agit d'une royauté élective caractérisée par une cour itinérante en l'absence de capitale impériale permanente même si les empereurs tenaient leur cour itinérante très souvent dans les mêmes palais qu'ils affectionnaient plus que d'autres. L'empereur et son cortège s'arrêtait dans les villes libres d'Empire, fiefs directs ou indirects mais parfois aussi dans les micro-états que formaient les principautés ecclésiastiques à cette époque. Il arrivait également que le convoi impérial s’arrête en rase campagne avec des tentes. L'empereur peut demander au vassal local de lui offrir le gîte dans l'un de ses châteaux de campagne, surtout quand c’est un proche parent comme peut l’être le duc de Lorraine, propriétaire du château de Bruyères.
En raison de la dénomination latine très divergente suivant les sources et les travaux de recherche, le doute persiste chez quelques historiens sur l'identité du site choisi par l'empereur des Romains Henri VI pour établir sa cour itinérante. L'empereur tient cour « apud Bruvires » le 28 juin 1196. Dans d'autres sources, on peut lire Bruwiras, Braveres ou Brueris.
Tout en laissant la place à un doute légitime, force est de reconnaître que d'une part l'appellation de Bruueris (ou Bruweris) est attestée dans d'autres chartes lorraines et que d'autre part un faisceau d'arguments converge vers la localisation de la cour itinérante impériale à Bruyères : le château est sur la route qu'emprunte l'empereur d'Obernai (séjour du 24 au 26 juin 1196) vers Luxeuil, puis Besançon où il siègera quatre jours (6 - 10 juillet 1196). Il est sur le territoire du duc de Lorraine, lui-même présent à Bruyères ce jour-là comme seigneur hôte. Il s'agit d'un site à proximité du chapitre canonial de Saint-Dié avec lequel le duc de Lorraine est en conflit. Les participants et les témoins nommés dans la charte du 28 juin 1196 sont pour la plupart des seigneurs locaux jouissant d'un pouvoir temporel ou spirituel pour tout le secteur des Vosges autour des vallées de la Meurthe et de la Vologne, en tête desquels les grandes abbayes et les avoués de celles-ci.
La cour bruyéroise devait notamment statuer sur le litige existant entre le chapitre de Saint-Dié et le duché de Lorraine. Le chapitre fait en quelque sorte pression sur le duc en faisant confirmer ses privilèges par le suzerain du duc,. L’empereur confirmera en effet les privilèges du chapitre de Saint-Dié dans le val de Galilée (ecclesiam Beati Deodati in valle Galylea sitam) et lui assure sa protection. Il confirme par la même occasion ses possessions en Alsace et en Lorraine de même que les droits dudit chapitre.
Les participants à la cour itinérante de Bruyères étaient en dehors du  roi de Germanie et empereur du Saint-Empire Henri VI du Saint-Empire, son frère Otton Ier de Bourgogne, le duc lorrain Simon II de Lorraine, l’archevêque de Tarente, l’abbé de Neubourg, l’ abbé de Moyenmoutier, l’abbé de Baumgarten, le  comte de Frankenbourg et le seigneur de Durne Seigneur de Durne, Avoué de l’abbaye de Amorbach et pour servir de greffier le protonotaire dont le régeste impérial ne cite pas le nom de famille. On devine au nombre surreprésenté d’ecclésiastiques dans la délégation impériale que l’ordre du jour de la cour itinérante bruyéroise porte sur des affaires touchant l’Église.
Robert de Durne suit l’empereur sur une grande partie de son itinéraire et le protonotaire rédige et dresse les actes. Il est indubitablement celui qui voyage autant que l'empereur. Il aura, comme simple greffier, parcouru une grande partie de l'Europe occidentale du nord au sud.

#### Création d'un tonlieu et la franchise par la loi de Beaumont

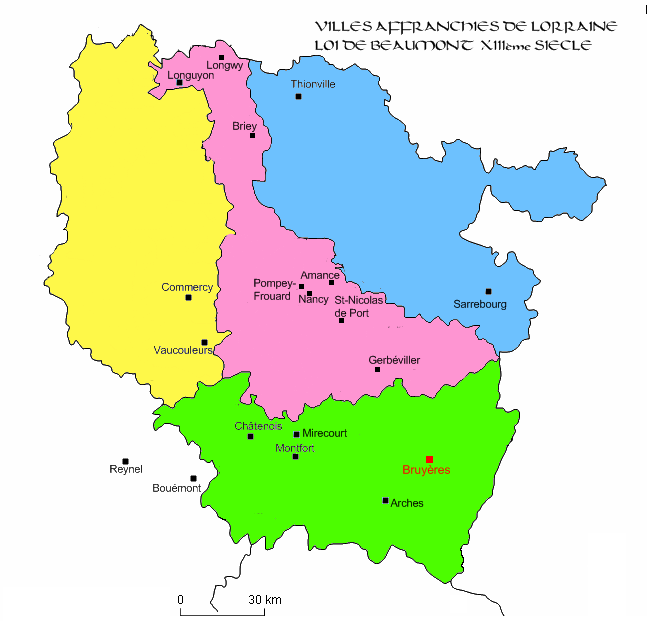
Villes sous la charte de franchise de la loi de Beaumont en Lorraine, Bruyères en rouge.

Le bourg de Bruyères commence à prendre véritablement de l'importance vers le milieu du XIIIe siècle lorsque la duchesse régente Catherine de Limbourg y établit un tonlieu ; il devient une véritable ville lorsque le duc Ferry III, fils de cette dernière, sous le coup de la loi de Beaumont. Si l’on observe une carte de toutes les villes affranchies par la charte de Beaumont, Bruyères et Saint-Dié-des-Vosges  font clairement figure d’exception pour la zone blanche que représente la partie sud-est des Vosges car la forte majorité des chartes d’affranchissement se concentre dans l’actuel département de la Meuse et le nord de l’actuel département de Meurthe-et-Moselle, ce qui correspond pour l’essentiel à l’ancien comté de Bar
Le nombre des villes affranchies dans les Vosges est faible car c’est là que sont possessionnées les grandes abbayes et les grands chapitres (Insigne chapitre des chanoinesses de Remiremont, chapitre canonial de Saint-Dié, abbaye de Moyenmoutier, Abbaye Saint-Pierre d'Étival, abbaye d'Autrey, abbaye de Senones). Les terres ecclésiastiques sont réputées hostiles aux franchises d’abord parce que le droit canon de l’église interdit aux évêchés d’amoindrir les biens de l’église, et en particulier ceux qui rapportent des revenus. Ce qui a joué en faveur de Bruyères c’est l’avouerie du duc de Lorraine qui a fait contrepoids au pouvoir ecclésiastique du chapitre des chanoinesses au sud. Pour les Bruyérois, la première frontière au nord est également proche puisqu’elle se situe non loin de Grandvillers pour entrer dans le temporel de l’évêché de Metz auquel appartient l’enclave de Rambervillers.
La charte accordée à Bruyères prononcée par le duc de Lorraine s’inscrit dans la liste des localités disposant d’un château ducal. Faisant fonction de charte castrale, le nouveau statut permet d’assurer l’entretien des fortifications aux confins du duché. Outre la présence du château en marge des terres du chapitre de Remiremont, Bruyères est le siège d’une prévôté avec des représentants du duc sur place pour l’administration et la basse justice,.
La présence d’une table de prêt de Lombards à demeure dans la ville constitue pour celle-ci un indéniable avantage comparatif car les chartes délivrées le sont à titre onéreux. Les prêteurs sur gage italiens pouvaient avancer les sommes dues en récupérant leur mise sur les droits de bourgeoisie réclamés aux habitants de Bruyères, anciens et nouveaux ; ce qui pouvait cependant engendrer une situation de servitude pécuniaire.

#### Comptoir lombard

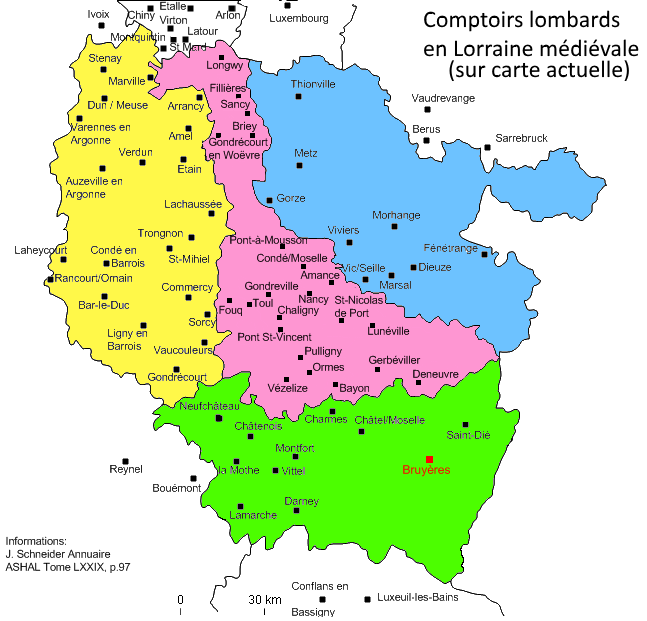
Lieux ayant eu un comptoir lombard au XIVe siècle.

En tant que cité marchande, Bruyères a hébergé pendant quelques décennies une « casane » ou en français d’une table de prêt et de change lombarde,. Le comptoir lombard de Bruyères reste une table rurale dont on sait peu de choses. Pour se faire une idée de ses activités, un travail de recoupement avec les documents qui relatent les affaires et le quotidien des grandes tables de prêt permet de se faire une idée approximative de ce qui s’est passé à Bruyères. L’activité principale du comptoir est le change, le prêt sur gages et pour certains secteurs une implication importante dans le commerce local ; en Meuse, par exemple, les Lombards sont très impliqués dans le négoce de la laine, dans d’autres secteurs le vin ou le sel.
L'ouverture d’un comptoir lombard aux marges du massif montagneux s’est portée sur Bruyères car l’abbaye de Remiremont ne voulait pas d’usuriers juifs ou lombards sur ses terres. Le duc de Lorraine a dû s’engager dans un accord conclu le 12 mars 1327 avec l’abbaye à ne pas fonder d’établissements de prêt sur gage dans les châteaux où elle est en totalité ou en partie souveraine ou justicière. En échange, le duc se réserve le droit d’établir un comptoir dans les châteaux de ses fiefs et de ses gardes où les abbesses n’ont pas de part. Le château de Bruyères entre dans cette catégorie des châteaux de garde au titre de l’avouerie et, malgré quelques réserves des abbesses, il est situé sur les possessions des ducs lorrains. Ce sont en effet les ducs lorrains et les comtes de Bar qui prennent les premiers contact avec les compagnies de Sienne et de Florence : ils se portent garants des emprunts contractés par les prélats et par la suite pour eux-mêmes. Tous les chefs-lieux des prévôtés du duché de Lorraine et du comté de Bar, les centres administratifs et certaines campagnes obtiennent l’ouverture d’un comptoir lombard. La châtellenie de Bruyères entre dans cette catégorie. Comme pour les chartes d’affranchissement, Bruyères se caractérise par l’isolement frappant de son comptoir par rapport à la forte concentration de tables de prêt dans les régions limitrophes de la Bourgogne et de la Champagne. Les Lombards sont chassés du duché de Lorraine en 1358 et ils quittent le comté de Bar vers 1390. Il en reste quelques rares au XVe siècle à Metz (la ville libre et la principauté ecclésiastique de Metz), Toul et Vézelise.
Pour la casane de Bruyères, Jean Schneider ne cite aucun nom. Les plus proches sont les Buni à Bayon et Vézelise et les Guaschi à Ormes.
Le point commun des tables de prêt lombardes est un agencement des salles : généralement, tous les objets sont déposés dans une ou plusieurs salles. Dans chaque salle, des « banques », mot d’emprunt à l’italien banco signifiant « comptoir avec caisse » ou « table d’un magistrat ou d’une personne représentant l’autorité publique », sont placées sur le pourtour de la salle contre les murs. Pour Bruyères, il n’est pas exagéré de ramener la maison des Lombards à des proportions modestes. Une grande salle et une cave seraient concevables. Dans les campagnes, les Lombards s’adaptent aux activités locales. On peut supposer qu’ils avaient en rase campagne des granges en plus de leur salle de dépôt au centre-ville car ils devaient stocker également les produits agricoles et d’autres remboursements en nature qui prennent de la place. Le fait d’être remboursé par une partie de la récolte engendra un commerce de céréales, mais aussi suivant les régions de vin ou de sel.
Les actes des communes révèlent que les comptoirs des bassins de la Meurthe et la Haute-Moselle, donc celui de Bruyères compris entre Meurthe et Moselle, sont ceux qui ont été rapidement abandonnés par comparaison aux autres établissements de Lorraine. Les explications sont nombreuses et ramènent le plus souvent aux guerres locales, aux épidémies, aux bouleversements que connaissent les routes commerciales et les foires de Champagne. À cela s’ajoute la difficulté de pratiquer le prêt ou l’usure en complète illégalité d’après le droit canonique après le concile de Vienne en 1311 qui déclare hérétiques les défenseurs de l’usure.

### Temps modernes
« Ville contigüe et merchisante ès frontières d'Allemaigne », c'est ainsi qu'est désignée Bruyères le 28 février 1473 dans une lettre du bailli de Nancy adressée au lieutenant de Bruyères, Huyn Roynette. Cette vocation de ville commerciale dans la vallée de la Vologne qui rejoint le col du Bonhomme par le col du Plafond est confirmée par une lettre du duc René II « aux manans et habitans de Bruyères ». Il faut comprendre « Allemagne » ici dans le sens de terres où l’on parle allemand, quelle que soit sa forme dialectale, donc pour la ville de Bruyères, il s'agit de l'Alsace après le col du Bonhomme.

#### Marchés et foires de Bruyères
Dans la Lorraine du XVIe siècle, le faubourg de Bruyères se développe progressivement pour obtenir une réputation de ville marchande spécialisée dans le commerce des bestiaux. Un pâquis au bout de la grande rue marchande sert d’emplacement annuel aux foires à bestiaux. De plus, la route commerciale qui relie l’Alsace et la Lorraine passe par le péage de Bruyères ; le transport du vin alsacien en provenance du val de Saint-Dié-des-Vosges se poursuit vers le plateau lorrain par la vallée de la Vologne. L’activité de ville se concentre par conséquent sur le transit des marchandises. Certains bourgeois de Bruyères ont de ce fait des succursales dans des cités marchandes voisines ; parfois ils s’y installent quelques décennies ou y prennent pied comme à Saint-Dié ou à Rambervillers. L’axe Saint-Dié, Bruyères et Épinal par la vallée de la Vologne en contrebas du massif forestier de la forêt de Faîte permet une circulation aisée. Par conséquent, les foires aux bestiaux des deux villes lorraines des vallées de la Meurthe et de la Moselle arrivent à écouler leurs bestiaux sur leur propre marché respectif. En revanche, pour s’approvisionner en grains et céréales, les Vosgiens de la montagne descendaient à Rambervillers.
Au XVIIe siècle, Bruyères compte cinq foires annuelles. On vend à Bruyères des centaines de bovins sur le pâquis qui sera aménagé et embelli en 1769 pour devenir la place Stanislas ; 10 ans plus tard, une rangée de tilleuls est plantée sur le pourtour de la place. La halle aux grains n’arrive qu’en 1703.
Dans l’Ancien Régime, les marchands de bestiaux, qui d’ailleurs s’occupaient également de l'élevage, de la reproduction ou de l'engraissement, étaient souvent de confession juive,. Or, comme dans le reste du département des Vosges, les premiers juifs ne s'installèrent à Bruyères qu’en 1791, après leur émancipation. Les juifs colporteurs et marchands de bestiaux étaient majoritairement alsaciens car ils furent autorisés à revenir s’installer en Alsace à partir du XVIe siècle contre le XVIIIe siècle en Lorraine à l’exception de la cité de Metz qui le fit également deux siècles plus tôt.
Il est difficile de dire combien d’animaux étaient vendus à chaque foire à bestiaux à Bruyères malgré sa bonne réputation dans le secteur vosgien. Il est acquis que des centaines de bêtes étaient écoulées à chaque fois. À l’origine, acheteurs et vendeurs marchandaient entre eux au moment de leur choix, puis progressivement la vente se faisait à la cloche, c’est-à-dire à heure fixe pour tout le monde. Malheureusement, il n’existe pas beaucoup de représentations des marchés aux bestiaux anciens. « La gravure, dès le Moyen Age, nous montre l'importance des foires, mais les marchés ne se sont développés dans la peinture qu'au XVIe siècle et les études comparées avec des cartes postales démontrent qu'il y a une centaine d'années peu de choses avaient encore changé. »

#### Occupation de la ville par les Bourguignons
En 1475, la ville est occupée par les Bourguignons dont le duc Charles le Téméraire veut s’approprier le duché lorrain pour relier ses deux possessions : le duché de Bourgogne et les Pays-Bas espagnols. En 1476, grâce à une ruse du Bruyérois Varin Doron, parti chercher secours à Strasbourg auprès du duc René II, et grâce à l’engagement de nombreux villageois de Laveline-devant-Bruyères, la cité est libérée en 1476. Depuis, les descendants des braves combattants de Laveline portent le titre et le blason des gentilshommes de Laveline jusqu’à la Révolution française. Ce titre de noblesse est également transmis par les femmes.

#### Démantèlement du château de Bruyères

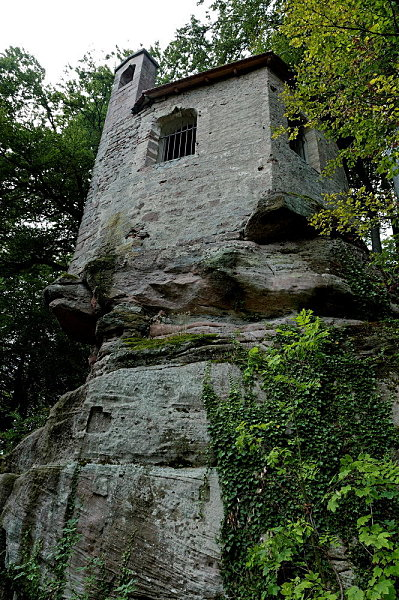
Ruine du château de Bruyères, ici la chapelle restaurée.

En 1635, Armand du Plessis de Richelieu ordonne la destruction de tous les châteaux des duchés de Lorraine et de Barr. L’opération se déroule de 1635 à 1636. Les châteaux de Nancy, Pont-à-Mousson et Saint-Mihiel ont été parmi les premiers par décret de 1635. Pour Bruyères, c’est le décret du 1er février 1636  qui ordonne à la population locale de démanteler le château pierre par pierre comme pour les autres châteaux-forts du département du gouverneur de Châtel : Raon-l’Étape, Saint-Dié, Saint-Hyppolite, Sainte-Marie-aux-Mines et Badonviller.
Pour Bruyères, l'acte est plus symbolique que physique car le clos, nom donné à l’enceinte du bourg en dessous du petit château sur le rocher tabulaire en grès des Vosges, avait été fortement endommagé pendant la guerre de Trente Ans. Il fallut sans cesse trouver des fonds pour le consolider et l’entretenir. En revanche, cette politique de table rase a provoqué des plaintes répétées de la part de la noblesse lorraine auprès du Conseil souverain. La légitimité de ce démantèlement est en pure théorie contestable puisque la population locale lorraine n’a pas choisi mais subi l’occupation française. C’est d’autant plus vrai que le Traité de Ryswick du 21 septembre 1697 restitue la Lorraine au duc héritier Léopold dans un état qui ne correspond pas à celui laissé avant l’occupation française.

#### Communautés monastiques et loges maçonniques à Bruyères (XVIIe–XVIIIesiècles)

##### Annonciades des Dix Vertus de la Vierge Marie

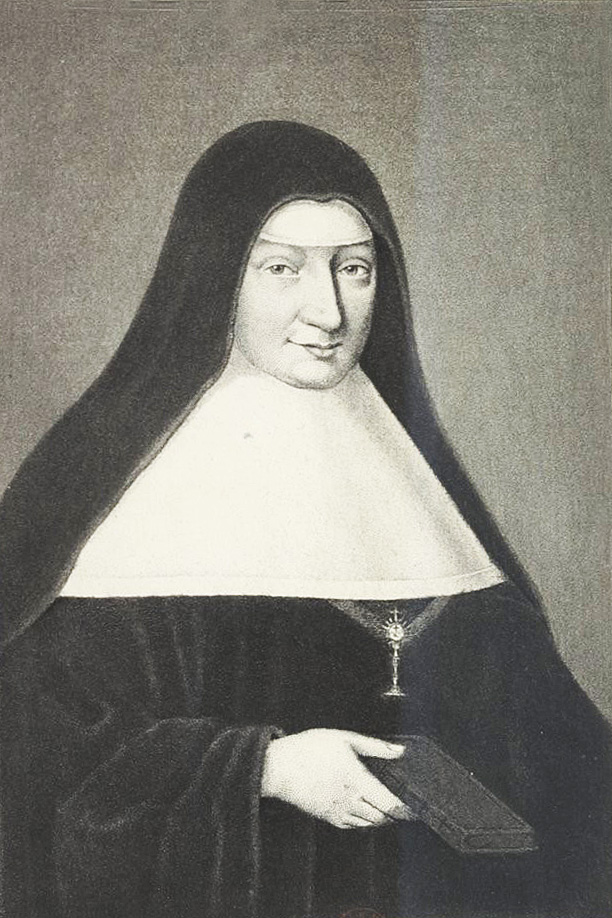
Mère Mechtilde du Saint-Sacrement, ici bénédictine, précédemment Mère Saint Jean l'Évangéliste, ancelle du couvent annonciade de Bruyères.

Il y eut un couvent d'Annonciades rouges à Bruyères de 1631-1635. Il s’agit du seul établissement contemporain des autres fondations lorraines qui ne perdurera pas jusqu’à la Révolution française à cause des vicissitudes de la guerre de Trente Ans. L’ordre a été fondé par Jeanne de Valois, épouse répudiée du roi de France, Louis XII. Il suit la règle monastique inspirée de celle de l’ordre franciscain selon la stricte observance. Elle a été rédigée par le confesseur de la reine et gardien du couvent franciscain d’Amboise, le père Gabriel-Maria. La maison-mère est celle de Ligny-en-Barrois fondée en 1554 par des sœurs venues de Bourges.
Les annonciades mettent l'accent sur la pauvreté, l'humilité totale et une foi qui s’exprime davantage dans les actes que dans l’étude et la lecture. Les sœurs portent un scapulaire rouge enfilé sur une robe grise, avec un voile noir. Comme l’attestent les lettres de Catherine de Bar, la pratique de la cilice, de la ceinture de fer et les privations ou les vexations font partie du quotidien du couvent de Bruyères. Contrairement à leurs frères franciscains ou capucins, les sœurs annonciades vivent en clôture. Comme elles ne sortent pas et ne peuvent vivre de la mendicité comme leurs homologues masculins, elles tirent leur subsistance de leur propre travail, lequel prend des formes très diverses suivant les régions et les opportunités locales. Les dons et les legs des sœurs elles-mêmes jouent un rôle non négligeable. Les couvents de l’Annonciade s’occupaient assez souvent d’écoles, d’ouvroirs ou de pensionnats pour les jeunes filles. Le couvent est dirigé par une ancelle, nom donné chez les annonciades ou les capucines à la mère supérieure. Elle a une adjointe sous-ancelle ou sous-prieure.
Bien que détruit quatre ans plus tard en 1635 pendant la période franco-suédoise de la guerre de Trente Ans, les traces écrites montrent que le couvent des Annonciades des Dix vertus de la Vierge Marie à Bruyères était situé dans le prolongement du presbytère actuel dans la ruelle perpendiculaire à la rue du Haut de la ville. Il ressort de la correspondance entretenue par quelques sœurs avec leurs proches et leurs protecteurs que le couvent était plutôt intra muros car le frère capucin qui vient les prévenir de l’approche de troupes ennemies ne les croit pas en sécurité dans ce petit bourg et qu’il fallait en sortir pour aller dans une autre ville plus fortifiée. En tout cas, le couvent se trouve sur le tracé des anciennes murailles de la ville qui longeait l’actuel emplacement de l’église paroissiale.
Une des très jeunes moniales, entrée au noviciat en 1632 dans le couvent annonciade de Bruyères à l’âge de 17 ans, deviendra célèbre plus tard pour sa longue carrière religieuse peu linéaire qui l’amènera de la Lorraine à la Normandie : Catherine de Bar originaire de Saint-Dié. Par sa correspondance et ses mémoires, tous s’accordent pour dire que le fait d’avoir commencé sa vie religieuse à Bruyères si jeune et avec autant d’adversité a marqué sa vie future sur le plan spirituel en premier lieu, mais aussi sur le plan affectif car cette femme garde un lien fort avec la Lorraine en général et le couvent de Bruyères en particulier. Au moment de prendre l’habit de l’Annonciade, elle prend le nom de sœur Catherine de Saint Jean. En entrant dans l’ordre bénédictin au couvent de Rambervillers le 2 juillet 1639, elle prend le nom de Catherine Mechtilde, nom qu’elle conserve après sa profession aux bénédictines de Rambervillers le 11 juillet 1640, puis dans les maisons de Saint-Mihiel, Paris, Saint-Maur-des-Fossés et Caen. Quand elle fonde l’institut des Bénédictines de l'Adoration perpétuelle du Très Saint Sacrement en 1653 dont elle devient abbesse perpétuelle de tous les monastères le 22 août 1654, elle porte le titre de mère Mectilde du Saint-Sacrement.
Le couvent annonciade de Bruyères tombe dans l’oubli. Mère Mechtilde du Saint-Sacrement relate pourtant dans sa correspondance qu’elle continue de garder le contact avec la Lorraine après son exil.

##### Couvent des Capucins
« L'an 1665, conformément à ce qui avait déjà été décrété il y a fort longtemps en 1626 au chapitre d'Épinal sous la présidence du très révérend père Archange, commissaire général, puis confirmé à nouveau par l'approbation du très révérend père Marc-Antoine, général de l'ordre, lors du chapitre provincial qu'il présida à Neufchâteau, une croix a été érigée à Bruyères dans le territoire des Vosges, la province de Lorraine et l'évêché de Toul. Et malgré les désastres des années passées qui ont ravagé cet endroit par le feu et par les destructions, un couvent et son église ont été entièrement construits en peu de temps grâce aux aumônes des notables réunies par les bons soins et grâce à la sollicitude des supérieurs, avec le travail assidu et au bénévolat des frères et des habitants, et tout cela avec l’important accompagnement spirituel et l’encouragement des montagnards. L’église est dédiée à saint Blaise, évêque et martyr dont le sceau de la maison porte l’image remarquable. »

— P. Séraphin de Bar, Rapport de 1671
.

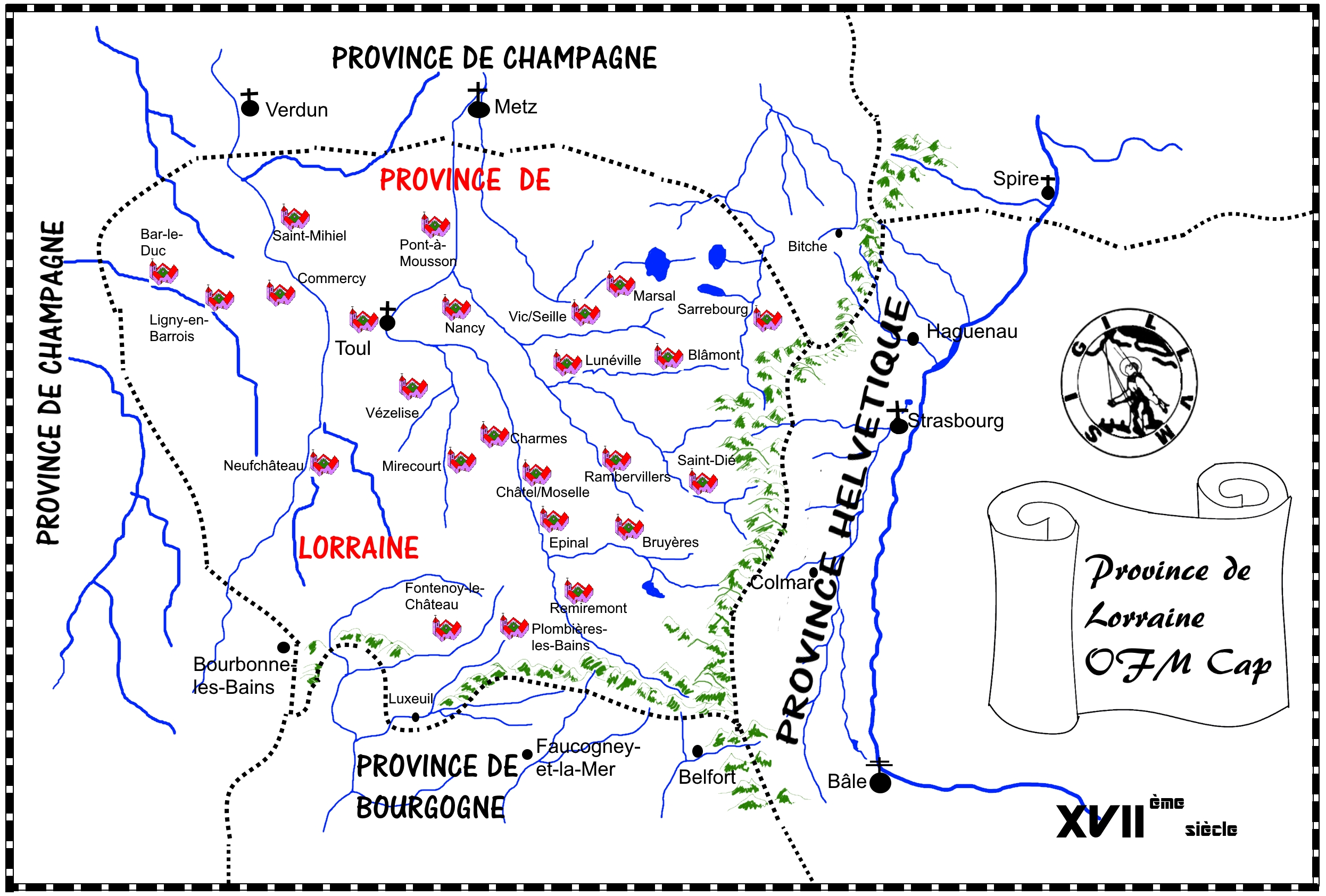
Reproduction d'une carte de la province de Lorraine des couvents capucins au XVIIIe siècle.

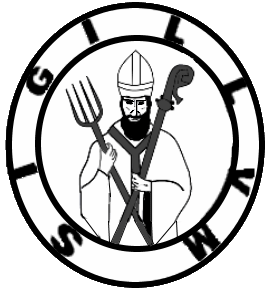
Sceau du couvent capucin créé à Bruyères en 1665 représentant saint Blaise.

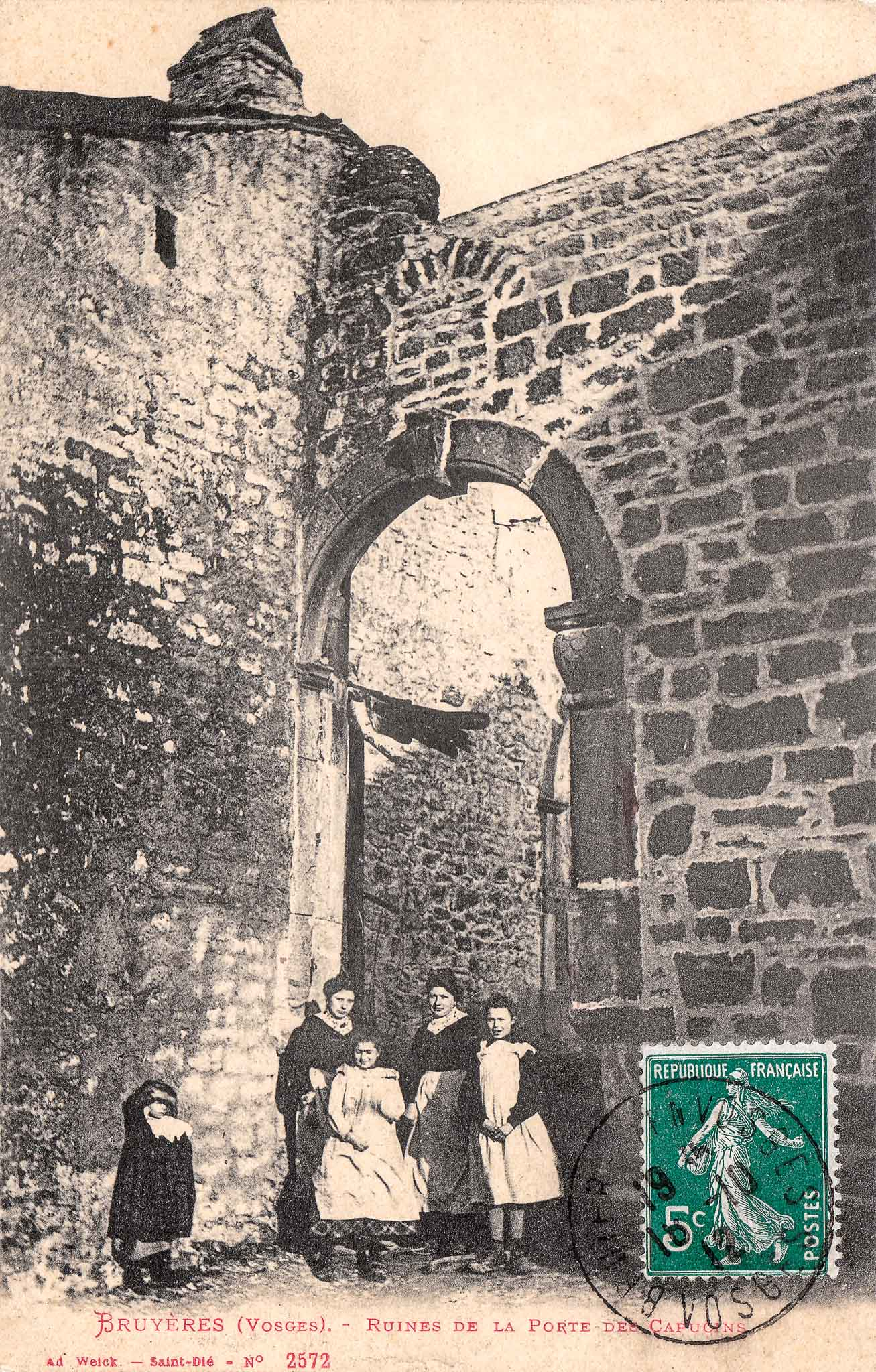
Ruines de la porte du couvent des capucins à Bruyères, CPA Ad. Weick - Saint-Dié - No 2572.

Le couvent capucin de Bruyères est situé dans la province ou custodie de Lorraine (Lotharingia) avec un sceau représentant Saint François d'Assise recevant les stigmates. Le couvent porte un sceau représentant saint Blaise de Veroli. L’extrait du cadastre au lieu dénommé « Les Capucins » situe le couvent capucin entre la rue de l’Hôpital et la rue Abel Ferry avec une ruelle parallèle et transversale portant le nom évocateur de rue des Capucins qui existe toujours aujourd’hui. Elle séparait les bâtiments conventuels du jardin géré par la mère temporelle. Le portail d’entrée du couvent était à gauche de l’actuel no 1 de la rue des Capucins.
En l'absence de sources iconographiques, il est très difficile de savoir à quoi ressemblait l’église conventuelle de Bruyères. Une carte postale ancienne montre les ruines de la porte des capucins mais on ne voit rien de l’intérieur vu l’angle de la photographie.
Le couvent de Bruyères à travers les travaux réalisés au fil des années comportaient les cinq espaces habituels d’un couvent capucin du XVIIIe siècle : l’espace de la prière avec l’église et les chapelles, l’espace communautaire (chambre de la communauté, chambre du père gardien, cellules, bibliothèque, cuisine, cave voûtée, dépense (réserve), laverie et réfectoire), l’espace de travail (chambres de la menuiserie, des semences, de la farine, chambre à four, jardin potager, bûcherie), l’espace d’accueil (porterie, deux infirmeries et un cloître) et le secteur de service (fontaine).
La province de Lorraine comptait en 1790 28 couvents avec une moyenne de 8 à 9 frères par couvent. Le couvent bruyérois comptait en 1790 cinq pères, donc des frères ordonnés prêtres, et trois frères-lais. Le capucin du XVIIe siècle est vêtu d’une bure brune et il porte des sandales. Le capuce est long et il est cousu à la robe. Contrairement aux franciscains, le capucin porte très souvent la barbe qui évoque chez lui la vie érémitique. En tant que frères mendiants, ils font l'aumône pour survivre et pour faire procéder à la construction ou aux réparations du couvent. Le secteur de quêtes dépasse les limites de ville de Bruyères.

##### Bruyérois pieux hors vie monacale
Peu de temps après la création du couvent capucin en 1665, des Bruyérois ont choisi de vivre également selon l'esprit de pauvreté de saint François d'Assise en entrant dans le Tiers-Ordre encadré par les capucins de la ville. Dans le Tiers-Ordre séculier (TOS) que l'on nomme Fraternité séculière par une bulle de Léon XIII, en 1883 les membres du TOS suivent une règle de vie sous le contrôle des frères réguliers. Ils portent pour les offices une bure capucine, mais sans manches et sans capuce. Les documents relatant les travaux réalisés dans le couvent bruyérois montrent que les Bruyérois membres du TOS ont leur chapelle latérale dans l'église même des capucins, portant le nom univoque de « chapelle du Tiers-Ordre ».
Au XVIIIe siècle, une demande de création d'une confrérie du Rosaire a été faite auprès de l'évêque diocésain qui a donné son accord. Elle est créée en l'église paroissiale de Bruyères où elle a certainement sa chapelle ou son autel. Elle ne dépend pas des capucins. Chaque membre est inscrit dans le registre de la confrérie et doit méditer chaque semaine en entier le rosaire de quinze dizaines; traditionnellement, les mystères joyeux le lundi et le jeudi ; les mystères douloureux le mardi et le vendredi; les mystères glorieux le mercredi, le samedi et le dimanche. Le croyant possède un chapelet rosarié, donc béni par le prêtre selon un rite particulier.

##### Loges franc-maçonniques de Bruyères

Sceau de la Grande Loge de France.

Bruyères fut l'Orient de deux loges maçonniques au XVIIIe siècle.Le lieu où se situait le temple maçonnique à Bruyères n’est pas établi, mais on sait que le vénérable maître de l’une des loges Nicolas Joseph de Martimprey résidait dans son manoir à Laval-sur-Vologne. Il met son domicile à disposition de la loge.
La première loge portait le nom de « respectable loge Saint-Jean la Parfaite Amitié » ; elle fut acceptée le 27 novembre 1768 par la Grande Loge de France en faveur du comte de Martimprey. Cette loge comprenait initialement douze membres dont la majorité est domiciliée à Bruyères. Les non-résidents sur place sont le vénérable maître Nicolas Joseph de Martimprey et son fils Georges Constant résident à Laval-sur-Vologne, le frère Léopold Duvivier vient d’Einville-au-Jard et le frère Pierre-François Thévenet est originaire du Haut du Bois un écart de Docelles. La plupart des membres appartiennent à la noblesse et occupent des fonctions le plus souvent militaires en active ou retraités mais on trouve également un chirurgien juré aux rapports de la ville et prévôté de Bruyères, un avocat à la cour, un procureur bailliager et le négociant provenant du Haut Bois. Quelques mois plus tard, le neveu de Nicolas Joseph, François de Paule Augustin de Martimprey, est apprenti maçon à la loge bruyéroise.
La seconde loge s’intitulait Saint-Georges de la Vraie et Inébranlable Réunion. Elle est fondée par Georges Constant Alexandre de Martimprey en date du 6 août 1783, lequel prend donc en quelque sorte la succession de son père, le vénérable maître de la première loge. Georges Constant déplace la nouvelle loge à Bruyères, mais le lieu n’est pas clairement attesté. Elle est intégrée à la Grande Loge de France en 1788 mais pas au Grand Orient de France. On ne dispose pas d’informations précises sur cette seconde loge. Parmi les membres de cette seconde loge sont cités sans preuves formelles le député à la convention pour le département des Vosges, Charles André Balland de Sainte-Hélène, le procureur au bailliage de Bruyères et administrateur de l’hôpital Louis-Jean-Baptiste Febvrel, le naturaliste Jean-Baptiste Mougeot, le lieutenant-colonel douaisien Louis Aimé d’Émeric installé à Bruyères en 1789 ou encore le vice-président du directoire du district de Bruyères, Joseph Keringer, originaire de Nancy.

### Révolution française et Empire

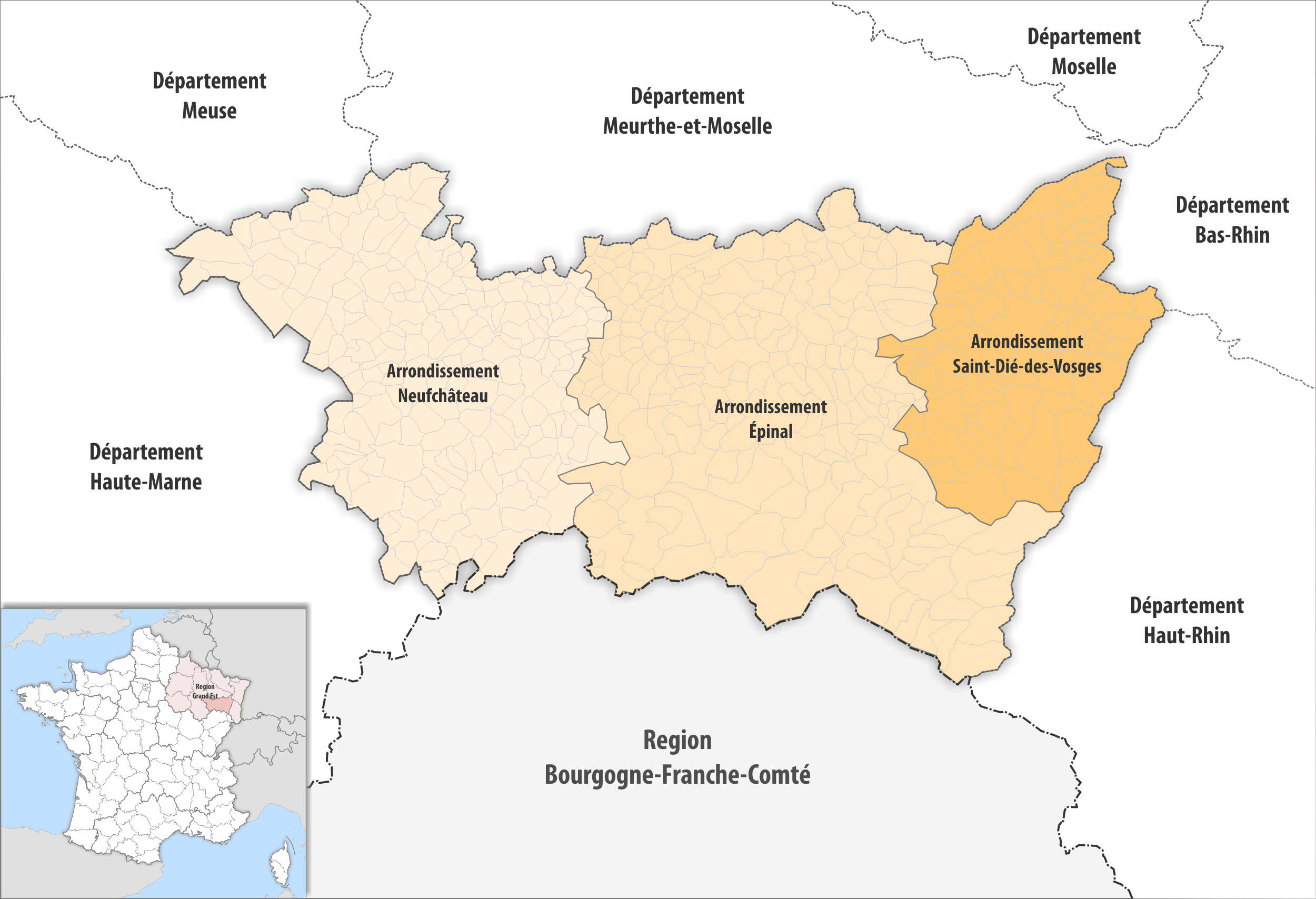
Trois arrondissements des Vosges en 2017. Bruyères est dans celui d'Épinal de sa création en 1800 jusqu'en 2023.

#### Chef-lieu de district
Créé le 4 mars 1790, le département des Vosges était subdivisé à l'origine en neuf districts : Bruyères, Darney, Épinal, La Marche, Mirecourt, Neufchâteau, Rambervillers, Remiremont, Saint-Dié-des-Vosges. Bruyères fut chef-lieu de district de 1790 à 1795. Le district de Bruyères comporte en 1790 59 municipalités dans 7 cantons. Sur 3 594 citoyens actifs, on dénombre seulement 36 électeurs ce qui place le district de Bruyères en septième position sur les neuf districts vosgiens. Au moment de la création des arrondissements du département des Vosges le 17 février 1800, Bruyères et son canton sont intégrés à l'Arrondissement d’Épinal. Le district de Bruyères se compose de sept cantons.
La période révolutionnaire entérine une situation qui a dû s’installer progressivement avec un déplacement des centres de pouvoir dans d’autres villes que celle de l’Ancien Régime lorrain. Autrefois siège prévôtal puis bailliager, Bruyères reste seulement chef-lieu de district. La ville ne fournit aucun député définitif pour les élections aux États généraux ni pour le Tiers État, ni pour le clergé ou la noblesse. La plaine sous-vosgienne l’emporte largement dans ces élections. À Bruyères, les membres du clergé et du Tiers État chargés de rédiger les cahiers de doléance décident de le faire en commun. De même, aucun trouble particulier n’est à noter à Bruyères pendant la Grande Peur de 1789 contrairement à Nancy, Saint-Dié, Remiremont où l’on craint la formation de comités populaires plus ou moins importants.
La commune de Bruyères envoie Charles-André Balland, futur conventionnel siéger au premier conseil général. Aux élections de membres du Directoire du département composé de huit membres, Bruyères envoie Claude-François Rapin que l’on sait appartenir à la famille franc-maçonnique de la ville.
Bruyères obtient d’une part une justice de paix à l’échelle cantonale chargée d’éviter les procès et aidée dans sa tâche par un Bureau de l’amiable, et d’autre part un tribunal civil comme chef-lieu de district pour les causes plus importantes. Les élections pour le tribunal du district de Bruyères ont lieu en octobre 1790 : le président nommé est Claude Gasman, en réalité déjà ancien lieutenant-général du bailliage de Bruyères.
Dans le district de Bruyères, le nombre de citoyens inscrits pour l’établissement de la Garde nationale de 1790 s’élève à 5 742 hommes pour former 48 compagnies, 7 bataillons et 1 légion. Les avis divergeaient quant à l’intégration des femmes dans les gardes nationaux. Le directoire de Bruyères déclare le 10 août 1792 qu’il ne lui appartenait pas de statuer sur la participation des femmes veuves ou célibataires à la Garde nationale.

#### Cure de Bruyères pendant la période révolutionnaire
Pendant la Terreur, l'ambiance est tendue en raison de l’arrestation des curés inciviques pendant que les autres restent tout de même surveillés. Pendant sa visite pastorale au printemps 1792, l’évêque constitutionnel du diocèse des Vosges, Jean-Antoine Maudru, fut insulté à Bruyères, conspué par des chants injurieux à Saint-Dié-des-Vosges et les Bénédictines de l'adoration perpétuelle du Très-Saint-Sacrement dans leur couvent fondé à Rambervillers par Catherine de Bar ex-abbesse annonciade de Bruyères, lui refusèrent l’entrée de leur maison et de l’école affiliée. Pour les religieuses comme pour de nombreux paroissiens du diocèse, le seul évêque légitime restait  Barthélemy-Louis-Martin Chaumont qui avait refusé de prêter le serment constitutionnel en 1791 et avait quitté son siège épiscopal  déodatien  pour émigrer à Munich en Bavière après avoir faire escale à Bruxelles et la Suisse.
Le 12 décembre 1793, la « Société des Amis de la République » de Bruyères décide de conserver le culte catholique et le curé assermenté Sébille dans ses fonctions. Le père Sébille était un ancien chanoine régulier de saint Augustin de l’abbaye Notre-Dame d'Autrey située à 13 km de Bruyères et vendue en tant que bien national à un industriel en juin 1792. Le curé réfractaire de Bruyères avait provoqué une élection à la cure laissée vacante par le refus de serment du curé précédent . Il s’agit d’un choix qui n’est pas facile à faire à cette époque de terreur où fuir ou se cacher sont des actes sévèrement punis.
Restaurée entre février 1795 et 1797, notamment sous l'impulsion de l'abbé Grégoire, la liberté de culte quoique relative permet que père Claudel administre Bruyères. C'est pourtant un ancien capucin du couvent bruyérois qui, à Bruyères, figure parmi les clercs passés dans la clandestinité durant la Terreur . Quand les diocèses durent être réorganisés, il fallut nommer des curés qui avaient été soit réfractaires, soit constitutionnels. Dans le district de Bruyères, le rapporteur de l’évêché de Nancy, nommé M. Mathieu, décrit que la moitié des prêtres avaient été constitutionnels. Le rapporteur écrit que « tout Bruyères sauf douze impies demande un catholique ».

#### La dissolution du couvent des capucins

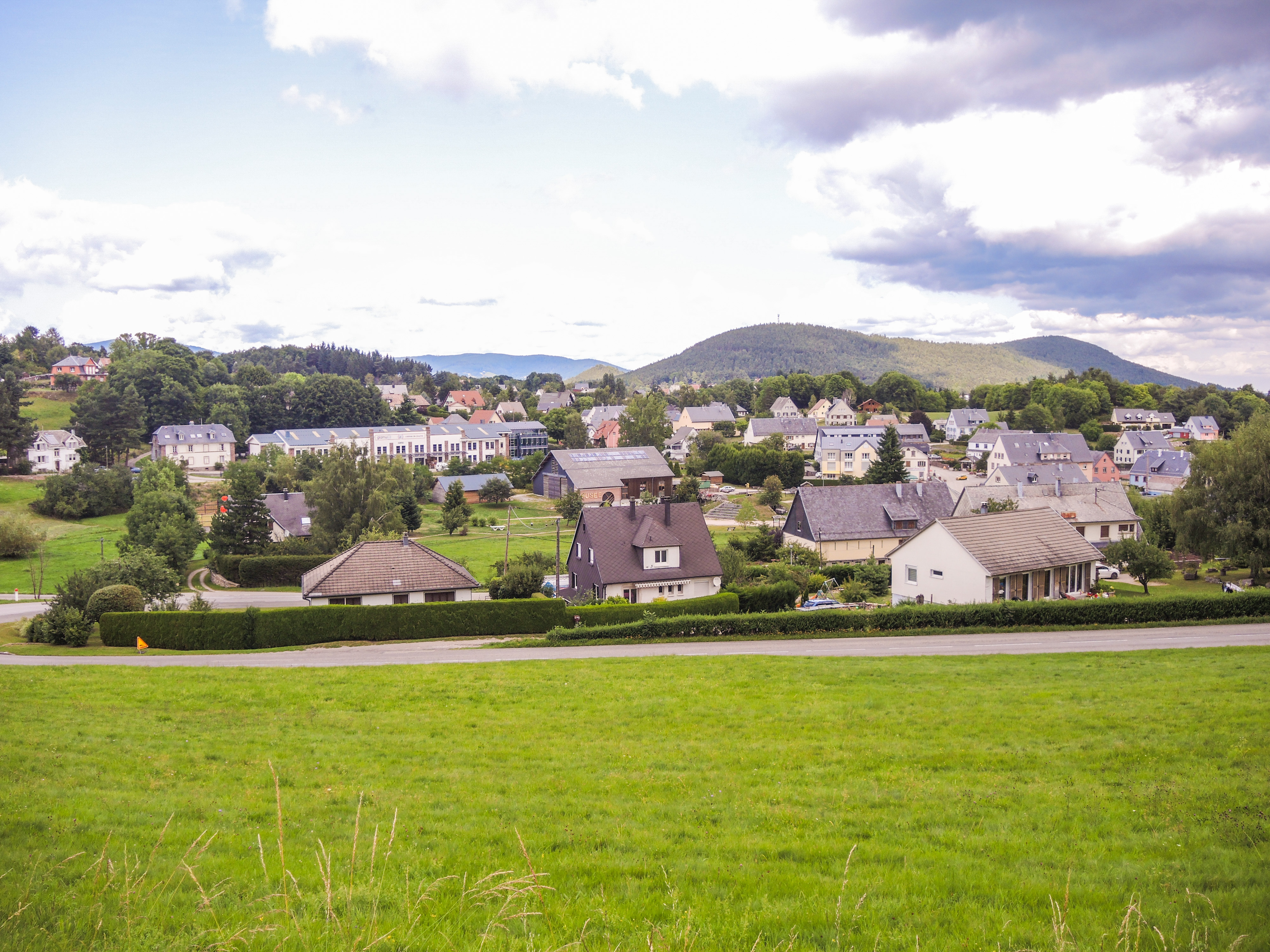
Labaroche, pays welche en Alsace, refuge du capucin bruyérois, P. Honoré.

Le grand dénuement des frères capucins de Bruyères ressort clairement dans le rapport du 7 juin 1791 adressé aux administrateurs du directoire du district de Bruyères à la suite d'une supplique des capucins : 

« Il est notoire que les suppliants sont dans la plus grande indigence, ils manquent de tout, et à leur sortie de la maison, il est impossible qu'ils vivent décemment suivant l'intention de la Nation qui veut être généreuse et aumonière envers les ordres religieux, qui jusqu'ici n'ont pas vécu que des libéralités des citoyens. les suppliants sont dans la plus dure position, et ils sont affligés d'une perspective d'avenir, s'ils n'obtiennent de Messieurs les secours qui réclament et s'ils ne sont traités aussi généreusement que leurs confrères(…) »

— 1er bureau de Bruyères.
En août et septembre 1792, les maisons de vie commune religieuses sont supprimées les unes après les autres. Les départements et les districts mettent en vente les immeubles et les biens des couvents. C’est le cas du couvent de Bruyères.
On demande aux religieux de choisir entre la « vie commune » ou la « vie privée ». La peur de se retrouver dans une vie d'errance ou de finir à l'échafaud influença forcément les choix. D’autres préfèrent s’exiler à l’étranger. Les mêmes phénomènes se produisent dans la communauté de Bruyères. En 1790, sous l'autorité du ministre provincial Bernardin, le couvent de Bruyères comptait quatre prêtres et trois frères laïcs. Le père gardien du couvent était le père Dorothée. Seul le père Honoré était directement originaire de Bruyères. Le frère laïc Thibaut âgé de 58 ans en 1790 venait de Grandvillers, donc dans le canton de Bruyères.
- Le père Thibaut se rétracta officiellement par acte du 22 Messidor an III (10 juillet 1795)[136]. Il était en détention à Bruyères le 31 octobre 1795 où il est décrit comme sans aucun bien. Quelques citoyens bruyérois ont cessé de lui porter secours quand ils ont remarqué  que les autorités les considéraient à leur tour comme suspects : « Son incivisme et son fanatisme empêchent qu’on lui rende la liberté »[136]. Il resta en détention jusqu’en décembre 1796 car il a dû être remis en liberté en 1797 car les registres paroissiaux de Lapoutroie en Alsace haut-rhinoise déclarent qu’il administrait les sacrements de 1797 à 1800[136].
- Le père Honoré, au civil Jean François Thomas, est né à Bruyères le 27 juillet 1744. Il fait son noviciat et sa profession à Saint-Mihiel dans la Meuse[137]. En 1790, il opte pour la vie commune et il est affecté à la maison de Saint-Dié-des-Vosges. Mais comme la loi exigeait vingt religieux minimum par maison de vie de commune, il fut rendu à la vie privée. En 1792, il trouve refuge dans les Vosges alsaciennes à Labaroche où il restera jusqu'à sa mort le 22 avril 1824[137]. Labaroche et Orbey font partie du pays welche où l'on pratique encore beaucoup le patois vosgien ou welche[138]. Pour le capucin bruyérois le choc culturel et linguistique est quasi inexistant par opposition à l'Alsace germanophone. Sur la croix de sa tombe au cimetière de Labaroche, il est fait « mémoire des services qu'il a rendus à la religion et cette paroisse en particulier »[137]. L'acte de décès dans les registres paroissiaux est cosigné par les vicaires de Labaroche et d'Orbey.
- Le cas du père Étienne originaire de Sarreguemines  illustre bien la dissolution du couvent bruyérois car il refusa de le quitter jusqu’à la fermeture et l’évacuation définitive de la maison. Parti en exil dans la région des Sudètes, il sera amnistié en 1803 et reviendra à Sarreguemines pour occuper les fonctions de vicaire.

#### Essor du commerce et des foires

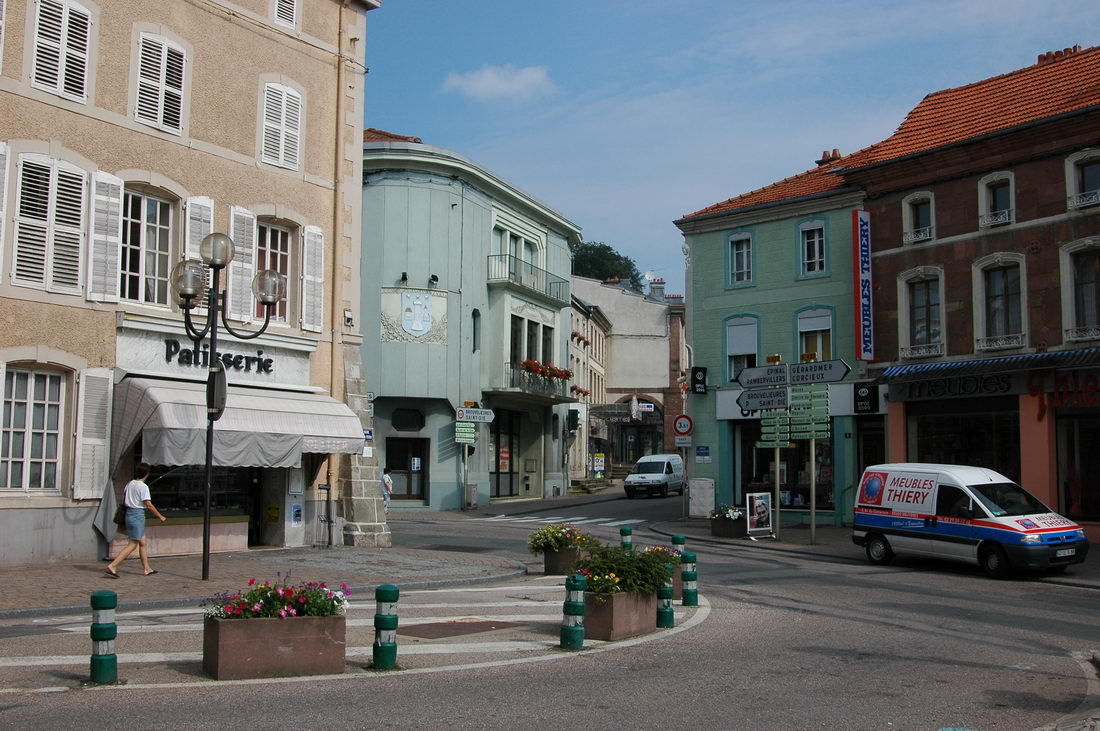
Le Bailleux, centre de Bruyères. On aperçoit en bleu-vert les halles du marché réaménagées.

Henri Lepage cite dans sa notice historique sur la ville de Bruyères un rapport de la fin du XVIIIe siècle qui apporte un éclairage intéressant sur l’amélioration sensible des activités commerciales de la ville, notamment grâce à deux nouvelles chaussées réalisées au XVIIIe siècle pour faciliter les transports et les échanges commerciaux préexistants:

« Ces marchés sont, sans contredit, les plus considérables de tous ceux qui se tiennent dans les différentes villes de la province, pour les espèces de denrées qui proviennent du cru des montagnes, telles que le beurre, le fromage, les veaux, les cochons, la volaille, le gibier et autres. C’est à Bruyères que se fait l’approvisionnement de toutes ces denrées pour les villes de Nancy, de Lunéville, Pont-à-Mousson, Metz, Vic-sur-Seille, Toul, mesme pour l’Alsace. On voit arriver à Bruyères régulièrement, toutes les semaines, plus de soixante et dix voituriers qui enlèvent ces denrées pour les conduire dans ses différentes villes. Bruyères, au centre des montagnes des Vosges, semble situé pour en estre le principal entrepôt. Ses foires ne le sont pas moins par la quantité du gros bétail que l’on y amesne et qui s’achepte soit pour servir au labourage, soit pour la fourniture des boucheries des différentes villes, en sorte que l’on peut regarder Bruyères comme une ville naissante pour le commerce. »

— Archives des Vosges, Henri Lepage.
.
En dehors des droits de passage prélevés à l’entrée de Bruyères, il n’y avait qu’une seule foire annuelle, laquelle se tenait dans les halles de la ville. À ce titre, l’importance du commerce de la ville était toute relative et réservée à la population locale. En 1563, le duc de Lorraine accorde une nouvelle fois à la ville de Bruyères la tenue d’un marché le jour de la Saint-Blaise, le « lendemain de la purification Notre-Dame ». La vocation des deux marchés annuels bruyérois demeure encore largement locale pour l’écoulement des produits des environs. À partir du début du XVIIIe siècle, l’activité commerciale de la ville connaît un essor plus significatif qui se manifeste par la tenue de cinq marchés répartis sur toute l'année à intervalles assez réguliers.

### Époque contemporaine

#### Bruyères ville-étape du front arrière allemand en 1870-1871

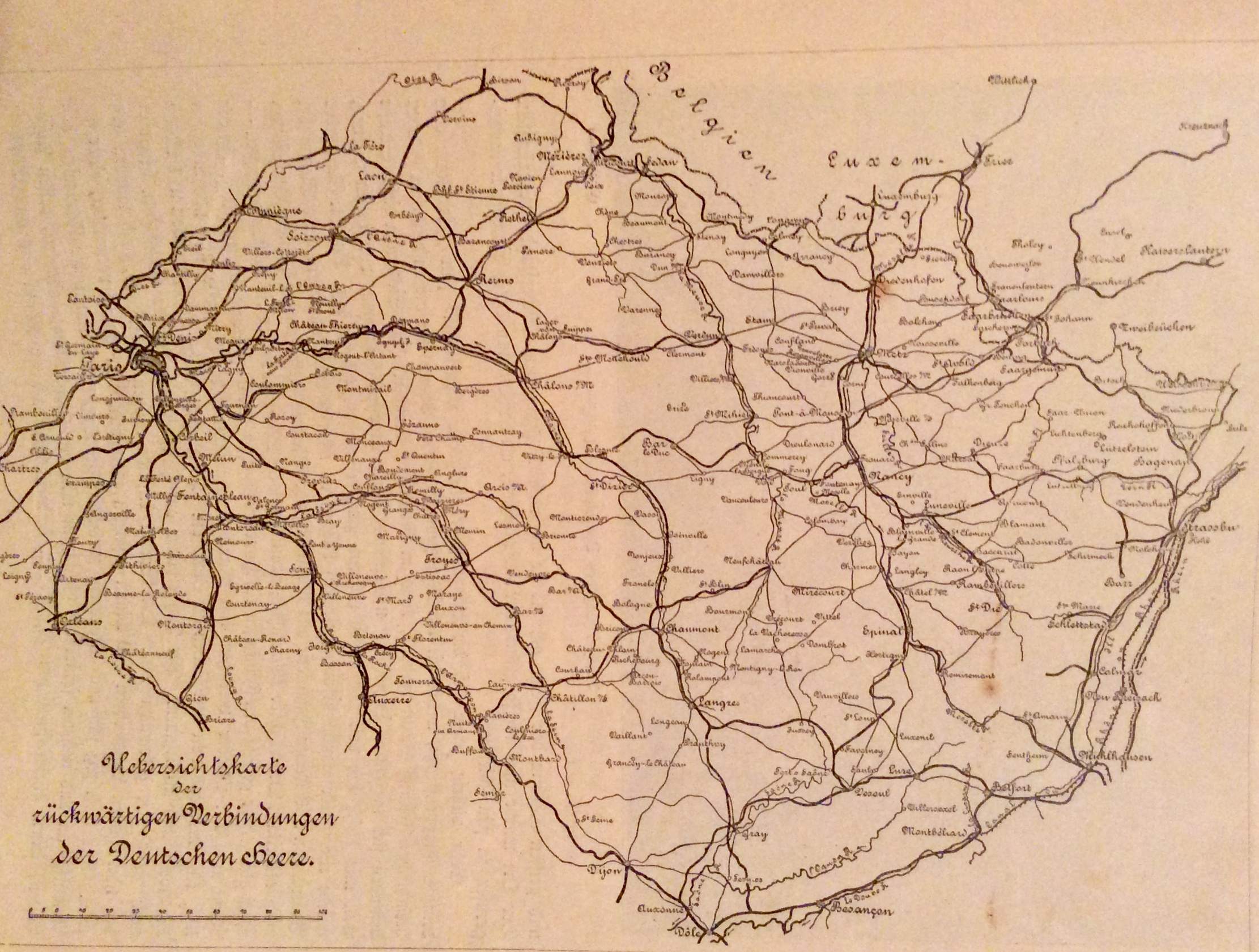
Carte représentant les villes-étapes de repli des Prussiens en 1870-71 in: Krieg und Sieg 1870-71.

La mission des troupes prussiennes consistait à désarmer les Vosges et à neutraliser les chasseurs vosgiens. Le doute passager qui a assailli l'État-major prussien entre La Bourgonce et Bruyères s’exprime à travers une remarque inscrite dans le rapport une fois les troupes arrivées à Bruyères : « Erst nachdem sie sich stärkeren gegnerischen Kräften hatten entreißen müssen. » Bien que l’exagération soit apparente sur le plan militaire, la réaction du chef d’État-major illustre néanmoins très bien l’agacement qu’ont provoqué les chasseurs vosgiens en offrant plus de résistance que les Prussiens ne s’étaient imaginée avant de passer le massif. Bruyères n’est concernée que par la 1re brigade badoise en provenance de Strasbourg. La brigade progresse par Barr, puis Provenchères-sur-Fave, puis Saint-Dié avant de parvenir à Bruyères le 11 octobre soit 5 jours après avoir vaincu les troupes françaises lors des combats de Bourgonce-Nompatelize, lieux de bataille pourtant seulement distants d'une vingtaine de kilomètres de la cité bruyèroise.
Celle-ci est alors occupée du 11 octobre au 13 octobre au matin :
- par la 1re brigade badoise le 11 et le 12 octobre ;
- par la 3e brigade badoise le 13 octobre.

Le soir du 13 octobre, toutes les colonnes sont dans la vallée de la Moselle entre Épinal et Pouxeux. À partir de cette journée, le commandement des divisions badoises passe au ministre de la Guerre badois, le général von Beyer. Avant de partir, il faut établir une route d'étape (Land-Etappenstraße) pour le repli des troupes vers l'est en cas de problèmes futurs, il faut refaire une ligne de chemin de fer entre Blainville et Épinal car elle a été dynamitée.
Bruyères fait partie du gouvernement général B incluant la Meuse, la Meurthe-et-Moselle, les Vosges, la Haute-Marne et la Haute-Saône. Le gouvernement B de Lorraine disposait de 18 709 hommes issus de l'infanterie, 990 soldats provenant de la cavalerie et 18 pièces d'artillerie.
Pour Bruyères, il s'agit d'une ville-étape sur route uniquement, mais il existe aussi des villes-étapes plus importantes qui sont placées sur les lignes de chemin de fer destinées au repli des troupes allemandes en cas de problèmes. Ces lignes ferroviaires devaient être surveillées en permanence contre les saboteurs. La plus grande ligne de ce type passant près de Bruyères est celle de Vesoul―Épinal―Nancy qui fait la jonction avec la ligne ferroviaire principale Paris―Strasbourg surveillée par la 2e et 3e armée territoriale.
Les Allemands parlent ainsi de :
- Région d'étape (Etappengebiet) ;
- Ville d'étape (Etappenort, Etappenstadt) ;
- Troupes d'étape (Etappentruppen, Etappenschutztruppen)[147].

Les troupes doivent assurer leurs arrières, faire la jonction avec l'Allemagne, occuper les citadelles et maintenir l'ordre en zone occupée. La mission de ces troupes est aussi d'entretenir le poste médical, le magasin du ravitaillement, de protéger les blessés, les transports divers et le courrier postal. Les activités de ces troupes sont très ingrates et dangereuses car il y a des francs-tireurs partout et la population ne coopère pas souvent. Toutefois, aucun conflit particulier n'est signalé dans les rapports d'état-major allemand pour ce qui est du pays de Bruyères.

#### Nouvelle communauté juive
Il y a eu des juifs à Bruyères à partir de l’émancipation de 1791 et une communauté israélite est signalée sous la IIIe République. La communauté juive de Bruyères compte trois familles en 1806, en 1813 et probablement autant en 1845. Les juifs de Bruyères fréquentent la synagogue de Rambervillers. En 1867, la communauté compte 46 personnes, elle a donc doublé, et après 1870 elle compte 76 personnes. Elle loue un local en guise d’oratoire et achète un cimetière. La communauté n’a jamais eu de rabbin, mais seulement un ministre officiant.
Quand le bail de l’oratoire ne fut pas renouvelé par le propriétaire en 1891, la communauté israélite de Bruyères acheta une maison avec une grange sans demander l’autorisation du consistoire de l’Est à Vesoul. Elle est finalement autorisée à construire une synagogue par un décret du 16 juin 1901 lorsque le transfert du consistoire de l’Est fut réalisé par le décret du 4 mars 1896 signé par Félix Faure. C’est un Bordelais juif sépharade ayant fait fortune, Daniel Iffla dit Osiris, qui s’est manifesté par courrier le 19 avril 1902 auprès du préfet des Vosges pour lui annoncer qu’il mettait à disposition des fonds pour construire une synagogue à Bruyères. C’est l’architecte parisien Lucien Hess qui fut chargé de la conception. Iffla prit en charge la plupart des frais de construction, la communauté paya le restant. La consécration de la synagogue eut lieu le 17 septembre 1903 avec une allocution du grand rabbin Moïse Schuhl.
Sur le monument à la mémoire des victimes de la déportation au cimetière israélite d'Épinal, on peut relever les noms des dix juifs de Bruyères déportés pendant la Seconde Guerre mondiale. Le cimetière de Bruyères comporte un carré israélite.

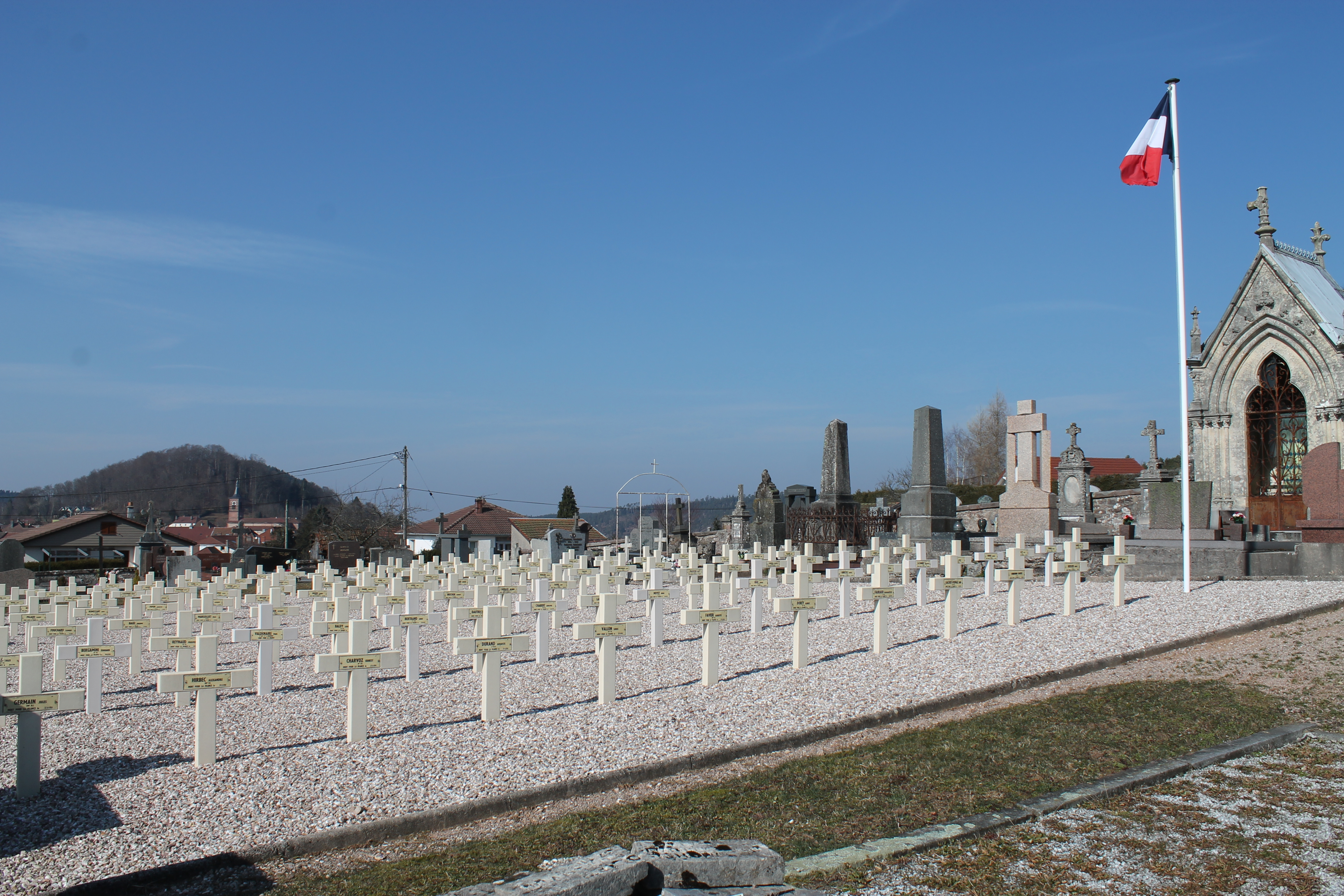
Carré militaire du cimetière de Bruyères.

#### Première Guerre mondiale
La contre-attaque allemande après la bataille de Morhange conduit à l'occupation de Saint-Dié, à la fois envahie via Sainte-Marguerite à l'est, la vallée de la Fave au nord-est et le col des Raids au nord. Cette invasion provoque l'arrivée le 26 août 1914 à Bruyères par le col du Haut Jacques, d'un flux de 10 000 réfugiés venus de toute la région. La résistance victorieuse des troupes françaises lors de la bataille de la Chipotte dégagera la ville de la menace allemande alors fort proche.

#### Seconde Guerre mondiale

##### François Mitterrand
Il est à noter que c'est à l'hôpital de Bruyères que, le 21 juin 1940, François Mitterrand alors sergent de l'Armée française fut fait prisonnier par la Wehrmacht.

##### Troupes d'occupation et centre de formation militaire
Grâce à la publication de mémoires d’anciens soldats ou de récits sur les événements particuliers liés à la Seconde Guerre mondiale, on sait qu’il y a eu à Bruyères une compagnie d’infanterie allemande où on dispensait un enseignement militaire de base pour les jeunes hommes nouvellement recrutés en provenance de tout le Sud-ouest de l’Allemagne. Ce fut par exemple le cas de Hans Baur qui a fait ses classes en 1942 à Bruyères en pays occupé à l’âge de 19 ans avant d’avoir sa première affectation pour le 228e régiment de la 101e division de chasseurs de Heilbronn dans le Bade-Wurtemberg.
Il s’agit de la 215e compagnie de dépôt de canons d'infanterie (215. IG-Ersatzkompanie) dont le code postal de l'unité à Bruyères était le no 48616. Elle fut créée à partir de 1942 mais déjà supprimée en 1943. La compagnie était intégrée au 215e régiment d'infanterie de dépôt sous le commandement du colonel et baron Hartmann Maria von Ow auf Wachendorf du 15 septembre 1942 au 30 avril 1943 dans une unité qui comportait aussi d'autres unités. Les unités de dépôt servaient à entraîner et former les remplacements pour les unités d’actives et elles pouvaient en même temps aussi servir de forces d'occupation ; c’est donc le cas de ce régiment qui a été déployé en France et plus tard aux Pays-Bas. Son passage à Bruyères comme force d’occupation et de formation aura duré une petite année : il aura amené à Bruyères des jeunes hommes allemands qui ont non seulement découvert l’armée en temps de guerre, mais aussi une terre étrangère occupée à laquelle ils ne s’attendaient pas forcément pour faire leurs classes.
Le 215e régiment d'infanterie de dépôt fut créé le 26 août 1939 à Neckarsulm, dans le Ve district militaire de Stuttgart. Il fut placé initialement sous l’autorité du commandant en chef des troupes de dépôt V basées à Prague dans le Protectorat de Bohème et Moravie. Il servait de troupes de remplacement pour la 215e division d’infanterie. Le centre de commandement fut déplacé à Weinsberg en Souabe, puis en 1940 à Heilbronn. Le 13 juillet 1941, le commandement est transféré à Saint-Dié-des-Vosges comme troupes d’occupation. De ce commandement dépendaient les bataillons de dépôt de l’infanterie 111, 380 et 435. À partir du 1er octobre 1942 le régiment est intégré à la 165e division de réserve. À partir du 7 octobre 1942, il est renommé 215e régiment d’infanterie de réserve (Reserve-Infanterie-Regiment 215). Quand il sera stationné à Dijon en novembre 1942, il sera renommé 215e régiment de grenadiers de réserve (Reserve-Grenadier-Regiment 215). En janvier 1944, le centre de commandement est transféré à Flessingue en Zélande pour la protection des côtes. Le 6 mai 1944, le commandement est dissout et le personnel est affecté à la formation militaire de la 70e division d’infanterie.

##### Bataille de Bruyères
Du 26 au 30 octobre 1944, la bataille de Bruyères oppose le 442 RCT (442nd Regimental Combat Team), corps américain constitué de nippo-américains originaires de Hawaï et de Californie, et des troupes allemandes. Cette unité a reçu pour mission de libérer un bataillon américain encerclé depuis le 24 octobre. À la fin de la bataille, on dénombre dans cette unité huit cents victimes, soit presque la moitié de l'effectif. En souvenir de ces combats et de la libération de la cité, les villes de Bruyères et de Honolulu sont jumelées en 1961 et le jumelage est entretenu par une association qui perpétue les rencontres jusqu'aux célébrations récentes du 75e anniversaire de la libération de la ville. La ville a été décorée de la croix de guerre 1939-1945.

## Politique et administration

### Découpage territorial
Par arrêté préfectoral du 15 septembre 2023, la commune est retirée le 1er janvier 2024 de l'arrondissement d'Épinal et rattachée à l'arrondissement de Saint-Dié-des-Vosges.

### Administration municipale
Le nombre d'habitants au dernier recensement étant compris entre 2 500 et 3 499, le nombre de membres du conseil municipal est de 23.

### Liste des maires
Depuis 1945, onze maires se sont succédé :
| Période                                  | Période                       | Identité                  | Étiquette | Qualité                                                           |
| ---------------------------------------- | ----------------------------- | ------------------------- | --------- | ----------------------------------------------------------------- |
| Les données manquantes sont à compléter. |                               |                           |           |                                                                   |
| 1945                                     | 1947                          | Roger Mercier (1901-1996) |           | Cafetier                                                          |
| 1947                                     | 1953                          | Louis Gillon              |           | Instituteur en retraite                                           |
| 1953                                     | 1965                          | René Drahon               |           |                                                                   |
| 1965                                     | 1976                          | Roger Mercier (1901-1996) |           | Cafetier                                                          |
| 1976                                     | 1977                          | Raymond Marx              |           | Commerçant (vêtements)                                            |
| mars 1977                                | mars 1989                     | Michel Langloix           | RPR       | Pharmacien Conseiller général du canton de Bruyères (1979 → 2011) |
| mars 1989                                | mars 2001                     | Alain Thirion             | DVG       | Industriel                                                        |
| mars 2001                                | mars 2014                     | Alain Blangy              | DVD       | Inspecteur de l'Éducation nationale                               |
| mars 2014                                | mai 2020                      | Yves Bonjean              | DVD       | Technicien territorial au conseil départemental                   |
| mai 2020                                 | janvier 2025                  | Denis Masy                | DVD       | Ancien cadre, démissionnaire                                      |
| janvier 2025                             | En cours (au 29 janvier 2025) | Ludovic Durain (°1978)    | DVD       | Sapeur-pompier professionnel                                      |

### Finances locales
| Postes                                            | 2011        | 2012        | 2013        | 2014        | 2015        | 2016        | 2017        | 2018        |
| ------------------------------------------------- | ----------- | ----------- | ----------- | ----------- | ----------- | ----------- | ----------- | ----------- |
| Produits de fonctionnement                        | 2 951 000 € | 2 938 000 € | 2 890 000 € | 2 943 000 € | 2 947 000 € | 2 830 000 € | 2 807 000 € | 2 742 000 € |
| Charges de fonctionnement                         | 2 331 000 € | 2 571 000 € | 2 525 000 € | 2 659 000 € | 2 682 000 € | 2 592 000 € | 2 541 000 € | 2 521 000 € |
| Ressources d’investissement                       | 1 389 000 € | 756 000 €   | 1 354 000 € | 510 000 €   | 378 000 €   | 730 000 €   | 991 000 €   | 773 000 €   |
| Emplois d’investissement                          | 828 000 €   | 1 128 000 € | 1 449 000 € | 486 000 €   | 677 000 €   | 624 000 €   | 729 000 €   | 892 000 €   |
| Capacité d'autofinancement brute (CAF)            | 621 000 €   | 375 000 €   | 373 000 €   | 295 000 €   | 277 000 €   | 250 000 €   | 277 000 €   | 233 000 €   |
| Dette                                             | 1 171 000 € | 1 095 000 € | 1 490 000 € | 1 353 000 € | 1 212 000 € | 1 066 000 € | 1 337 000 € | 1 384 000 € |
| Source : Ministère de l’Économie et des Finances. |             |             |             |             |             |             |             |             |

| CAF en €/hab.        | 2011 | 2012 | 2013 | 2014 | 2015 | 2016 | 2017 | 2018 |
| -------------------- | ---- | ---- | ---- | ---- | ---- | ---- | ---- | ---- |
| Bruyères             | 86   | 77   | 86   | 91   | 113  | 112  | 182  | 73   |
| Moyenne de la strate | 229  | 206  | 203  | 201  | 210  | 215  | 210  | 172  |

La capacité d'autofinancement, (également appelée "épargne brute"), par habitant, de Bruyères demeure sensiblement inférieure à la moyenne de sa strate démographique (communes de 2 000 à 3 500 habitants).
| TH                   | 2011    | 2012    | 2013    | 2014    | 2015    | 2016    | 2017    | 2018    |
| -------------------- | ------- | ------- | ------- | ------- | ------- | ------- | ------- | ------- |
| Bruyères             | 22,85 % | 22,85 % | 22,85 % | 22,85 % | 22,85 % | 23,42 % | 23,42 % | 23,42 % |
| Moyenne de la strate | 17,15 % | 17,18 % | 17,03 % | 17,27 % | 17,22 % | 17,38 % | 17,72 % | 13,40 % |

| TF                   | 2011    | 2012    | 2013    | 2014    | 2015    | 2016    | 2017    | 2018    |
| -------------------- | ------- | ------- | ------- | ------- | ------- | ------- | ------- | ------- |
| Bruyères             | 15,39 % | 15,39 % | 15,39%  | 15,39%  | 15,39%  | 15,77%  | 15,77%  | 15,77%  |
| Moyenne de la strate | 15,58 % | 15,04 % | 14,99 % | 15,02 % | 15,43 % | 15,13 % | 15,61 % | 17,65 % |

| TFnb                 | 2011    | 2012    | 2013    | 2014    | 2015    | 2016    | 2017    | 2018    |
| -------------------- | ------- | ------- | ------- | ------- | ------- | ------- | ------- | ------- |
| Bruyères             | 27,83 % | 27,83 % | 27,83 % | 27,83 % | 27,83 % | 28,52 % | 28,52 % | 28,52 % |
| Moyenne de la strate | 43,15 % | 43,66 % | 43,70 % | 43,06 % | 43,47 % | 42,96 % | 40,99 % | 49,37 % |

| Assiette fiscale                                  | TH      | TF      | TFnb  | Total 3 taxes |
| ------------------------------------------------- | ------- | ------- | ----- | ------------- |
| Commune de Bruyères (a)                           | 864 €   | 873 €   | 12 €  | 1 745 €       |
| Moyenne des communes de taille comparable (b)     | 2 423 € | 1 749 € | 33 €  | 4 205 €       |
| Écart de la commune à la moyenne de la strate (c) | −64 %   | −50 %   | −64 % | −58 %         |

| Produit fiscal | Bruyères Montant perçu en euros (arrondis) | Bruyères Montant perçu en €/hab. | Moyenne de la strate Montant perçu en €/hab. |
| -------------- | ------------------------------------------ | -------------------------------- | -------------------------------------------- |
| TH             | 612 000 €                                  | 202 €                            | 169 €                                        |
| TF             | 436 000 €                                  | 137 €                            | 199 €                                        |
| TFnb           | 11 000 €                                   | 4 €                              | 16 €                                         |
| Total 3 taxes  | 1 089 000 €                                | 343 €                            | 384 €                                        |

La faiblesse relative du produit fiscal résulte de la faiblesse relative des bases fiscales que ne compense que partiellement l'application des taux communaux votés, au demeurant asymétriques par rapport aux taux moyens de la strate.

### Budget et fiscalité 2023

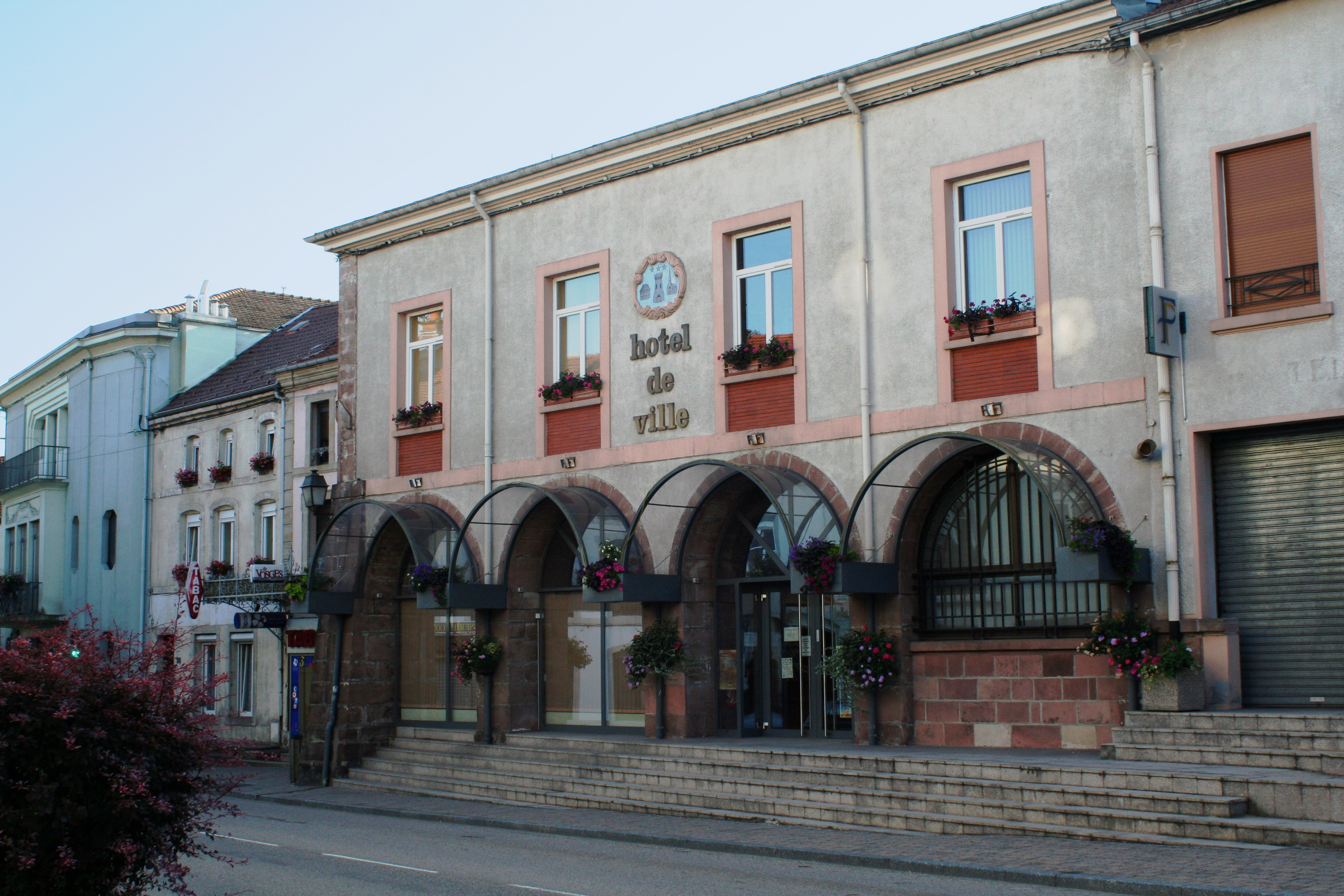
La mairie.

En 2023, le budget de la commune était constitué ainsi :
- total des produits de fonctionnement : 3 477 000 €, soit 1 133 € par habitant ;
- total des charges de fonctionnement : 2 993 000 €, soit 975 € par habitant ;
- total des ressources d'investissement : 672 000 €, soit 219 € par habitant ;
- total des emplois d'investissement : 661 000 €, soit 216 € par habitant ;
- endettement : 918 000 €, soit 299 € par habitant.

Avec les taux de fiscalité suivants :
- taxe d'habitation : 23,42 % ;
- taxe foncière sur les propriétés bâties : 42,42 % ;
- taxe foncière sur les propriétés non bâties : 29,21 % ;
- taxe additionnelle à la taxe foncière sur les propriétés non bâties : 0,00 % ;
- cotisation foncière des entreprises : 0,00 %.

### Jumelages
La ville de Bruyères est jumelée avec :
- Vielsalm (Belgique) depuis le 21 juillet 1959 ;
- Honolulu (États-Unis) depuis le 15 octobre 1961.

## Population et société

### Démographie

#### Évolution démographique
L'évolution du nombre d'habitants est connue à travers les recensements de la population effectués dans la commune depuis 1793. Pour les communes de moins de 10 000 habitants, une enquête de recensement portant sur toute la population est réalisée tous les cinq ans, les populations de référence des années intermédiaires étant quant à elles estimées par interpolation ou extrapolation. Pour la commune, le premier recensement exhaustif entrant dans le cadre du nouveau dispositif a été réalisé en 2006.

En 2022, la commune comptait 2 935 habitants, en évolution de −4,71 % par rapport à 2016 (Vosges : −2,96 %, France hors Mayotte : +2,11 %).
| 1793  | 1800  | 1806  | 1821  | 1831  | 1836  | 1841  | 1846  | 1856  |
| ----- | ----- | ----- | ----- | ----- | ----- | ----- | ----- | ----- |
| 1 912 | 1 911 | 2 118 | 2 160 | 2 328 | 2 359 | 2 343 | 2 494 | 2 367 |

| 1861  | 1866  | 1872  | 1876  | 1881  | 1886  | 1891  | 1896  | 1901  |
| ----- | ----- | ----- | ----- | ----- | ----- | ----- | ----- | ----- |
| 2 379 | 2 410 | 2 428 | 2 849 | 2 825 | 2 630 | 4 221 | 4 422 | 3 550 |

| 1906  | 1911  | 1921  | 1926  | 1931  | 1936  | 1946  | 1954  | 1962  |
| ----- | ----- | ----- | ----- | ----- | ----- | ----- | ----- | ----- |
| 3 724 | 4 450 | 3 363 | 2 908 | 3 266 | 3 549 | 3 269 | 3 514 | 3 639 |

| 1968  | 1975  | 1982  | 1990  | 1999  | 2006  | 2011  | 2016  | 2021  |
| ----- | ----- | ----- | ----- | ----- | ----- | ----- | ----- | ----- |
| 3 767 | 3 852 | 3 679 | 3 368 | 3 362 | 3 315 | 3 204 | 3 080 | 2 981 |

| 2022  | - | - | - | - | - | - | - | - |
| ----- | - | - | - | - | - | - | - | - |
| 2 935 | - | - | - | - | - | - | - | - |

### Enseignement
Bruyères est située dans l'académie de Nancy-Metz.
Elle administre une école maternelle et une école élémentaire communales et dispose d'une école primaire privée.
Le département gère deux collèges (le collège public Charlemagne et le collège privé Jeanne-d'Arc) et la région Grand Est deux lycées : le lycée public général et technologique Jean-Lurçat (qui a la particularité de disposer s'une section européenne ou de langue orientale), et le lycée professionnel Jeanne d'Arc (qui a la particularité de disposer d'un internat),.

### Manifestations culturelles et festivités

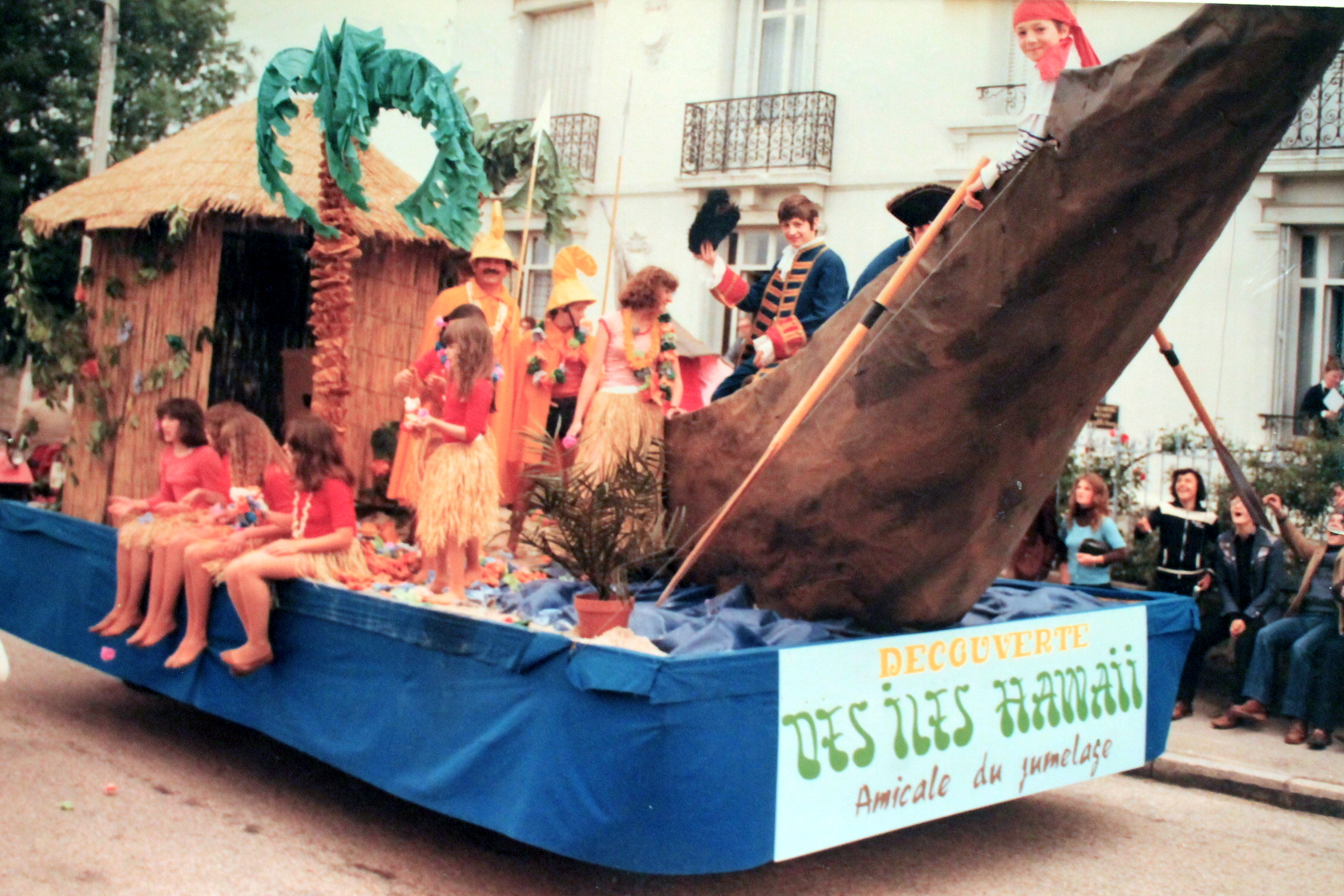
Fête des Myrtilles de Bruyères, édition 1977, char de l'association du jumelage Honolulu-Bruyères.

Tous les deux ans en juillet, le festival des Epinettes s'installe dans le centre-ville de Bruyères et divers lieux alentour. Il célèbre l'instrument local, l'épinette des Vosges, et tous ses cousins (instruments à cordes de type cithare) répartis dans le monde.
La ville possède également sa propre musique. La Musique Municipale de Bruyères a été créée en août 1912. Sous la direction successive de Jean Frédric, Jean-Louis Ferrafiat, Céline Virtel et Philippe Gaudel, la formation compte près de 35 musiciens sous la baguette de Julien Claudel depuis mai 2018.
Depuis des décennies, une fête des myrtilles a lieu traditionnellement en juillet tous les deux ans pendant la période où les myrtilles, ou en langue locale « les brimbelles », sont mûres. Il s’agit d’une fête populaire qui prend la forme d’une cavalcade le plus souvent organisée par les associations du secteur. Chaque association construit un char avec une thématique différente d’année en année. Les responsables de la fête invitent également des formations musicales, des groupes folkloriques et des majorettes des environs et des pays limitrophes. C’est l’occasion de déguster des « beignets de brimbelles », version locale des pancakes aux myrtilles en plus juteuse. La myrtille apprécie les sols des hêtraies-sapinières des Vosges où la myrtille dans le type  Luzulo-Fagetum myrtilletosum  avec une prédominance de sapins est plus couvrante comme par la fête des myrtilles de la vallée alsacienne de la Bruche à Belmont où celle de Belfahy en Haute-Saône.

### Santé
Professionnels et établissements de santé :
- Médecins à Bruyères, Laveline-devant-Bruyères, Brouvelieures, Grandvillers, Granges-sur-Vologne, Vologne.
- Pharmacies à Bruyères, Docelles, Le Tholy, Éloyes, Deyvillers, Pouxeux, Anould, Rambervillers.
- Hôpitaux à Bruyères, Gerbépal, Rambervillers, Gérardmer, Épinal.

## Économie

### Revenus de la population et fiscalité
Chiffres clés Revenus et pauvreté des ménages en 2021 : médiane en 2021 du revenu disponible, par unité de consommation : 19 050 €.

### Entreprises et commerces

#### Agriculture
- Élevage d'ovins et de caprins[195],[196].
- Élevage d'autres bovins et de buffles.
- Exploitation forestière.

#### Tourisme
- Hébergements et restauration à Champ-le-Duc, Herpelmont, La Chapelle, Grandvillers[197].

#### Commerces
- Commerces et services de proximité[196].

#### Industrie textile
Comme dans les autres arrondissements et cantons limitrophes situés dans la montagne ou dans le sillon vosgien  d'Arches à Saint-Dié, le pays de Bruyères a connu une forte augmentation des paysans-ouvriers  pour essentiellement l'industrie textile. Au milieu du XIXe siècle, les fileurs et tisserands sont plus des polyculteurs que des ouvriers. La proportion des adolescents, voire des enfants, embauchés dans les usines locales augmentent néanmoins car le travail est jugé accessible et non qualifié. Les salaires sont attractifs comparés aux autres corps de métiers ; du coup, les enfants sont envoyés dans les manufactures pour compléter le revenu du foyer. En général, ils n'ont pas le droit de garder leur salaire tant les parents estiment logique et légitime qu'un enfant mineur en âge de travailler contribue à la cohésion et à l'entretien de la famille souvent nombreuse. Le décret de septembre 1848 autorise les enfants à travailler douze heures par jour. Avec les lois Jules Ferry, l'âge de la majorité scolaire est fixée à 13 ans et les parents des familles nombreuses n'hésitent pas à envoyer leurs enfants à l'usine comme ce sera toujours le cas après la Seconde Guerre mondiale. Au début du XXe siècle, il était dans la norme qu'au moins un parent et un enfant de la ferme familiale travaillent au moins à temps partiel dans une usine par exemple en hiver ou dans la saison creuse. La terre ne suffisait plus à nourrir toute la famille. Cela crée une situation de dépendance vis-à-vis des usines locales. Au fil des décennies, l'attraction exercée par l'usine dépeuple les fermes familiales et les campagnes environnantes qui ne sont pas forcément sur le territoire communal de Bruyères, mais tous convergent vers les usines qui s'installeront dans l'agglomération. Il suffit de trois générations pour qu'une famille paysanne-ouvrière devienne une famille ouvrière exclusive dans les années 1950 quand les parents sont à la retraite. En corollaire de cette évolution sociale, le manque de logement pour les ouvriers se fait sentir très vite. Certaines entreprises bâtissent des casernes qui sont également nécessaires pour accueillir les immigrés. Pour les générations bruyéroises nées dans les années 1920-1930 octogénaires dans les années 2010, une très forte majorité d'entre eux ont commencé leur carrière professionnelle à 13 ans et leurs enfants des années 1950-1960 ont encore connu la vie de routine pesante et sans grands loisirs de leurs parents qui pendulaient entre l'usine et la cité ouvrière, plus tard les HLM. Comme dans toutes les régions industrielles rurales, l'arrivée des congés payés de 1936 et surtout 1969 a permis aux ouvriers de partir en vacances sur les côtes françaises. Dans certaines entreprises du secteur de Bruyères, quelques-unes pratiquaient encore le paternalisme patronal : les ouvriers disposaient d'un magasin, d'une crèche ou d'un centre de vacances entre autres.
Dans le secteur du textile, les établissements Henri Veyrier, Sarl créée le 1er août 1919 par Henri Veyrier, avaient une usine à Saint-Dié-des-Vosges et à Bruyères,. Mais le siège social était 25, rue Meslay à Paris,.
Si la production se faisait dans les Vosges, une partie de la vente au détail se faisait dans une « maison de vente » avec pignon sur rue à Paris. À Bruyères, la fabrique de bérets basques était située entre l'avenue Chanzy et la rue Gambetta non loin de la gare. Avec ses deux sites, Henri Veyrier Fils assurait la plus importante production française de bérets basques,. Quelques cartes postales anciennes montrent le site industriel et la villa personnelle de Veyrier, rue du Frêne, avec un jardin anglais. Une partie des employés habitaient encore les maisons familiales du secteur. Mais certains salariés habitaient ce qu'on appelait localement les « cités Veyrier » dont il reste quelques vestiges, rue de Vielsam par exemple. On peut également citer le « Gai Logis » démoli en 2016 et réaménagé par la société Vosgelis pour réaliser des pavillons. Les usines Claude et Vansson ont également donné du travail à de nombreux Bruyérois et aux habitants des villages environnants. Elle fabriquait des torchons de vaisselle. Les employés pouvaient également rester au domicile car l’entreprise leur livrait les torchons pour y être cousus. Les établissements Doumy confectionnait des corsets, des gaines ou des soutien-gorge.

#### Autres secteurs industriels

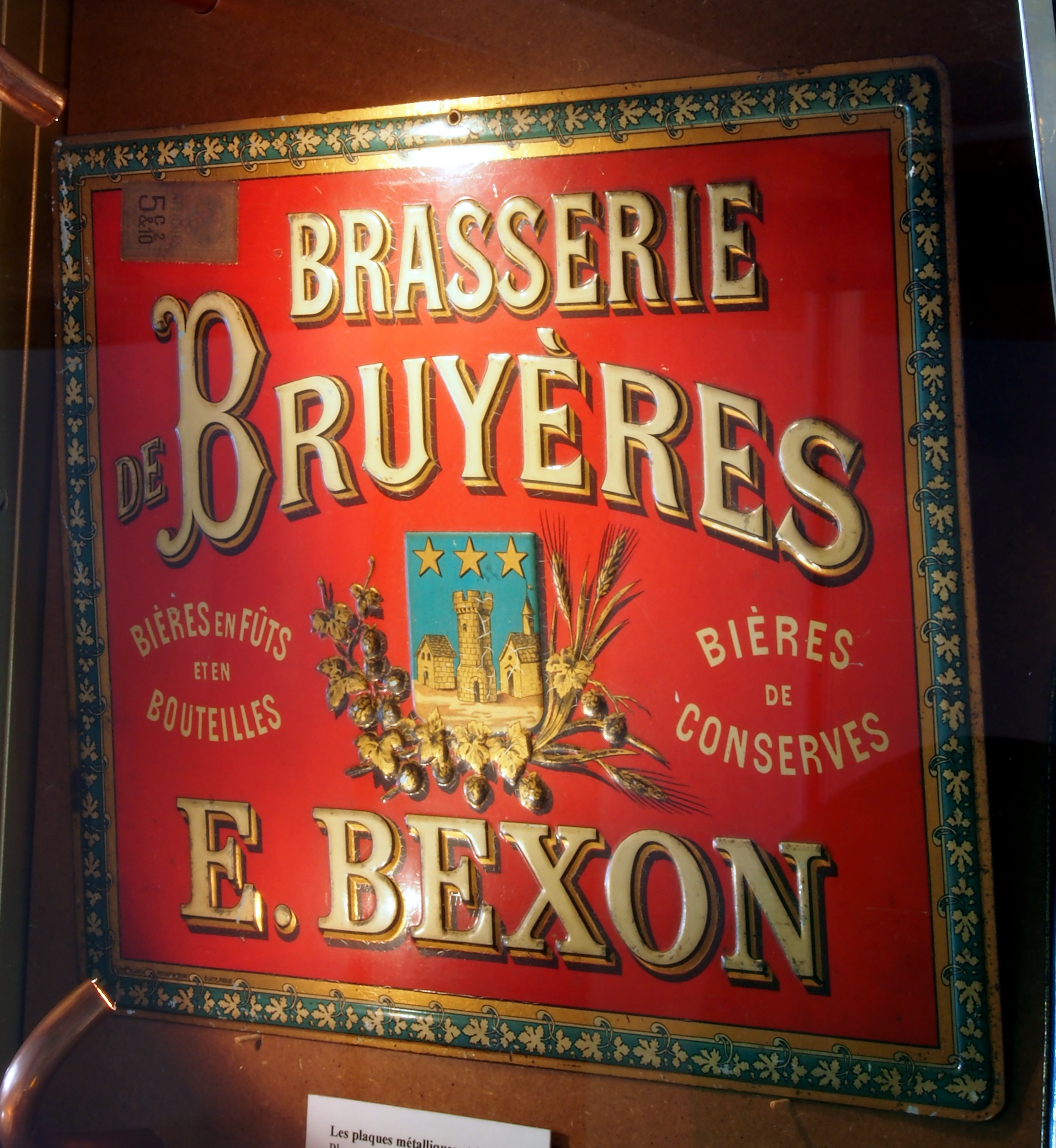
Plaque publicitaire en émail de la Brasserie Bexon de Bruyères au Musée Européen de la Bière.

En dehors de celle de l’usine Henri Veyrier, une autre grande cheminée a longtemps marqué le paysage industriel de Bruyères, celle de la brasserie derrière la place Stanislas le long de la route qui mène à la rue du Lavoir. Sa destruction est récente. La première brasserie fut créée en 1861 par M. Georgel. Il s’associe avec Léon Ladague en 1863. La Brasserie Georgel devient la Brasserie Léon Ladague en 1870. Elle est vendue à la famille Bexon et devient en 1877 la Brasserie de Bruyères Bexon à l’origine du logo BBB sur les étiquettes, les sous-bocks et les bouteilles de verre. Dans l’annuaire de 1947, la brasserie Bexon produisait 25 000 hl en fermentation basse. La bière la plus vendue sera la bière du Coq symbolisée par un coq de bruyère. Sinon, les étiquettes indiquent la production de la bière des Bruyères, la bière de la Lys, la Bruyères Pils, la Bruyères Bock et la Spéciale Brune. La pils était aussi écoulée avec une étiquette en anglais sous l’appellation « Bruyères Pils Beer of Lorraine ». La brasserie bruyéroise ferme ses portes en 1955.
La sous-traitance en métallurgie pour le secteur automobile est arrivée à Bruyères en 1962 avec la CIPA SA. Après un premier dépôt de bilan en 1986, une reprise en 1987, elle est devenue entre-temps FICOCIPA SARL ; elle fabriquait des rétroviseurs mais elle a déposé le bilan en juillet 2016 pour centraliser la production dans l’usine de Dieuze en Moselle. Il restait jusqu'à sa fermeture le 31 juillet 2016 un établissement secondaire de l'entreprise de FICOCIPA  dont l’activité est le façonnage et la transformation du verre plat.
De nombreux Bruyérois ont travaillé dans les Papeteries Mougeot au XXe siècle, fondé en 1876 par un actionnariat familial dont les dirigeants actuels appartiennent à la 4e génération. La cité ouvrière de la papeterie Mougeot sur le territoire communal de Bruyères s’appelait le « Gai Logis ». Il existe encore aujourd’hui. L'ancien site de la papeterie Mougeot que personne n'a oublié dans le secteur de Bruyères, connaît une première réorganisation de l’actionnariat en 1996 devient Novacare en 2004. Les Papeteries des Vosges de Laval-sur-Vologne obtiennent un label de qualité en 2015. La nouvelle société se compose de trois établissements : Papeteries des Vosges, Novatissuet BB Distrib. Le papier est donc encore présent à Laval.

## Culture locale et patrimoine

### Lieux et monuments

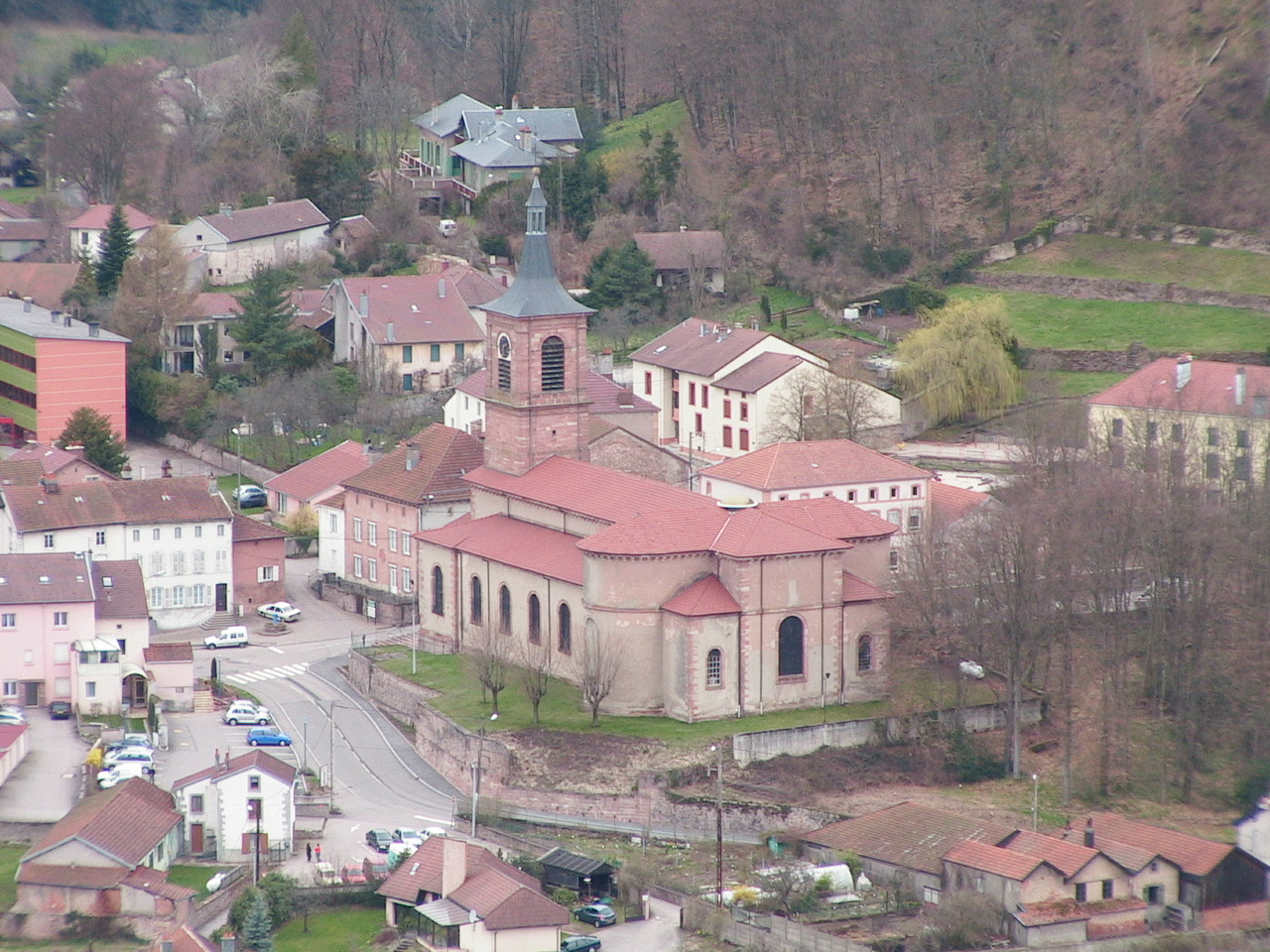
L'église de Bruyères vue de l'Avison.

- L'église Notre-Dame-de-l'Assomption, rue du Haut de la Ville.
- Les ruines de l'ancien château
- Tour de l'Avison, tour de 15 mètres, construite en 1900 a été détruite lors des bombardements de 1944 ; elle a été réparée en 1957. La tour se situe à 593 m d'altitude, elle permet de découvrir un magnifique panorama sur la ville de Bruyères.
- Étangs de Pointhaie
- L'ancienne synagogue de Bruyères, rue Jean et Simone Lurcat, devenu musée Henri-Mathieu en 1996, est construite grâce au financement de Daniel Osiris. Inaugurée en septembre 1903, elle possède une belle et originale façade de grès rose inspirée de l'architecture industrielle[218],[219]. Elle a servi de lieu de culte jusqu'à l'invasion allemande de 1940[220]. Cette ancienne synagogue dans ses dispositions d'origine fait l’objet d’une inscription au titre des monuments historiques depuis le 16 juillet 1991[221].

Durant la Seconde Guerre mondiale, elle a été utilisée par l'armée allemande comme dépôt. Vendue, la synagogue est devenue un atelier et s'est beaucoup dégradée. En 1990, la municipalité l'a acquise et une association, l'association Daniel-Osiris qui s'est créée pour aider à sa réhabilitation. En 1993, la générosité d’Henri Mathieu a permis le sauvetage de la synagogue et sa transformation en musée. Le musée Henri-Mathieu, qui organise chaque année depuis 1998 une remarquable exposition d'arts et traditions populaires, aspire à devenir le musée du judaïsme vosgien. On y présente différentes collections comme l'ancienne pharmacie de l'hôpital et quelques œuvres de Jean Lurçat.
- L'ancienne Halle aux grains, devenue collège puis bureau de poste
- Le tribunal du bailliage de Bruyères, actuel hôtel de Ville[223].
- La place Stanislas datant du XVIIIe siècle.
- L'hôpital construit au XVIIIe siècle grâce au comte de Girecourt, Jean-François Humbert, originaire de cette ville[224].
- La chapelle de l'hôpital rue de l'Hôpital.
- L'oratoire et chapelle troglodyte de la ferme des Anges (Chemin des Sables).
- Chapelle Notre-Dame-de-la-Roche, chemin de la Chapelle (Grande Avison).

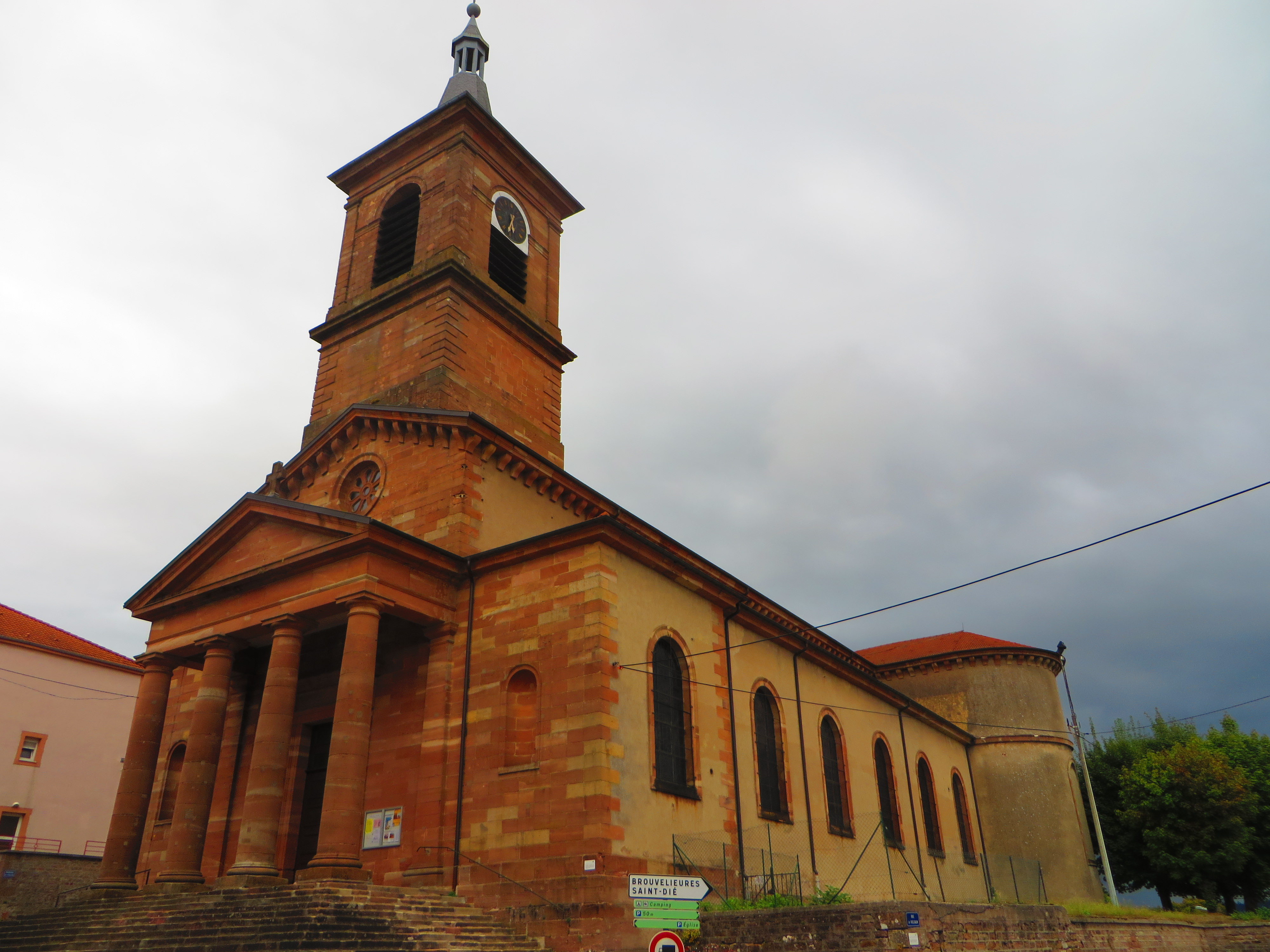
L'église de l'Assomption-de-Notre-Dame.
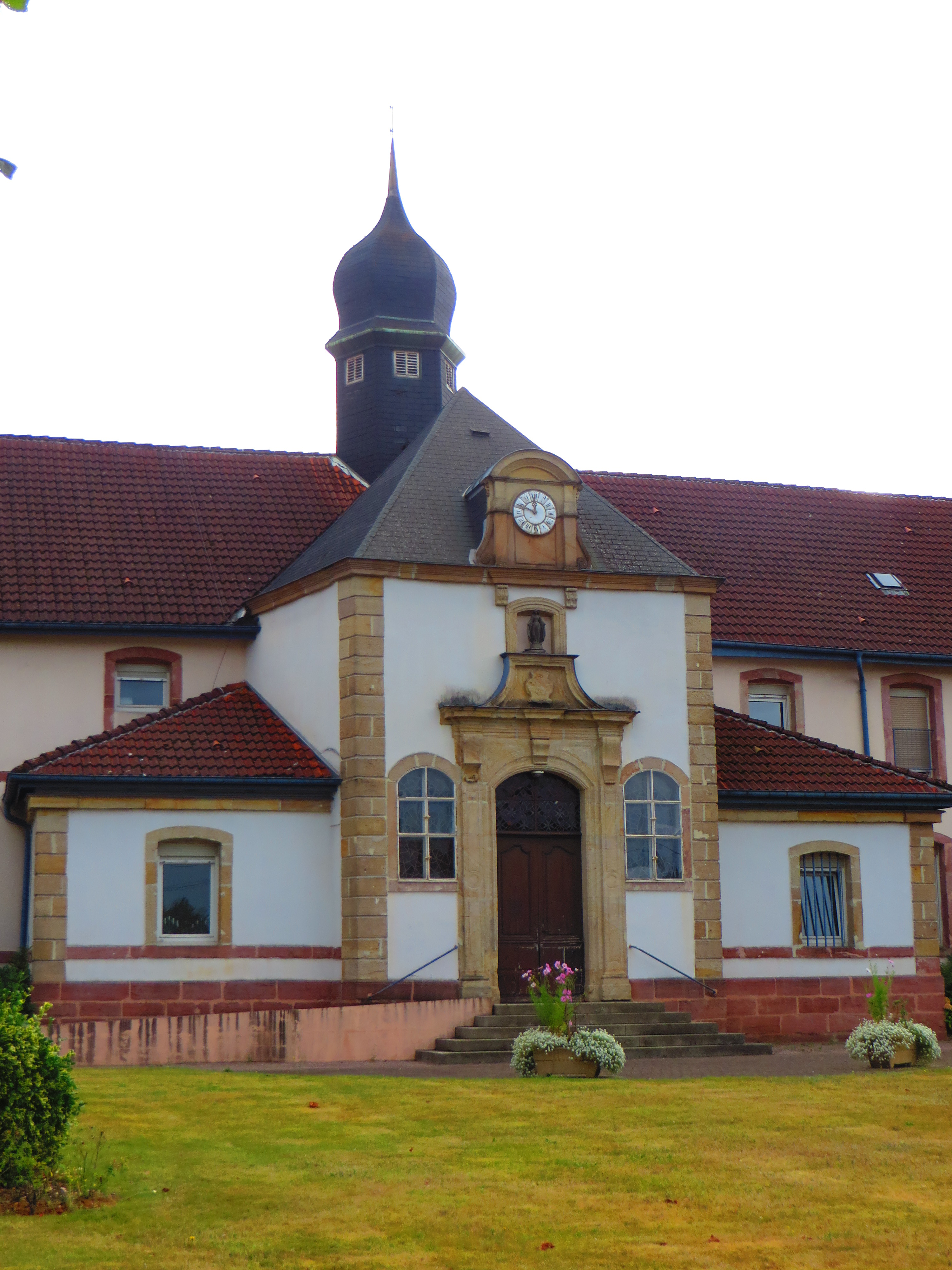
La chapelle de l'hôpital.
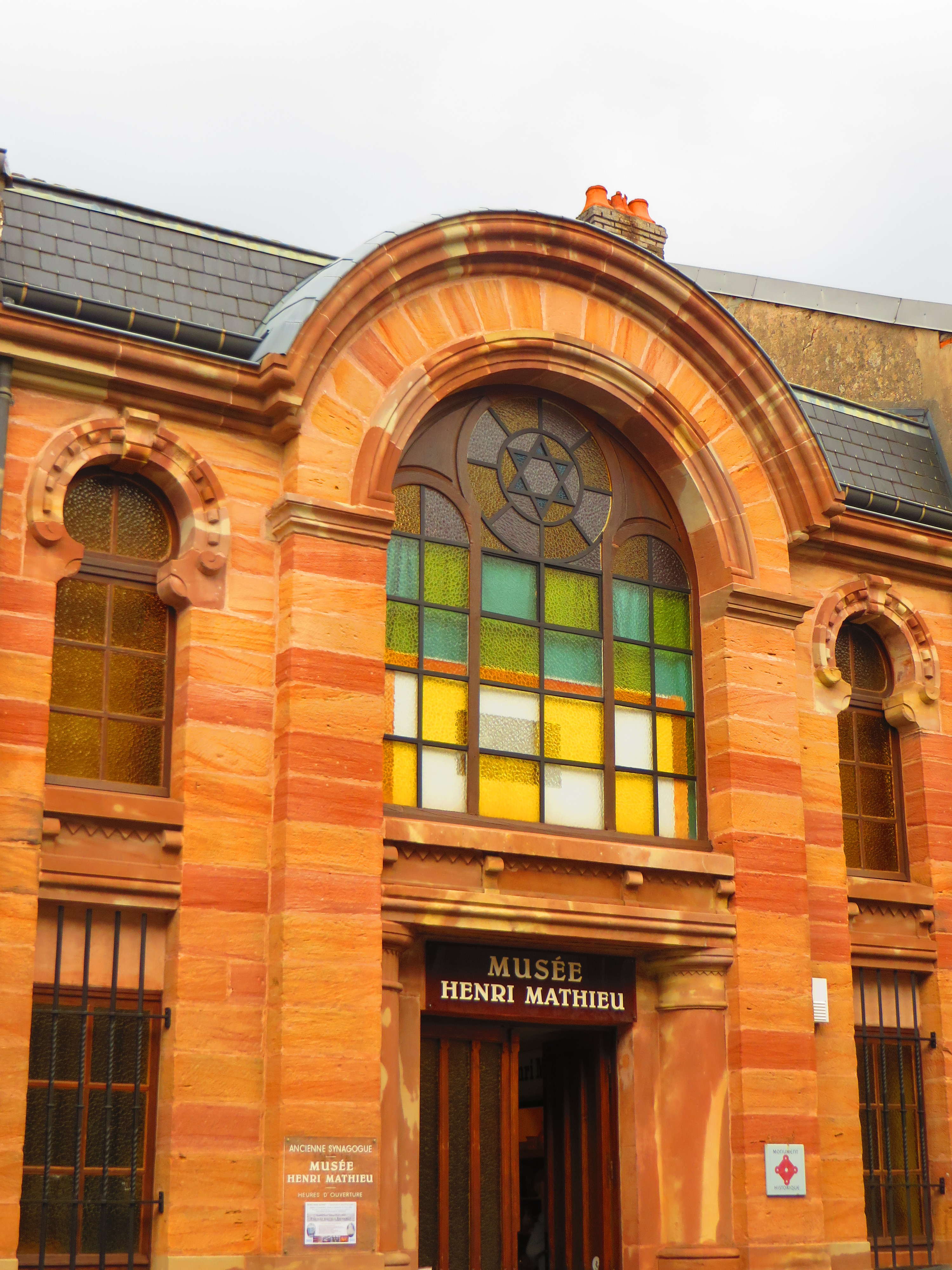
L'ancienne synagogue, actuellement musée.
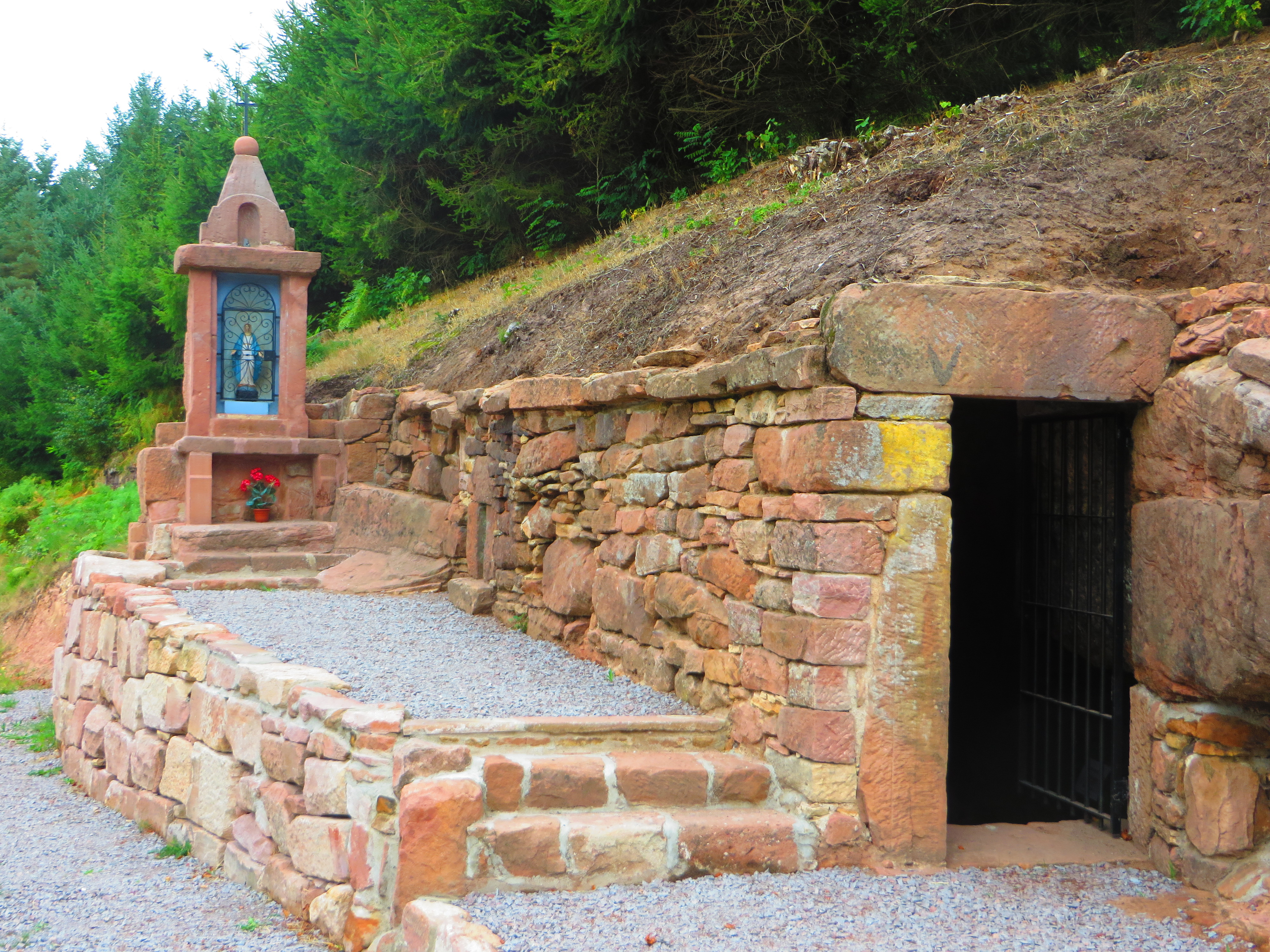
L'oratoire et chapelle troglodyte de la ferme des Anges.
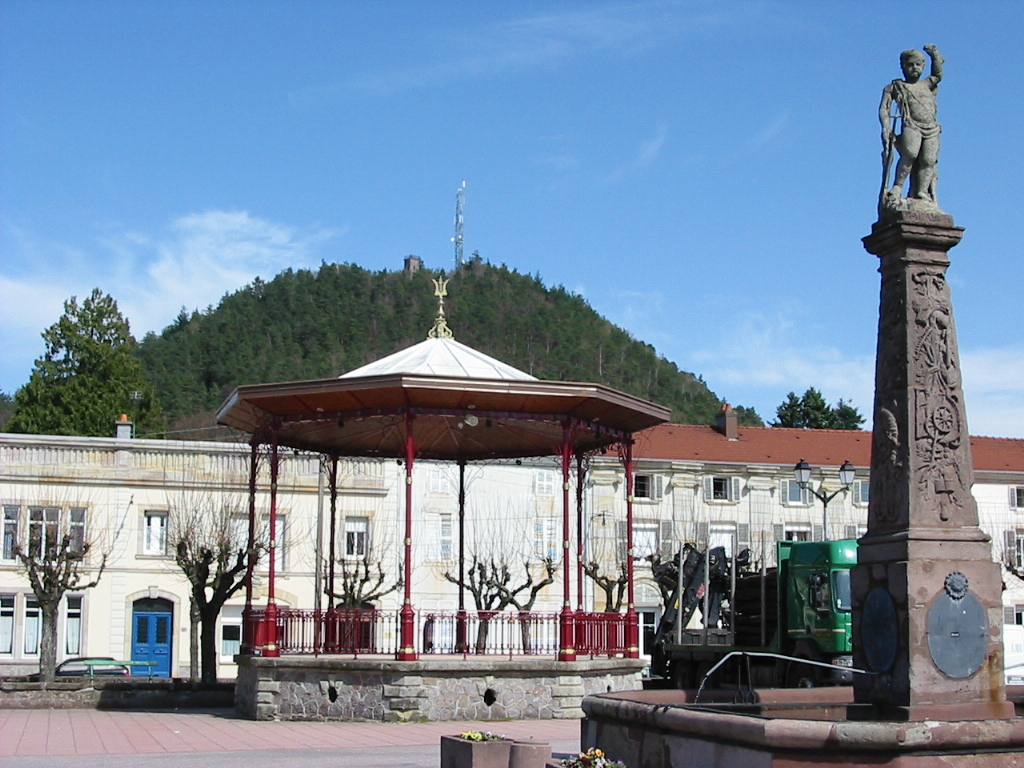
Le Kiosque et la fontaine Neptune.
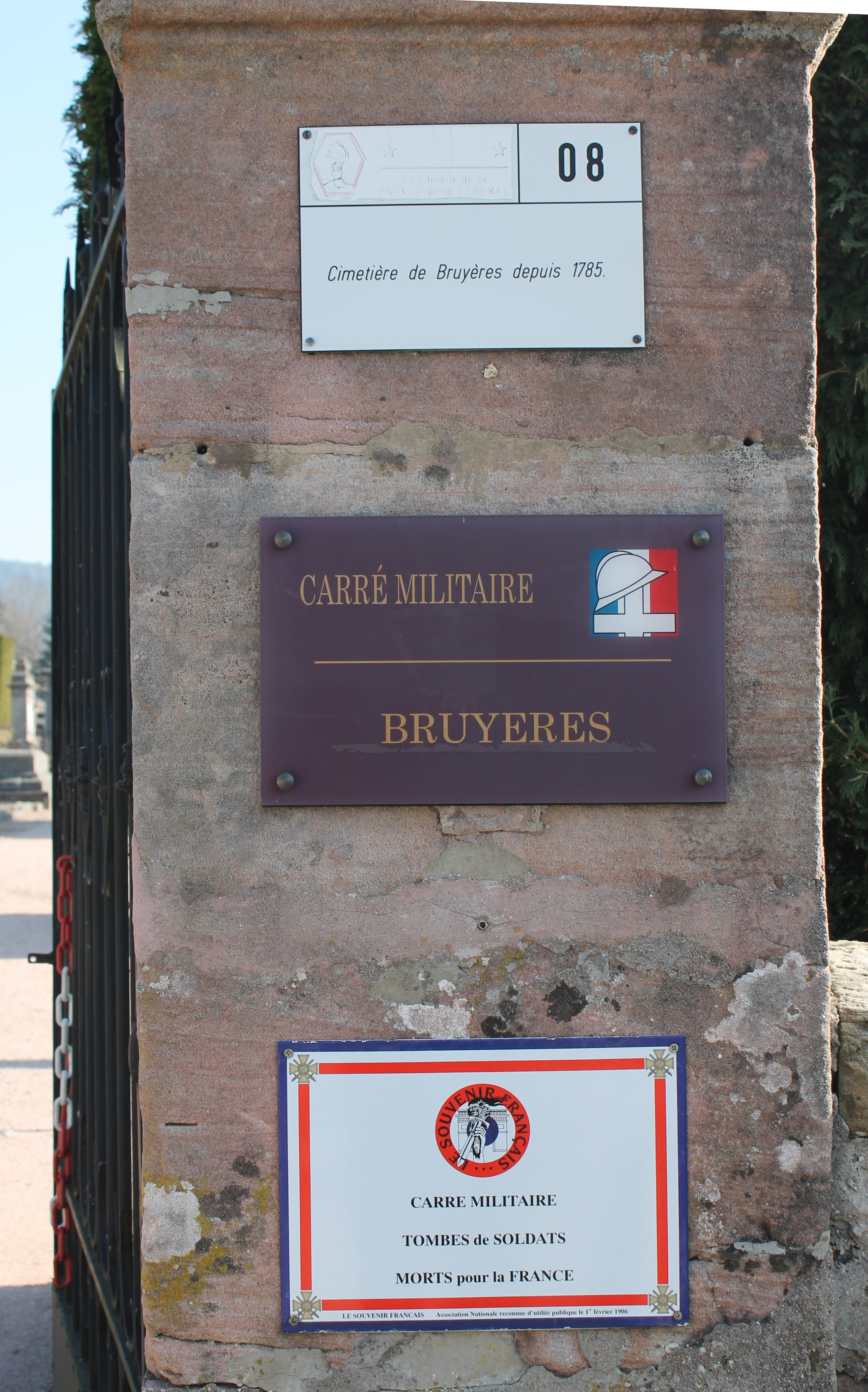
Entrée du cimetière communal.
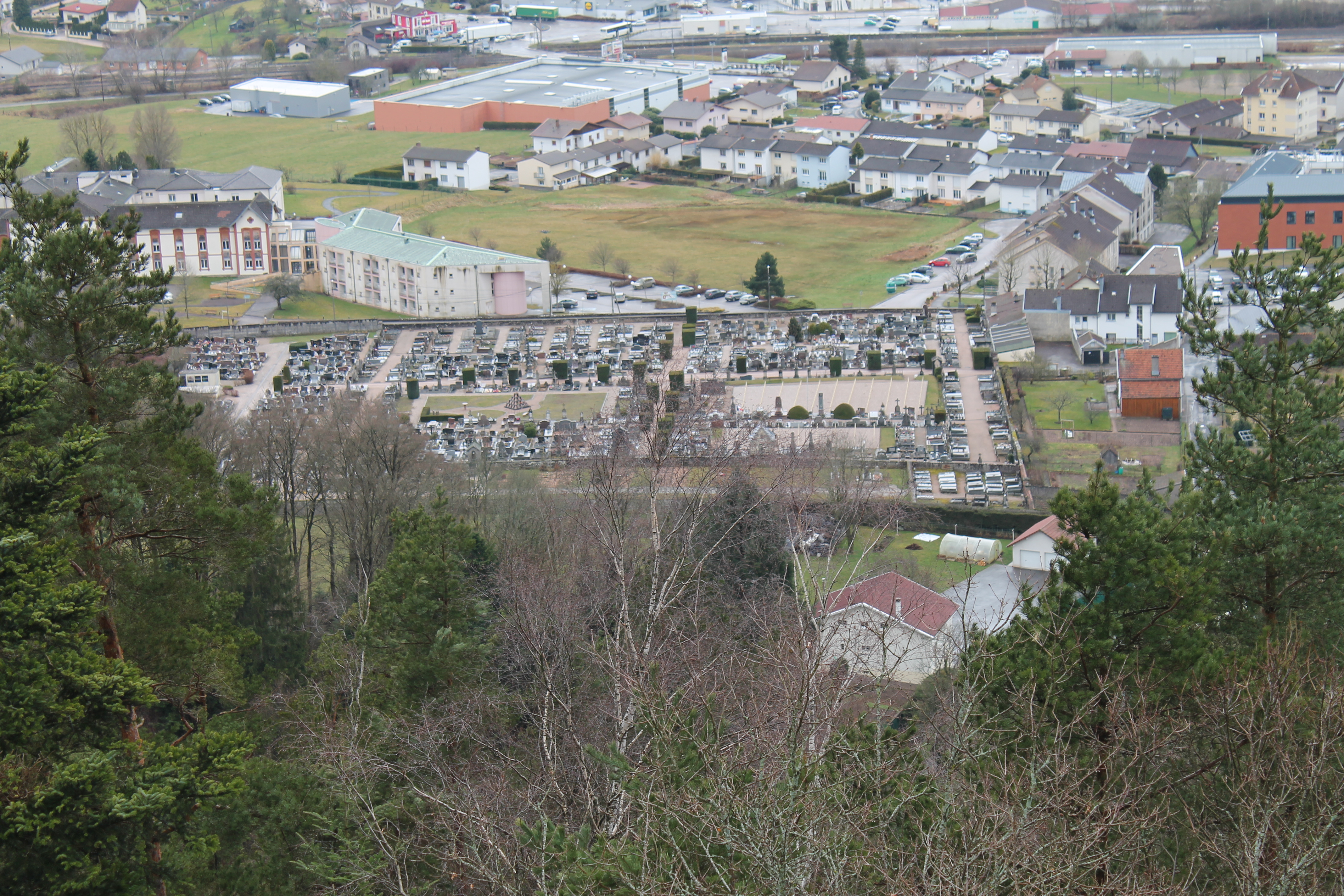
Vue aérienne sur le cimétière communal depuis l'Avison.
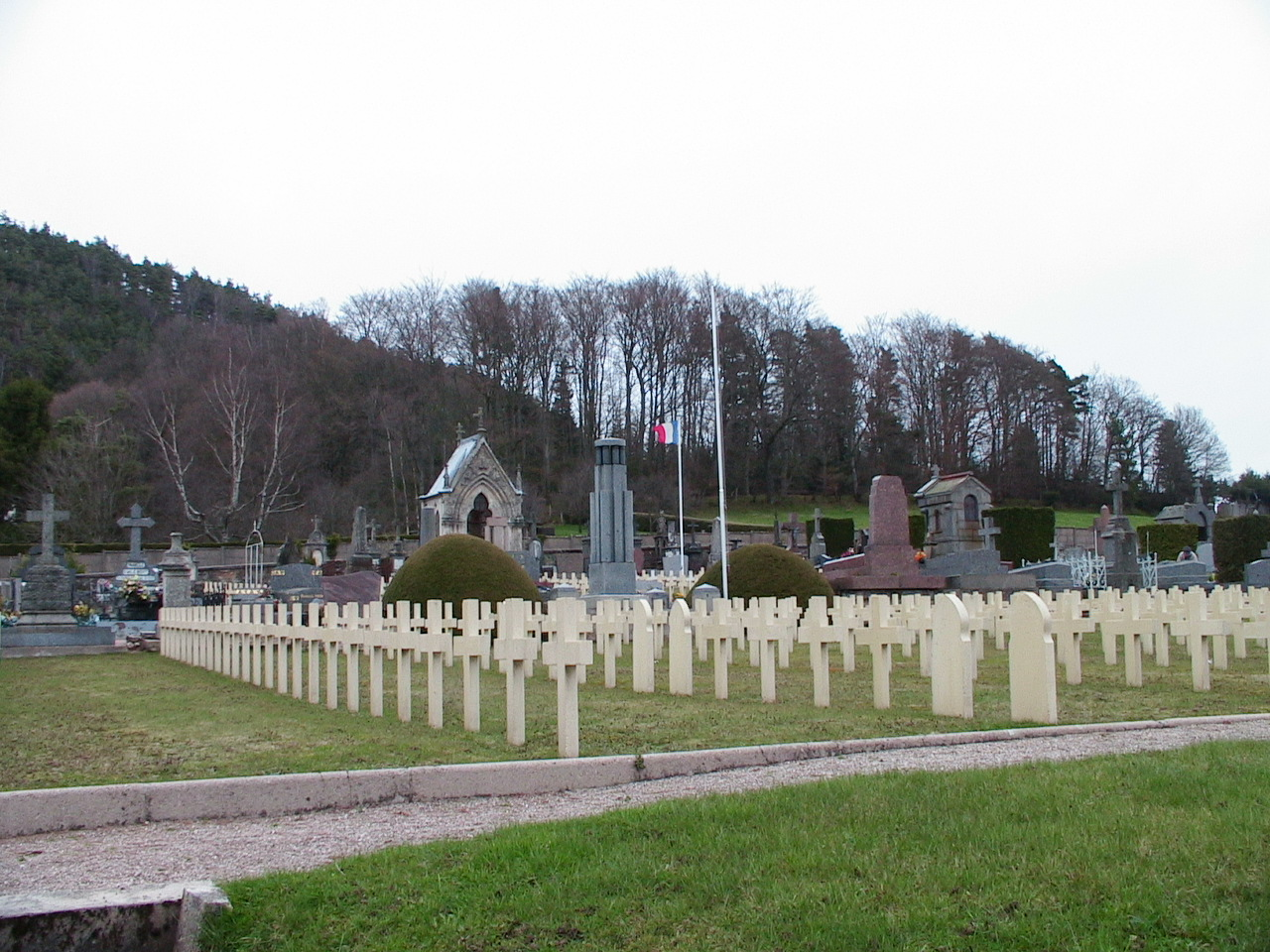
Cimetière : le carré militaire.
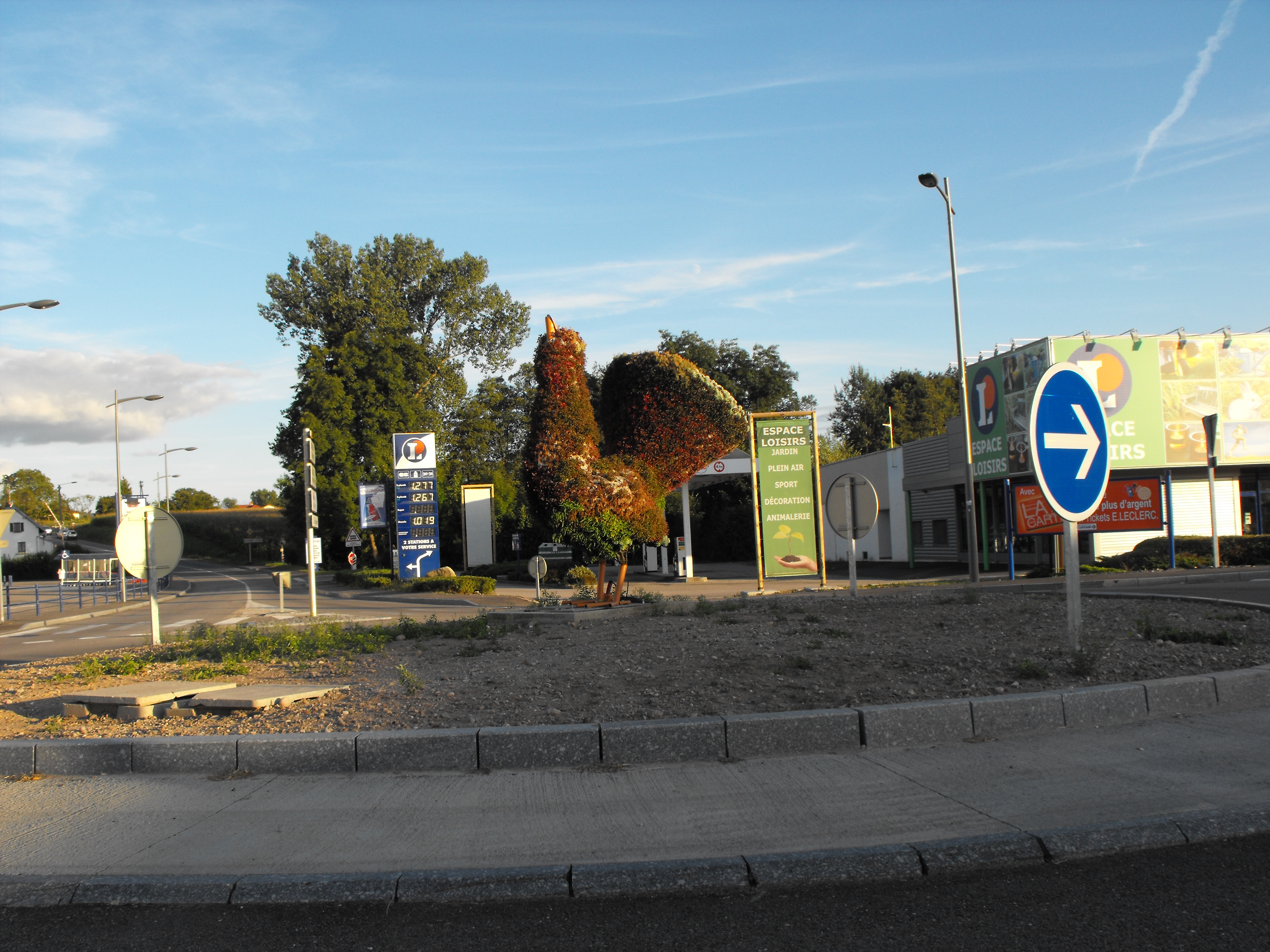
Le coq de Bruyères.
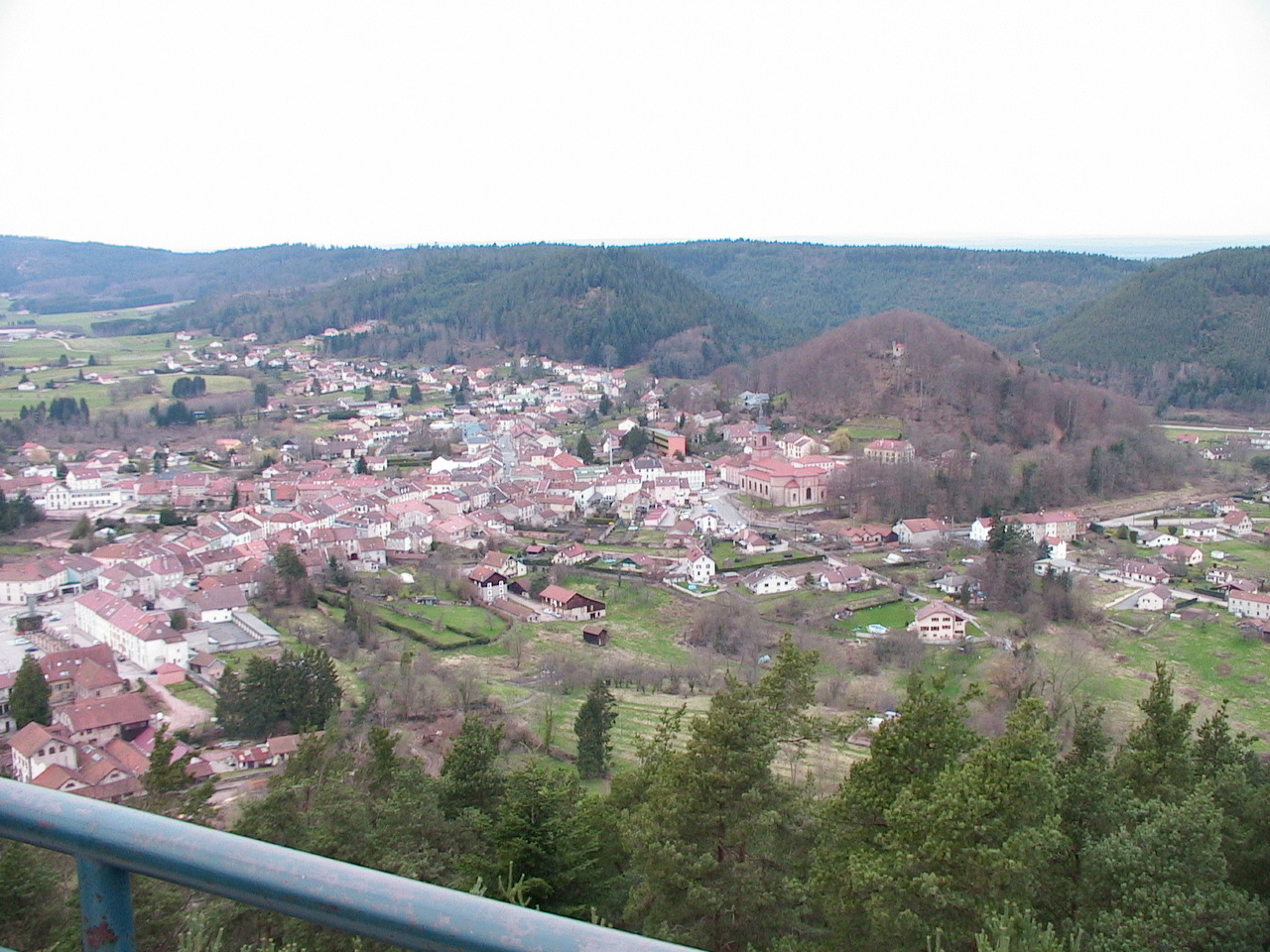
Centre-ville, église et motte castrale.

### Patrimoine naturel
Espaces naturels :
- Un espace protégé Natura 2000 :

Massif vosgien.
- Deux zones naturelles d'intérêt écologique, faunistique et floristique (Znieff) :

Massif vosgien,
Ruisseau Le Buttant à Belmont-sur-Buttant.

### Personnalités liées à la commune

#### Nées à Bruyères
- Varin Doron, bourgeois résistant à l'occupation bourguignonne de la Lorraine par Charles le Téméraire.
- Jean-François Humbert, comte de Girecourt (1663-1754), secrétaire d'État et chef du Conseil des Finances de Lorraine.
- Abbé Jean-François Georgel (1731-1813), qui fut l'un des deux provicaires généraux nommés en 1803 dans le diocèse de Nancy.
- Jean-Baptiste Mougeot (25 septembre 1776, 5 décembre 1858), médecin et botaniste[229], bryologue, lichénologue, algologue à qui on a dédié le genre Mougeotia[230].
- Georges Constant Alexandre comte de Martimprey (1750-1827), membre du directoire du district de Bruyères (1795), avoué au tribunal de Bruyères, puis juge de paix du canton externe de Bruyères[231].
- François de Paule Augustin de Martimprey (1752-1794), lieutenant au régiment de Languedoc, gentilhomme ordinaire de la chambre du roi de France Louis XVI, chevalier de Saint-Louis, incarcéré à la prison de la Grande-Force où il meurt à 42 ans le 20 prairial de l’An II.
- Pierre Gabriel Louis Didelot (1757-1825), prêtre et historien local français.
- Jean-Claude Miche (1805-1873), missionnaire, vicaire apostolique au Cambodge et en Cochinchine occidentale.
- Henry Boucher (1847-1927), industriel français et ministre du Commerce.
- Gaston About (1890-1954), député français.
- Jean Lurçat (1892-1966), tapissier et artiste français du mouvement moderne.
- André Lurçat (1894-1970), architecte.
- Roland Schweitzer (né en 1925), architecte et urbaniste français.
- Daniel Gremillet (né en 1953), homme politique français, sénateur des Vosges.
- Christine Villemin, mère du petit Grégory assassiné dans la Vologne
- Pascal Curin, auteur de nombreux ouvrages sur les langues lorraines[232].

#### Décédées ou inhumées à Bruyères
- Louis Marin, philosophe et homme d'État français.
- Gaston Litaize (1909-1991), compositeur (Prix de Rome), organiste et professeur.

#### Actifs à Bruyères
- Joseph-Nicolas Guyot (1728-1816), jurisconsulte, conseiller de l'hôtel de ville de Bruyères (1753) puis au bailliage de Bruyères (ca. 1757-1759).
- Augustin Dominique Romain de Martimprey (1719-1765), conseiller d'épée au bailliage et à l'Hôtel de Ville de Bruyères.
- Nicolas Joseph de Martimprey (1715-1787), officier d'un régiment d'infanterie, fondateur et vénérable maître en tous grades de la loge maçonnique « Saint-Jean de la Parfaite Amitié » de Bruyères[122].

### Héraldique
| Blason | Blasonnement : D’azur, à la tour d’argent crénelée, accompagnée au canton dextre d’une maison avec deux panonceaux de même, et au sénestre d’une église avec son clocher, aussi d’argent, en chef trois étoiles d’argent. Commentaires : Il est écrit dans le Livre de l’Hérauderie que ces armoiries font peut-être allusion à la tour de la Cabée ou aux constructions que le duc Ferry III de Lorraine fit ériger à Bruyères. Les trois étoiles symbolisent les pouvoirs du chef-lieu de prévôté : religieux, militaire et politique. |

| Blason | Blasonnement : D'azur à la tour d'argent crénelée de trois pièces ouverte, ajourée et maçonnée de sable, adextrée d'une maison à trois panonceaux et sénestrée d'une église, aussi d'argent ; l'une et l'autre, ouvertes, ajourées et maçonnées de sable, le tout surmonté de trois étoiles en fasce d'argent et soutenu des mots Département des Vosges, du même, au franc quartier des villes de troisième classe. Commentaires : Ces armoiries sont celles de Bruyères sous le Premier Empire, avec lettres patentes du 2 novembre 1810. |

Les premières armes de Bruyères, authentifiées sous Henri II de Lorraine, étaient D'azur, à la montagne surmontée d'une ville entourée de murailles ; au centre, une église et son clocher ; à dextre et à sénestre, des maisons ; en chef, deux étoiles ; le tout d'argent.

### Sitographie
- Cavités souterraines (ouvrages civils)[234],[235].
- INSEE, « Chiffres clés publiés par l'institut national de la statistique et des études économiques (INSEE). Dossier complet », sur le site de l'Insee (consulté le 27 septembre 2016).
- INPN, « Inventaire du patrimoine naturel de la commune », sur inpn.mnhn.fr (consulté le 27 septembre 2016).